# アイドルマスター ミリオンライブ!の楽曲一覧
- アイドルマスターシリーズ > THE IDOLM@STERの楽曲一覧 > アイドルマスター ミリオンライブ!の楽曲一覧
- アイドルマスターシリーズ > アイドルマスター ミリオンライブ! > アイドルマスター ミリオンライブ!の楽曲一覧

アイドルマスター ミリオンライブ!の楽曲一覧（アイドルマスター ミリオンライブのがっきょくいちらん）は、メディアミックスプロジェクト『アイドルマスター』シリーズ内の、『アイドルマスター ミリオンライブ!』より展開した作品にて作成、もしくはカバーされた楽曲の一覧である。なお、登場キャラクターの声優に関しては特に記述が無い限り、原作ゲーム準拠とする。

## CD収録曲

### CDシングル・アルバム収録曲

#### 『LIVE THE@TER PERFORMANCE』収録曲
Thank You!
作詞：NBSI（モモキエイジ）、作曲・編曲：NBSI（佐藤貴文）
『ミリオンライブ!』のイメージソング。
収録作品
- アイドルマスター ワンフォーオール - DLC（カタログ5号）で配信。
- アイドルマスター ミリオンライブ！ シアターデイズ - 条件を満たすと使用可能 - 歌：765 MILLION ALLSTARS※ユニットに選択したキャラクターのみ歌唱。
- アイドルマスター ツアーズ - 初期状態から使用可能

収録CD
- フルバージョン
  - THE IDOLM@STER LIVE THE@TER PERFORMANCE 01 Thank You!
    - Thank You! - 歌：765 MILLIONSTARS
    - Thank You!（765PRO ver.） - 歌：765PRO ALLSTARS
    - Thank You!（765THEATER ver.） - 歌：765THEATER ALLSTARS

  - THE IDOLM@STER LIVE THE@TER PERFORMANCE 13
    - Thank You! - 歌：春日未来・最上静香・伊吹翼

  - THE IDOLM@STER LIVE THE@TER SELECTION CD
    - Thank You! - 歌：望月杏奈・七尾百合子・北沢志保・馬場このみ・エミリー＝スチュアート

  - THE IDOLM@STER LIVE THE@TER COLLECTION VOL.1
    - Thank You! - 歌：765PRO ALLSTARS

  - THE IDOLM@STER LIVE THE@TER SOLO COLLECTION VOL.2
    - Thank You! - 歌：如月千早

  - THE IDOLM@STER LIVE THE@TER SOLO COLLECTION 06 Princess Stars
    - Thank You! - 歌：松田亜利沙

  - THE IDOLM@STER STARLIT SEASON 01
    - Thank You! - 歌：765PRO ALLSTARS・春日未来・最上静香・伊吹翼・白石紬・桜守歌織・田中琴葉

  - THE IDOLM@STER 765 MILLION ALLSTARS BEST
    - Thank you! (765 MILLION ALLSTARS ver.) - 歌：765 MILLION ALLSTARS

  - THE IDOLM@STER LIVE THE@TER SOLO COLLECTION 12 Fairy Stars
    - Thank You! - 歌：白石紬

  - THE IDOLM@STER LIVE THE@TER SOLO COLLECTION 12 Angel Stars
    - Thank You! - 歌：桜守歌織

- MR remix
  - U・N・M・E・I ライブ
    - Thank You! -MR remix- - 歌：春日未来・最上静香・箱崎星梨花

  - THE IDOLM@STER LIVE THE@TER SOLO COLLECTION VOL.1
    - Thank You! -MR remix- - 歌：箱崎星梨花

  - THE IDOLM@STER LIVE THE@TER SOLO COLLECTION VOL.2
    - Thank You! -MR remix- - 歌：春日未来

- Acoustic ver.
  - THE IDOLM@STER MILLION ANIMATION THE@TER START THE DREAM
    - Thank You!（Acoustic ver.） - 歌：MILLIONSTARS

キラメキ進行形
作詞：rino、作曲・編曲：高田暁
天海春香のソロ曲。
収録作品
- GAME VERSION
  - アイドルマスター ミリオンライブ！ シアターデイズ - 条件を満たすと使用可能

収録CD
- THE IDOLM@STER LIVE THE@TER PERFORMANCE 02
  - キラメキ進行形 - 歌：天海春香

- THE IDOLM@STER LIVE THE@TER COLLECTION VOL.1
  - キラメキ進行形 - 歌：天海春香

透明なプロローグ
作詞：こだまさおり、作曲・編曲：若林充
七尾百合子のソロ曲。
収録作品
- GAME VERSION
  - アイドルマスター ミリオンライブ！ シアターデイズ - 条件を満たすと使用可能

収録CD
- THE IDOLM@STER LIVE THE@TER PERFORMANCE 02
  - 透明なプロローグ - 歌：七尾百合子

トキメキの音符になって
作詞：rino、作曲・編曲：岡本健介
箱崎星梨花のソロ曲。
収録作品
- GAME VERSION
  - アイドルマスター ワンフォーオール - DLC（カタログ2号）で配信（スペシャルゲスト「箱崎星梨花」専用楽曲）
  - アイドルマスター ミリオンライブ！ シアターデイズ - 条件を満たすと使用可能

収録CD
- THE IDOLM@STER LIVE THE@TER PERFORMANCE 02
  - トキメキの音符になって - 歌：箱崎星梨花

Maria Trap
作詞：ZAQ、作曲・編曲：三浦誠司
天空橋朋花のソロ曲。
収録作品
- GAME VERSION
  - アイドルマスター ミリオンライブ！ シアターデイズ - 条件を満たすと使用可能

収録CD
- THE IDOLM@STER LIVE THE@TER PERFORMANCE 02
  - Maria Trap - 歌：天空橋朋花

Precious Grain
作詞：松井洋平、作曲・編曲：佐々木裕
最上静香のソロ曲。
収録作品
- GAME VERSION
  - アイドルマスター ワンフォーオール - DLC（カタログ7号）で配信（スペシャルゲスト「最上静香」専用楽曲）
  - アイドルマスター ミリオンライブ！ シアターデイズ - 条件を満たすと使用可能
  - アイドルマスター ポップリンクス - アップデートで追加

収録CD
- THE IDOLM@STER LIVE THE@TER PERFORMANCE 02
  - Precious Grain - 歌：最上静香

Legend Girls!!
作詞：こだまさおり、作曲・編曲：白戸佑輔
CDオリジナル曲。
収録CD
- THE IDOLM@STER LIVE THE@TER PERFORMANCE 02
  - Legend Girls!! - 歌：天海春香・天空橋朋花・七尾百合子・箱崎星梨花・最上静香

- THE IDOLM@STER LIVE THE@TER SELECTION CD
  - Legend Girls!! - 歌：馬場このみ

- THE IDOLM@STER LIVE THE@TER SOLO COLLECTION VOL.1
  - Legend Girls!! - 歌：七尾百合子

- THE IDOLM@STER LIVE THE@TER SOLO COLLECTION VOL.2
  - Legend Girls!! - 歌：最上静香

- THE IDOLM@STER LIVE THE@TER SOLO COLLECTION VOL.3 Vocal Edition
  - Legend Girls!! - 歌：箱崎星梨花

- THE IDOLM@STER LIVE THE@TER SOLO COLLECTION 04 BlueMoon Theater
  - Legend Girls!! - 歌：天空橋朋花

- THE IDOLM@STER LIVE THE@TER SOLO COLLECTION 05 765PRO ALLSTARS
  - Legend Girls!! - 歌：天海春香

素敵なキセキ
作詞・作曲・編曲：岡本健介
春日未来のソロ曲。
収録作品
- GAME VERSION
  - アイドルマスター ワンフォーオール - DLC（カタログ6号）で配信（スペシャルゲスト「春日未来」専用楽曲）
  - アイドルマスター ミリオンライブ！ シアターデイズ - 条件を満たすと使用可能
  - アイドルマスター ポップリンクス - アップデートで追加

収録CD
- THE IDOLM@STER LIVE THE@TER PERFORMANCE 03
  - 素敵なキセキ - 歌：春日未来

ハッピー☆ラッキー☆ジェットマシーン
作詞：由貴野ひめか、作曲：江並哲志、編曲：佐々木裕
横山奈緒のソロ曲。
収録作品
- GAME VERSION
  - アイドルマスター ワンフォーオール - DLC（カタログ5号）で配信（スペシャルゲスト「横山奈緒」専用楽曲）
  - アイドルマスター ミリオンライブ！ シアターデイズ - 条件を満たすと使用可能

収録CD
- THE IDOLM@STER LIVE THE@TER PERFORMANCE 03
  - ハッピー☆ラッキー☆ジェットマシーン - 歌：横山奈緒

Happy Darling
作詞：rino、作曲・編曲：山本裕介
望月杏奈のソロ曲。
収録作品
- GAME VERSION
  - アイドルマスター ミリオンライブ！ シアターデイズ - 条件を満たすと使用可能

収録CD
- THE IDOLM@STER LIVE THE@TER PERFORMANCE 03
  - Happy Darling - 歌：望月杏奈

オレンジの空の下
作詞：こだまさおり、作曲：岡本健介、編曲：森谷敏紀
豊川風花のソロ曲。
収録作品
- GAME VERSION
  - アイドルマスター ミリオンライブ！ シアターデイズ - 条件を満たすと使用可能

収録CD
- THE IDOLM@STER LIVE THE@TER PERFORMANCE 03
  - オレンジの空の下 - 歌：豊川風花

Rebellion
作詞：ZAQ、作曲：前山田健一、編曲：石井健太郎
我那覇響のソロ曲。
収録作品
- GAME VERSION
  - アイドルマスター ミリオンライブ！ シアターデイズ - 条件を満たすと使用可能

収録CD
- THE IDOLM@STER LIVE THE@TER PERFORMANCE 03
  - Rebellion - 歌：我那覇響

- THE IDOLM@STER LIVE THE@TER COLLECTION VOL.1
  - Rebellion - 歌：我那覇響

PRETTY DREAMER
作詞：こだまさおり、作曲・編曲：矢鴇つかさ（Arte Refact）
CDオリジナル曲。
収録作品
- GAME VERSION
  - アイドルマスター ミリオンライブ！ シアターデイズ - イベント楽曲

収録CD
- THE IDOLM@STER LIVE THE@TER PERFORMANCE 03
  - PRETTY DREAMER - 歌：我那覇響・春日未来・豊川風花・望月杏奈・横山奈緒

- THE IDOLM@STER LIVE THE@TER SOLO COLLECTION VOL.1
  - PRETTY DREAMER - 歌：望月杏奈

- THE IDOLM@STER LIVE THE@TER SOLO COLLECTION VOL.2
  - PRETTY DREAMER - 歌：横山奈緒

- THE IDOLM@STER LIVE THE@TER SOLO COLLECTION VOL.3 Visual Edition
  - PRETTY DREAMER - 歌：豊川風花

アフタースクールパーリータイム
作詞：ZAQ、作曲・編曲：増谷賢
所恵美のソロ曲。
収録作品
- GAME VERSION
  - アイドルマスター ミリオンライブ！ シアターデイズ - 条件を満たすと使用可能

収録CD
- THE IDOLM@STER LIVE THE@TER PERFORMANCE 04
  - アフタースクールパーリータイム - 歌：所恵美

朝焼けのクレッシェンド
作詞：こだまさおり、作曲・編曲：松田彬人
田中琴葉のソロ曲。
収録作品
- GAME VERSION
  - アイドルマスター ミリオンライブ！ シアターデイズ - 条件を満たすと使用可能

収録CD
- THE IDOLM@STER LIVE THE@TER PERFORMANCE 04
  - 朝焼けのクレッシェンド - 歌：田中琴葉

ライアー・ルージュ
作詞：松井洋平、作曲・編曲：西添健（Arte Refact）
北沢志保のソロ曲。
収録作品
- GAME VERSION
  - アイドルマスター ミリオンライブ！ シアターデイズ - 条件を満たすと使用可能
  - アイドルマスター ポップリンクス - アップデートで追加

収録CD
- THE IDOLM@STER LIVE THE@TER PERFORMANCE 04
  - ライアー・ルージュ - 歌：北沢志保

Snow White
作詞：森由里子、作曲：rino、編曲：増田武史
如月千早のソロ曲。
収録CD
- THE IDOLM@STER LIVE THE@TER PERFORMANCE 04
  - Snow White - 歌：如月千早

- THE IDOLM@STER LIVE THE@TER COLLECTION VOL.1
  - Snow White - 歌：如月千早

- THE IDOLM@STER MILLION ANIMATION THE@TER START THE DREAM
  - Snow White - 歌：最上静香

Blue Symphony
作詞：こだまさおり、作曲・編曲：山口朗彦
CDオリジナル曲。
収録作品
- GAME VERSION
  - アイドルマスター ミリオンライブ！ シアターデイズ - 最初から使用可能

収録CD
- THE IDOLM@STER LIVE THE@TER PERFORMANCE 04
  - Blue Symphony - 歌：如月千早・北沢志保・田中琴葉・所恵美

- THE IDOLM@STER LIVE THE@TER SELECTION
  - Blue Symphony - 歌：七尾百合子

- THE IDOLM@STER LIVE THE@TER SOLO COLLECTION VOL.1
  - Blue Symphony - 歌：北沢志保

- THE IDOLM@STER LIVE THE@TER SOLO COLLECTION VOL.2
  - Blue Symphony - 歌：所恵美

- THE IDOLM@STER LIVE THE@TER SOLO COLLECTION VOL.3 Vocal Edition
  - Blue Symphony - 歌：田中琴葉

- THE IDOLM@STER LIVE THE@TER SOLO COLLECTION 05 765PRO ALLSTARS
  - Blue Symphony - 歌：如月千早

微笑み日和
作詞・作曲：rino、編曲：福富雅之
エミリー＝スチュアートのソロ曲。
収録CD
- THE IDOLM@STER LIVE THE@TER PERFORMANCE 05
  - 微笑み日和 - 歌：エミリー＝スチュアート

POKER POKER
作詞：松井洋平、作曲・編曲：橋本由香利
真壁瑞希のソロ曲。
収録作品
- GAME VERSION
  - アイドルマスター ミリオンライブ！ シアターデイズ - 条件を満たすと使用可能
  - アイドルマスター ポップリンクス - アップデートで追加

収録CD
- THE IDOLM@STER LIVE THE@TER PERFORMANCE 04
  - POKER POKER - 歌：真壁瑞希

Be My Boy
作詞：mavie、作曲・編曲：KOH
百瀬莉緒のソロ曲。
収録作品
- GAME VERSION
  - アイドルマスター ミリオンライブ！ シアターデイズ - 条件を満たすと使用可能

収録CD
- THE IDOLM@STER LIVE THE@TER PERFORMANCE 05
  - Be My Boy - 歌：百瀬莉緒

プライヴェイト・ロードショウ（playback, Weekday）
作詞：松井洋平、作曲・編曲：松田彬人
水瀬伊織のソロ曲。
収録作品
- GAME VERSION
  - アイドルマスター ミリオンライブ！ シアターデイズ - 条件を満たすと使用可能

収録CD
- THE IDOLM@STER LIVE THE@TER PERFORMANCE 05
  - プライヴェイト・ロードショウ（playback, Weekday） - 歌：水瀬伊織

- THE IDOLM@STER LIVE THE@TER COLLECTION VOL.1
  - プライヴェイト・ロードショウ（playback, Weekday） - 歌：水瀬伊織

Sentimental Venus
作詞：こだまさおり、作曲：rino、編曲：関根元規
CDオリジナル曲。
収録作品
- GAME VERSION
  - アイドルマスター ミリオンライブ！ シアターデイズ - 最初から使用可能

収録CD
- THE IDOLM@STER LIVE THE@TER PERFORMANCE 05
  - Sentimental Venus - 歌：水瀬伊織・エミリー＝スチュアート・真壁瑞希・百瀬莉緒

- THE IDOLM@STER LIVE THE@TER SELECTION
  - Sentimental Venus - 歌：望月杏奈

- THE IDOLM@STER LIVE THE@TER SOLO COLLECTION VOL.1
  - Sentimental Venus - 歌：百瀬莉緒

- THE IDOLM@STER LIVE THE@TER SOLO COLLECTION VOL.2
  - Sentimental Venus - 歌：水瀬伊織

- THE IDOLM@STER LIVE THE@TER SOLO COLLECTION 04 BlueMoon Theater
  - Sentimental Venus - 歌：真壁瑞希

- THE IDOLM@STER LIVE THE@TER SOLO COLLECTION 06 Princess Stars
  - Sentimental Venus - 歌：エミリー＝スチュアート

- THE IDOLM@STER MILLION ANIMATION THE@TER START THE DREAM
  - Sentimental Venus - 歌：豊川風花・望月杏奈・横山奈緒

恋のLesson初級編
作詞：こだまさおり、作曲・編曲：nyanyannya （Team.ねこかん[猫]）
伊吹翼のソロ曲。
収録作品
- GAME VERSION
  - アイドルマスター ワンフォーオール - DLC（カタログ8号）で配信（スペシャルゲスト「伊吹翼」専用楽曲）
  - アイドルマスター ミリオンライブ！ シアターデイズ - 条件を満たすと使用可能
  - アイドルマスター ポップリンクス - アップデートで追加

収録CD
- THE IDOLM@STER LIVE THE@TER PERFORMANCE 06	
  - 恋のLesson初級編 - 歌：伊吹翼

FIND YOUR WIND！
作詞：松井洋平、作曲・編曲：中土智博
北上麗花のソロ曲。
収録作品
- GAME VERSION
  - アイドルマスター ミリオンライブ！ シアターデイズ - 条件を満たすと使用可能

収録CD
- THE IDOLM@STER LIVE THE@TER PERFORMANCE 06	
  - FIND YOUR WIND！ - 歌：北上麗花

追憶のサンドグラス
作詞：ZAQ、作曲・編曲：高田暁
星井美希のソロ曲。
収録作品
- GAME VERSION
  - アイドルマスター ミリオンライブ！ シアターデイズ - 条件を満たすと使用可能

収録CD
- THE IDOLM@STER LIVE THE@TER PERFORMANCE 06	
  - 追憶のサンドグラス - 歌：星井美希

- THE IDOLM@STER LIVE THE@TER COLLECTION VOL.1
  - 追憶のサンドグラス - 歌：星井美希

流星群
作詞：きみコ、作曲・編曲：黒須克彦
ジュリアのソロ曲。
収録作品
- GAME VERSION
  - アイドルマスター ミリオンライブ！ シアターデイズ - 条件を満たすと使用可能

収録CD
- THE IDOLM@STER LIVE THE@TER PERFORMANCE 06	
  - 流星群 - 歌：ジュリア

Marionetteは眠らない
作詞：こだまさおり、作曲・編曲：高田暁
CDオリジナル曲。
収録作品
- GAME VERSION
  - アイドルマスター ミリオンライブ！ シアターデイズ - 最初から使用可能

収録CD
- THE IDOLM@STER LIVE THE@TER PERFORMANCE 06	
  - Marionetteは眠らない - 歌：星井美希・伊吹翼・北上麗花・ジュリア

- THE IDOLM@STER LIVE THE@TER SOLO COLLECTION VOL.1
  - Marionetteは眠らない - 歌：ジュリア

- THE IDOLM@STER LIVE THE@TER SOLO COLLECTION VOL.2
  - Marionetteは眠らない - 歌：伊吹翼

- THE IDOLM@STER LIVE THE@TER SOLO COLLECTION VOL.3 Dance Edition
  - Marionetteは眠らない - 歌：北上麗花

- THE IDOLM@STER LIVE THE@TER SOLO COLLECTION 05 765PRO ALLSTARS
  - Marionetteは眠らない - 歌：星井美希

マイペース☆マイウェイ
作詞：松井洋平、作曲・編曲：増谷賢
福田のり子のソロ曲。
収録作品
- GAME VERSION
  - アイドルマスター ミリオンライブ！ シアターデイズ - 条件を満たすと使用可能

収録CD
- THE IDOLM@STER LIVE THE@TER PERFORMANCE 07	
  - マイペース☆マイウェイ - 歌：福田のり子

君想いBirthday
作詞：rino、作曲・編曲：福富雅之
高山紗代子のソロ曲。
収録作品
- GAME VERSION
  - アイドルマスター ミリオンライブ！ シアターデイズ - 条件を満たすと使用可能

収録CD
- THE IDOLM@STER LIVE THE@TER PERFORMANCE 07	
  - 君想いBirthday - 歌：高山紗代子

ちいさな恋の足音
作詞：こだまさおり　作曲・編曲：高田暁
篠宮可憐のソロ曲。
収録作品
- GAME VERSION
  - アイドルマスター ミリオンライブ！ シアターデイズ - 条件を満たすと使用可能

収録CD
- THE IDOLM@STER LIVE THE@TER PERFORMANCE 07	
  - ちいさな恋の足音 - 歌：篠宮可憐

嘆きのFRACTION
作詞・作曲：藤本記子、編曲：福富雅之
三浦あずさのソロ曲。
収録作品
- GAME VERSION
  - アイドルマスター ミリオンライブ！ シアターデイズ - 条件を満たすと使用可能

収録CD
- THE IDOLM@STER LIVE THE@TER PERFORMANCE 07	
  - 嘆きのFRACTION - 歌：三浦あずさ

- THE IDOLM@STER LIVE THE@TER COLLECTION VOL.1
  - 嘆きのFRACTION - 歌：三浦あずさ

カワラナイモノ
作詞：こだまさおり、作曲：藤本記子、編曲：福富雅之
CDオリジナル曲。
収録CD
- THE IDOLM@STER LIVE THE@TER PERFORMANCE 07	
  - カワラナイモノ - 歌：三浦あずさ・篠宮可憐・高山紗代子・福田のり子

- THE IDOLM@STER LIVE THE@TER SELECTION
  - カワラナイモノ - 歌：エミリー＝スチュアート

- THE IDOLM@STER LIVE THE@TER SOLO COLLECTION VOL.1
  - カワラナイモノ - 歌：高山紗代子

- THE IDOLM@STER LIVE THE@TER SOLO COLLECTION VOL.2
  - カワラナイモノ - 歌：三浦あずさ

- THE IDOLM@STER LIVE THE@TER SOLO COLLECTION VOL.3 Dance Edition
  - カワラナイモノ - 歌：福田のり子

- THE IDOLM@STER LIVE THE@TER SOLO COLLECTION 04 BlueMoon Theater
  - カワラナイモノ - 歌：篠宮可憐

ホップ♪ステップ♪レインボウ♪
作詞：松井洋平、作曲：三輪智也、編曲：炭竃智弘
大神環のソロ曲。
収録作品
- GAME VERSION
  - アイドルマスター ミリオンライブ！ シアターデイズ - 条件を満たすと使用可能

収録CD
- THE IDOLM@STER LIVE THE@TER PERFORMANCE 08	
  - ホップ♪ステップ♪レインボウ♪ - 歌：大神環

グッデイ・サンシャイン！
作詞：松井洋平、作曲：八尋春菜、編曲：八尋春菜・KanadeYUK、ストリングスアレンジ：佐藤亘
中谷育のソロ曲。
収録CD
- THE IDOLM@STER LIVE THE@TER PERFORMANCE 08	
  - グッデイ・サンシャイン！ - 歌：中谷育

オリジナル声になって
作詞：rino　作曲・編曲：関野元規
矢吹可奈のソロ曲。
収録作品
- GAME VERSION
  - アイドルマスター ワンフォーオール - DLC（カタログ5号）で配信（スペシャルゲスト「矢吹可奈」専用楽曲）
  - アイドルマスター ミリオンライブ！ シアターデイズ - 条件を満たすと使用可能

収録CD
- THE IDOLM@STER LIVE THE@TER PERFORMANCE 08	
  - オリジナル声になって - 歌：矢吹可奈

ハートウォーミング
作詞：アツミサオリ、作曲・編曲：KanadeYUK
高槻やよいのソロ曲。
収録CD
- THE IDOLM@STER LIVE THE@TER PERFORMANCE 08	
  - ハートウォーミング - 歌：高槻やよい

- THE IDOLM@STER LIVE THE@TER COLLECTION VOL.1
  - ハートウォーミング - 歌：高槻やよい

Good-Sleep, Baby♡
作詞：こだまさおり、作曲・編曲：川野勝広
収録作品
- GAME VERSION
  - アイドルマスター ミリオンライブ！ シアターデイズ - イベント楽曲

CDオリジナル曲。
収録CD
- THE IDOLM@STER LIVE THE@TER PERFORMANCE 08
  - Good-Sleep, Baby♡ - 歌：高槻やよい・大神環・中谷育・矢吹可奈

- THE IDOLM@STER LIVE THE@TER SOLO COLLECTION VOL.2
  - Good-Sleep, Baby♡ - 歌：矢吹可奈

- THE IDOLM@STER LIVE THE@TER SOLO COLLECTION VOL.3 Visual Edition
  - Good-Sleep, Baby♡ - 歌：中谷育

- THE IDOLM@STER LIVE THE@TER SOLO COLLECTION 05 765PRO ALLSTARS
  - Good-Sleep, Baby♡ - 歌：高槻やよい

- THE IDOLM@STER LIVE THE@TER SOLO COLLECTION 06 Angel Stars
  - Good-Sleep, Baby♡ - 歌：大神環

Helloコンチェルト
作詞：こだまさおり、作曲：増谷賢、編曲：長田直之
CDオリジナル曲。
収録作品
- GAME VERSION
  - アイドルマスター ミリオンライブ！ シアターデイズ - イベント楽曲

収録CD
- THE IDOLM@STER LIVE THE@TER PERFORMANCE 09
  - Helloコンチェルト - 歌：秋月律子・木下ひなた・佐竹美奈子・松田亜利沙

- THE IDOLM@STER LIVE THE@TER SOLO COLLECTION VOL.1
  - Helloコンチェルト - 歌：松田亜利沙

- THE IDOLM@STER LIVE THE@TER SOLO COLLECTION VOL.3 Dance Edition
  - Helloコンチェルト - 歌：佐竹美奈子

- THE IDOLM@STER LIVE THE@TER SOLO COLLECTION 06 Angel Stars
  - Helloコンチェルト - 歌：木下ひなた

スマイルいちばん
作詞：rino、作曲・編曲：サイトウヨシヒロ
佐竹美奈子のソロ曲。
収録作品
- GAME VERSION
  - アイドルマスター ミリオンライブ！ シアターデイズ - 条件を満たすと使用可能

収録CD
- THE IDOLM@STER LIVE THE@TER PERFORMANCE 09
  - スマイルいちばん - 歌：佐竹美奈子

あのね、聞いてほしいことがあるんだ
作詞・作曲：藤本記子、編曲：福富雅之
木下ひなたのソロ曲。
収録作品
- GAME VERSION
  - アイドルマスター ミリオンライブ！ シアターデイズ - 条件を満たすと使用可能

収録CD
- THE IDOLM@STER LIVE THE@TER PERFORMANCE 09
  - あのね、聞いてほしいことがあるんだ - 歌：木下ひなた

チョー↑元気Show☆アイドルch@ng!
作詞：松井洋平、作曲・編曲：バグベア
松田亜利沙のソロ曲。
タイトルの読みは「ちょうじょうげんしょうアイドルちゃん」。
収録作品
- GAME VERSION
  - アイドルマスター ミリオンライブ！ シアターデイズ - 条件を満たすと使用可能

収録CD
- THE IDOLM@STER LIVE THE@TER PERFORMANCE 09
  - チョー↑元気Show☆アイドルch@ng! - 歌：松田亜利沙

GREEDY GIRL
作詞・作曲：藤本記子、編曲：福富雅之
秋月律子のソロ曲。
収録CD
- THE IDOLM@STER LIVE THE@TER PERFORMANCE 09
  - GREEDY GIRL - 歌：秋月律子

- THE IDOLM@STER LIVE THE@TER COLLECTION VOL.1
  - GREEDY GIRL - 歌：秋月律子

フェスタ・イルミネーション
作詞・作曲：松井洋平、編曲：関野元規
徳川まつりのソロ曲。
収録作品
- GAME VERSION
  - アイドルマスター ミリオンライブ！ シアターデイズ - 条件を満たすと使用可能
  - アイドルマスター ポップリンクス - アップデートで追加

収録CD
- THE IDOLM@STER LIVE THE@TER PERFORMANCE 10
  - フェスタ・イルミネーション - 歌：徳川まつり

ココロ☆エクササイズ
作詞：唐沢美帆、作曲・編曲：板垣祐介
高坂海美のソロ曲。
収録作品
- GAME VERSION
  - アイドルマスター ミリオンライブ！ シアターデイズ - 条件を満たすと使用可能

収録CD
- THE IDOLM@STER LIVE THE@TER PERFORMANCE 10
  - ココロ☆エクササイズ - 歌：高坂海美

ハッピ～ エフェクト!
作詞：松井洋平、作曲・編曲：バグベア
宮尾美也のソロ曲。
収録作品
- GAME VERSION
  - アイドルマスター ミリオンライブ！ シアターデイズ - 条件を満たすと使用可能

収録CD
- THE IDOLM@STER LIVE THE@TER PERFORMANCE 10
  - ハッピ～ エフェクト! - 歌：宮尾美也

恋花
作詞：藤本記子、作曲・編曲：福富雅之
四条貴音のソロ曲。
収録CD
- THE IDOLM@STER LIVE THE@TER PERFORMANCE 10
  - 恋花 - 歌：四条貴音

- THE IDOLM@STER LIVE THE@TER COLLECTION VOL.1
  - 恋花 - 歌：四条貴音

瞳の中のシリウス
作詞：こだまさおり、作曲・編曲：野井洋児
CDオリジナル曲。
収録作品
- GAME VERSION
  - アイドルマスター ミリオンライブ！ シアターデイズ - イベント楽曲
  - アイドルマスター ポップリンクス - アップデートで追加

収録CD
- THE IDOLM@STER LIVE THE@TER PERFORMANCE 10
  - 瞳の中のシリウス - 歌：四条貴音・高坂海美・徳川まつり・宮尾美也

- THE IDOLM@STER LIVE THE@TER SELECTION
  - 瞳の中のシリウス - 歌：北沢志保

- THE IDOLM@STER LIVE THE@TER SOLO COLLECTION VOL.1
  - 瞳の中のシリウス - 歌：高坂海美

- THE IDOLM@STER LIVE THE@TER SOLO COLLECTION VOL.3 Visual Edition
  - 瞳の中のシリウス - 歌：徳川まつり

- THE IDOLM@STER LIVE THE@TER SOLO COLLECTION 04 Starlight Theater
  - 瞳の中のシリウス - 歌：宮尾美也

想いはCarnaval
作詞：ハラユカ。、作曲：吉川奏、編曲：白戸佑輔
島原エレナのソロ曲。
収録作品
- GAME VERSION
  - アイドルマスター ミリオンライブ！ シアターデイズ - 条件を満たすと使用可能
  - アイドルマスター ポップリンクス - アップデートで追加

収録CD
- THE IDOLM@STER LIVE THE@TER PERFORMANCE 11
  - 想いはCarnaval - 歌：島原エレナ

Get My Shinin’
作詞：磯谷佳江、作曲・編曲：関野元規
舞浜歩のソロ曲。
収録作品
- GAME VERSION
  - アイドルマスター ミリオンライブ！ シアターデイズ - 条件を満たすと使用可能

収録CD
- THE IDOLM@STER LIVE THE@TER PERFORMANCE 11
  - Get My Shinin’ - 歌：舞浜歩

FLY TO EVERYWHERE
作詞：松井洋平、作曲：石井伸昂、編曲：若林充
菊地真のソロ曲。
収録CD
- THE IDOLM@STER LIVE THE@TER PERFORMANCE 11
  - FLY TO EVERYWHERE - 歌：菊地真

- THE IDOLM@STER LIVE THE@TER COLLECTION VOL.1
  - FLY TO EVERYWHERE - 歌：菊地真

DETECTIVE HIGH! ～恋探偵物語～
作詞：松井洋平、作曲・編曲：石井健太郎
双海真美のソロ曲。
収録CD
- THE IDOLM@STER LIVE THE@TER PERFORMANCE 11
  - DETECTIVE HIGH! ～恋探偵物語～ - 歌：双海真美

- THE IDOLM@STER LIVE THE@TER COLLECTION VOL.1
  - DETECTIVE HIGH! ～恋探偵物語～ - 歌：双海真美

Fu-Wa-Du-Wa
作詞：こだまさおり、作曲・編曲：関野元規
CDオリジナル曲。
収録作品
- GAME VERSION
  - アイドルマスター ミリオンライブ！ シアターデイズ - イベント楽曲

収録CD
- THE IDOLM@STER LIVE THE@TER PERFORMANCE 11
  - Fu-Wa-Du-Wa - 歌：菊地真・双海真美・島原エレナ・舞浜歩

- THE IDOLM@STER LIVE THE@TER SOLO COLLECTION VOL.1
  - Fu-Wa-Du-Wa - 歌：舞浜歩

- THE IDOLM@STER LIVE THE@TER SOLO COLLECTION VOL.3 Dance Edition
  - Fu-Wa-Du-Wa - 歌：島原エレナ

IMPRESSION→LOCOMOTION!
作詞：松井洋平、作曲・編曲：谷島俊
ロコのソロ曲。
収録作品
- GAME VERSION
  - アイドルマスター ミリオンライブ！ シアターデイズ - 条件を満たすと使用可能

収録CD
- THE IDOLM@STER LIVE THE@TER PERFORMANCE 12
  - IMPRESSION→LOCOMOTION! - 歌：ロコ

恋心マスカレード
作詞：唐沢美帆、作曲・編曲：増谷賢
二階堂千鶴のソロ曲。
収録作品
- GAME VERSION
  - アイドルマスター ミリオンライブ！ シアターデイズ - 条件を満たすと使用可能

収録CD
- THE IDOLM@STER LIVE THE@TER PERFORMANCE 12
  - 恋心マスカレード - 歌：二階堂千鶴

ハミングロード
作詞：ZAQ、作曲：KanadeYUK、編曲：KanadeYUK
萩原雪歩のソロ曲。
収録CD
- THE IDOLM@STER LIVE THE@TER PERFORMANCE 12
  - ハミングロード - 歌：萩原雪歩

- THE IDOLM@STER LIVE THE@TER COLLECTION VOL.1
  - ハミングロード - 歌：萩原雪歩

デコレーション・ドリ～ミンッ♪
作詞：松井洋平、作曲：増谷賢、編曲：長田直之
周防桃子のソロ曲。
収録作品
- GAME VERSION
  - アイドルマスター ミリオンライブ！ シアターデイズ - 条件を満たすと使用可能

収録CD
- THE IDOLM@STER LIVE THE@TER PERFORMANCE 12
  - デコレーション・ドリ～ミンッ♪ - 歌：周防桃子

ココロがかえる場所
作詞：こだまさおり、作曲・編曲：高田暁
CDオリジナル曲。
収録作品
- GAME VERSION
  - アイドルマスター ミリオンライブ！ シアターデイズ - 最初から使用可能
  - アイドルマスター ポップリンクス - アップデートで追加

収録CD
- THE IDOLM@STER LIVE THE@TER PERFORMANCE 12
  - ココロがかえる場所 - 歌：萩原雪歩・周防桃子・二階堂千鶴・ロコ

- THE IDOLM@STER LIVE THE@TER SOLO COLLECTION VOL.2
  - ココロがかえる場所 - 歌：萩原雪歩

- THE IDOLM@STER LIVE THE@TER SOLO COLLECTION VOL.3 Visual Edition
  - ココロがかえる場所 - 歌：周防桃子

- THE IDOLM@STER LIVE THE@TER SOLO COLLECTION 06 Fairy Stars
  - ココロがかえる場所 - 歌：二階堂千鶴

Heart♡・デイズ・Night☆
作詞：松井洋平、作曲・編曲：バグベア
野々原茜のソロ曲。
収録作品
- GAME VERSION
  - アイドルマスター ミリオンライブ！ シアターデイズ - 条件を満たすと使用可能

収録CD
- THE IDOLM@STER LIVE THE@TER PERFORMANCE 13
  - Heart♡・デイズ・Night☆ - 歌：野々原茜

微笑んだから、気づいたんだ。
作詞：松井洋平、作曲・編曲：増谷賢
双海亜美のソロ曲。
収録作品
- GAME VERSION
  - アイドルマスター ミリオンライブ！ シアターデイズ - 条件を満たすと使用可能

収録CD
- THE IDOLM@STER LIVE THE@TER PERFORMANCE 13
  - 微笑んだから、気づいたんだ。 - 歌：双海亜美

- THE IDOLM@STER LIVE THE@TER COLLECTION VOL.1
  - 微笑んだから、気づいたんだ。 - 歌：双海亜美

dear...
作詞・作曲・編曲：KOH
馬場このみのソロ曲。
収録作品
- GAME VERSION
  - アイドルマスター ミリオンライブ！ シアターデイズ - 条件を満たすと使用可能 歌：馬場このみ

- Asterism ver.
  - アイドルマスター ミリオンライブ！ シアターデイズ - 条件を満たすと使用可能 歌：大神環・中谷育・周防桃子

収録CD
- THE IDOLM@STER LIVE THE@TER PERFORMANCE 13
  - dear... - 歌：馬場このみ

- THE IDOLM@STER MILLION LIVE! 蝶々むすび
  - dear...(Asterism ver.) - 歌：大神環・中谷育・周防桃子

ビギナーズ☆ストライク
作詞：唐沢美帆、作曲・編曲：小野貴光
永吉昴のソロ曲。
収録作品
- GAME VERSION
  - アイドルマスター ミリオンライブ！ シアターデイズ - 条件を満たすと使用可能

収録CD
- THE IDOLM@STER LIVE THE@TER PERFORMANCE 13
  - ビギナーズ☆ストライク - 歌：永吉昴

Bigバルーン◎
作詞：こだまさおり、作曲・編曲：高田暁
CDオリジナル曲。
収録CD
- THE IDOLM@STER LIVE THE@TER PERFORMANCE 13
  - Bigバルーン◎ - 歌：双海亜美・永吉昴・野々原茜・馬場このみ

- THE IDOLM@STER LIVE THE@TER SOLO COLLECTION VOL.1
  - Bigバルーン◎ - 歌：馬場このみ

- THE IDOLM@STER LIVE THE@TER SOLO COLLECTION VOL.2
  - Bigバルーン◎ - 歌：双海亜美

- THE IDOLM@STER LIVE THE@TER SOLO COLLECTION VOL.3 Dance Edition
  - Bigバルーン◎ - 歌：永吉昴

- THE IDOLM@STER LIVE THE@TER SOLO COLLECTION 06 Angel Stars
  - Bigバルーン◎ - 歌：野々原茜

- THE IDOLM@STER MILLION LIVE! Blooming Clover 13巻 特別版オリジナルCD
  - Bigバルーン◎ - 歌：望月杏奈・ロコ

#### 『LIVE THE@TER HARMONY』収録曲
Welcome!!
作詞：佐々木恵梨、作曲・編曲：BNSI （佐藤貴文）
CDオリジナル曲。全ユニット共通曲。
収録作品
- GAME VERSION
  - アイドルマスター ミリオンライブ！ シアターデイズ - 条件を満たすと使用可能 - 歌：765 MILLION ALLSTARS※ユニットに選択したキャラクターのみ歌唱。

収録CD
- フルバージョン
  - THE IDOLM@STER LIVE THE@TER HARMONY 01
    - Welcome!! - 歌：レジェンドデイズ

  - THE IDOLM@STER LIVE THE@TER HARMONY 02
    - Welcome!! - 歌：乙女ストーム！

  - THE IDOLM@STER LIVE THE@TER HARMONY 03
    - Welcome!! - 歌：クレシェンドブルー

  - THE IDOLM@STER LIVE THE@TER HARMONY 04
    - Welcome!! - 歌：エターナルハーモニー

  - THE IDOLM@STER LIVE THE@TER HARMONY 05
    - Welcome!! - 歌：リコッタ

  - THE IDOLM@STER LIVE THE@TER HARMONY 06
    - Welcome!! - 歌：灼熱少女

  - THE IDOLM@STER LIVE THE@TER HARMONY 07
    - Welcome!! - 歌：BIRTH

  - THE IDOLM@STER LIVE THE@TER HARMONY 08
    - Welcome!! - 歌：ミックスナッツ

  - THE IDOLM@STER LIVE THE@TER HARMONY 09
    - Welcome!! - 歌：ミルキーウェイ

  - THE IDOLM@STER LIVE THE@TER HARMONY 10
    - Welcome!! - 歌：ARRIVE

  - THE IDOLM@STER LIVE THE@TER DREAMERS 01 Dreaming!
    - Welcome!! - 歌：765 MILLIONSTARS

  - THE IDOLM@STER MILLION THE@TER GENERATION 11 UNION!!
    - Welcome!! - 歌：765 MILLION ALLSTARS

  - THE IDOLM@STER MILLION LIVE! 1stLIVE HAPPY☆PERFORM@NCE!! "COMPLETE THE@TER" SPECIAL DISC
    - Welcome!! - 歌：春日未来・最上静香・伊吹翼・箱崎星梨花・望月杏奈・ジュリア・七尾百合子・佐竹美奈子・矢吹可奈・徳川まつり・横山奈緒
    - Welcome!! - 歌：春日未来・最上静香・伊吹翼・箱崎星梨花・望月杏奈・北沢志保・高坂海美・エミリー＝スチュアート・田中琴葉・所恵美・松田亜利沙

  - THE IDOLM@STER MILLION LIVE! 2ndLIVE ENJOY H@RMONY!! "COMPLETE THE@TER" SPECIAL DISC
    - Welcome!! - 歌：春日未来・最上静香・伊吹翼・箱崎星梨花・北沢志保・七尾百合子・望月杏奈・所恵美・横山奈緒・矢吹可奈・天空橋朋花・高山紗代子・篠宮可憐・舞浜歩・百瀬莉緒
    - Welcome!! - 歌：春日未来・最上静香・伊吹翼・箱崎星梨花・北沢志保・七尾百合子・望月杏奈・所恵美・横山奈緒・ジュリア・高坂海美・佐竹美奈子・馬場このみ・豊川風花・松田亜利沙

  - THE IDOLM@STER LIVE THE@TER COLLECTION VOL.1
    - Welcome!! - 歌：765PRO ALLSTARS

  - THE IDOLM@STER LIVE THE@TER SOLO COLLECTION VOL.1
    - Welcome!! - 歌：伊吹翼

  - THE IDOLM@STER LIVE THE@TER SOLO COLLECTION VOL.2
    - Welcome!! - 歌：七尾百合子

  - THE IDOLM@STER LIVE THE@TER SOLO COLLECTION VOL.3 Dance Edition
    - Welcome!! - 歌：高坂海美

  - THE IDOLM@STER LIVE THE@TER SOLO COLLECTION 06 Princess Stars
    - Welcome!! - 歌：横山奈緒

- MR remix
  - THE IDOLM@STER MILLION RADIO! DJCD Vol.01
    - Welcome!! -MR remix- - 歌：春日未来・最上静香・箱崎星梨花

合言葉はスタートアップ！
作詞：mft、作曲・編曲：酒井拓也（Arte Refact）
CDオリジナル曲。
収録作品
- GAME VERSION
  - アイドルマスター ミリオンライブ！ シアターデイズ - イベント楽曲

収録CD
- THE IDOLM@STER LIVE THE@TER HARMONY 01
  - 合言葉はスタートアップ！ - 歌：レジェンドデイズ

- THE IDOLM@STER LIVE THE@TER SOLO COLLECTION VOL.2
  - 合言葉はスタートアップ！ - 歌：我那覇響

- THE IDOLM@STER LIVE THE@TER SOLO COLLECTION 05 765PRO ALLSTARS
  - 合言葉はスタートアップ！ - 歌：秋月律子

- THE IDOLM@STER LIVE THE@TER SOLO COLLECTION 10 765PRO ALLSTARS
  - 合言葉はスタートアップ！ - 歌：双海亜美

地球ミラーボウル
作詞・作曲・編曲：KOH
水瀬伊織のソロ曲。
収録CD
- THE IDOLM@STER LIVE THE@TER HARMONY 01
  - 地球ミラーボウル - 歌：水瀬伊織

- THE IDOLM@STER LIVE THE@TER COLLECTION VOL.1
  - 地球ミラーボウル - 歌：水瀬伊織

ストロベリー・キューピッド
作詞：河田貴央＆juun.coo、作曲・編曲：河田貴央
高槻やよいのソロ曲。
収録作品
- GAME VERSION
  - アイドルマスター ミリオンライブ！ シアターデイズ - 条件を満たすと使用可能

収録CD
- THE IDOLM@STER LIVE THE@TER HARMONY 01
  - ストロベリー・キューピッド - 歌：高槻やよい

- THE IDOLM@STER LIVE THE@TER COLLECTION VOL.1
  - ストロベリー・キューピッド - 歌：高槻やよい

Liar's good bye
作詞：真崎エリカ、作曲：原田篤 （Arte Refact）、編曲：桑原聖 （Arte Refact）
秋月律子のソロ曲。
収録作品
- GAME VERSION
  - アイドルマスター ミリオンライブ！ シアターデイズ - 条件を満たすと使用可能

収録CD
- THE IDOLM@STER LIVE THE@TER HARMONY 01
  - Liar's good bye - 歌：秋月律子

- THE IDOLM@STER LIVE THE@TER COLLECTION VOL.1
  - Liar's good bye - 歌：秋月律子

タイムマシンに飛び乗って！
作詞：松井洋平、作曲・編曲：矢鴇つかさ
双海亜美のソロ曲。
収録作品
- GAME VERSION
  - アイドルマスター ミリオンライブ！ シアターデイズ - 条件を満たすと使用可能

収録CD
- THE IDOLM@STER LIVE THE@TER HARMONY 01
  - タイムマシンに飛び乗って！ - 歌：双海亜美

- THE IDOLM@STER LIVE THE@TER COLLECTION VOL.1
  - タイムマシンに飛び乗って！ - 歌：双海亜美

smiley days
作詞・作曲・編曲：KOH
我那覇響のソロ曲。
収録CD
- THE IDOLM@STER LIVE THE@TER HARMONY 01
  - smiley days - 歌：我那覇響

- THE IDOLM@STER LIVE THE@TER COLLECTION VOL.1
  - smiley days - 歌：我那覇響

Growing Storm!
作詞：mft、作曲・編曲：高田暁
CDオリジナル曲。
収録作品
- GAME VERSION
  - アイドルマスター ミリオンライブ！ シアターデイズ - イベント楽曲

収録CD
- THE IDOLM@STER LIVE THE@TER HARMONY 02
  - Growing Storm! - 歌：乙女ストーム！

- THE IDOLM@STER LIVE THE@TER SOLO COLLECTION VOL.1
  - Growing Storm! - 歌：春日未来

- THE IDOLM@STER LIVE THE@TER SOLO COLLECTION VOL.2
  - Growing Storm! - 歌：望月杏奈

- THE IDOLM@STER LIVE THE@TER SOLO COLLECTION VOL.3 Visual Edition
  - Growing Storm! - 歌：七尾百合子

- THE IDOLM@STER LIVE THE@TER SOLO COLLECTION 04 Sunshine Theater
  - Growing Storm! - 歌：伊吹翼

- THE IDOLM@STER LIVE THE@TER SOLO COLLECTION 06 Fairy Stars
  - Growing Storm! - 歌：真壁瑞希

...In The Name Of。 ...LOVE?
作詞：松井洋平、作曲・編曲：AstroNoteS
真壁瑞希のソロ曲。
収録作品
- GAME VERSION
  - アイドルマスター ミリオンライブ！ シアターデイズ - 条件を満たすと使用可能

収録CD
- THE IDOLM@STER LIVE THE@TER HARMONY 02
  - ...In The Name Of。 ...LOVE? - 歌：真壁瑞希

VIVID イマジネーション
作詞：真崎エリカ、作曲：桑原聖 （Arte Refact）、編曲：酒井拓也 （Arte Refact）
望月杏奈のソロ曲。
収録作品
- GAME VERSION
  - アイドルマスター ミリオンライブ！ シアターデイズ - 条件を満たすと使用可能

収録CD
- THE IDOLM@STER LIVE THE@TER HARMONY 02
  - VIVID イマジネーション - 歌：望月杏奈

空想文学少女
作詞：藤本記子、作曲・編曲：福富雅之
七尾百合子のソロ曲。
収録作品
- GAME VERSION
  - アイドルマスター ミリオンライブ！ シアターデイズ - 条件を満たすと使用可能

収録CD
- THE IDOLM@STER LIVE THE@TER HARMONY 02
  - 空想文学少女 - 歌：七尾百合子

Believe my change!
作詞：真崎エリカ、作曲：西添健・桑原聖 （Arte Refact）、編曲：桑原聖・酒井拓也 （Arte Refact）
伊吹翼のソロ曲。
収録作品
- GAME VERSION
  - アイドルマスター ミリオンライブ！ シアターデイズ - 条件を満たすと使用可能

収録CD
- THE IDOLM@STER LIVE THE@TER HARMONY 02
  - Believe my change! - 歌：伊吹翼

未来飛行
作詞：唐沢美帆、作曲・編曲：板垣祐介
春日未来のソロ曲。
収録作品
- GAME VERSION
  - アイドルマスター ミリオンライブ！ シアターデイズ - 条件を満たすと使用可能

収録CD
- THE IDOLM@STER LIVE THE@TER HARMONY 02
  - 未来飛行 - 歌：春日未来

Shooting Stars
作詞：真崎エリカ、作曲・編曲：矢鴇つかさ（Arte Refact）
CDオリジナル曲。
収録作品
- GAME VERSION
  - アイドルマスター ミリオンライブ！ シアターデイズ - イベント楽曲

収録CD
- THE IDOLM@STER LIVE THE@TER HARMONY 03
  - Shooting Stars - 歌：クレシェンドブルー

- THE IDOLM@STER LIVE THE@TER SOLO COLLECTION VOL.1
  - Shooting Stars - 歌：最上静香

- THE IDOLM@STER LIVE THE@TER SOLO COLLECTION VOL.2
  - Shooting Stars - 歌：北沢志保

- THE IDOLM@STER LIVE THE@TER SOLO COLLECTION VOL.3 Dance Edition
  - Shooting Stars - 歌：野々原茜

- THE IDOLM@STER LIVE THE@TER SOLO COLLECTION 06 Angel Stars
  - Shooting Stars - 歌：北上麗花

- THE IDOLM@STER LIVE THE@TER SOLO COLLECTION 11 Angel Stars
  - Shooting Stars - 歌：箱崎星梨花

夢色トレイン
作詞：rino、作曲：増谷賢、編曲：長田直之
箱崎星梨花のソロ曲。
収録作品
- GAME VERSION
  - アイドルマスター ミリオンライブ！ シアターデイズ - 条件を満たすと使用可能

収録CD
- THE IDOLM@STER LIVE THE@TER HARMONY 03
  - 夢色トレイン - 歌：箱崎星梨花

サマ☆トリ ～Summer Trip～
作詞：唐沢美帆、作曲：増谷賢、編曲：桑原聖、酒井拓也（Arte Refact）
北上麗花のソロ曲。
収録作品
- GAME VERSION
  - アイドルマスター ミリオンライブ！ シアターデイズ - 条件を満たすと使用可能

収録CD
- THE IDOLM@STER LIVE THE@TER HARMONY 03
  - サマ☆トリ ～Summer Trip～ - 歌：北上麗花

プリティ～～～ッ→ニャンニャンッ！
作詞：松井洋平、作曲・編曲：高田暁
野々原茜のソロ曲。
収録作品
- GAME VERSION
  - アイドルマスター ミリオンライブ！ シアターデイズ - 条件を満たすと使用可能

収録CD
- THE IDOLM@STER LIVE THE@TER HARMONY 03
  - プリティ～～～ッ→ニャンニャンッ！ - 歌：野々原茜

絵本
作詞：坂井季乃、作曲・編曲：増谷賢
北沢志保のソロ曲。
収録作品
- GAME VERSION
  - アイドルマスター ミリオンライブ！ シアターデイズ - 条件を満たすと使用可能

収録CD
- THE IDOLM@STER LIVE THE@TER HARMONY 03
  - 絵本 - 歌：北沢志保

Catch my dream
作詞：Mine、作曲・編曲：中土智博
最上静香のソロ曲。
収録作品
- GAME VERSION
  - アイドルマスター ミリオンライブ！ シアターデイズ - 条件を満たすと使用可能

収録CD
- THE IDOLM@STER LIVE THE@TER HARMONY 03
  - Catch my dream - 歌：最上静香

Eternal Harmony
作詞：Ayaka Miyane,TAKAROT、作曲：Mitsuyuki Miyake,K's,TAKAROT、編曲：K's,TAKAROT
CDオリジナル曲。
収録作品
- GAME VERSION
  - アイドルマスター ミリオンライブ！ シアターデイズ - イベント楽曲
  - アイドルマスター ポップリンクス - アップデートで追加

収録CD
- THE IDOLM@STER LIVE THE@TER HARMONY 04
  - Eternal Harmony - 歌：エターナルハーモニー

- THE IDOLM@STER LIVE THE@TER SOLO COLLECTION VOL.1
  - Eternal Harmony - 歌：豊川風花

- THE IDOLM@STER LIVE THE@TER SOLO COLLECTION VOL.2
  - Eternal Harmony - 歌：ジュリア

- THE IDOLM@STER LIVE THE@TER SOLO COLLECTION 04 Sunshine Theater
  - Eternal Harmony - 歌：エミリー＝スチュアート

- THE IDOLM@STER LIVE THE@TER SOLO COLLECTION 06 Princess Stars
  - Eternal Harmony - 歌：徳川まつり

カーニヴァル・ジャパネスク
作詞・作曲：松井洋平、編曲：AstroNoteS
徳川まつりのソロ曲。
収録作品
- GAME VERSION
  - アイドルマスター ミリオンライブ！ シアターデイズ - 条件を満たすと使用可能

収録CD
- THE IDOLM@STER LIVE THE@TER HARMONY 04
  - カーニヴァル・ジャパネスク - 歌：徳川まつり

プラリネ
作詞：きみコ、作曲：佐々木淳、編曲：nano.RIPE
ジュリアのソロ曲。
収録作品
- GAME VERSION
  - アイドルマスター ミリオンライブ！ シアターデイズ - 条件を満たすと使用可能

収録CD
- THE IDOLM@STER LIVE THE@TER HARMONY 04
  - プラリネ - 歌：ジュリア

bitter sweet
作詞・作曲・編曲：KOH
豊川風花のソロ曲。
収録作品
- GAME VERSION
  - アイドルマスター ミリオンライブ！ シアターデイズ - 条件を満たすと使用可能

収録CD
- THE IDOLM@STER LIVE THE@TER HARMONY 04
  - bitter sweet - 歌：豊川風花

君だけの欠片
作詞・作曲：藤本記子、編曲：福富雅之
エミリー＝スチュアートのソロ曲。
収録作品
- GAME VERSION
  - アイドルマスター ミリオンライブ！ シアターデイズ - 条件を満たすと使用可能

収録CD
- THE IDOLM@STER LIVE THE@TER HARMONY 04
  - 君だけの欠片 - 歌：エミリー＝スチュアート

Just be myself!!
作詞：藤本記子、作曲・編曲：山口朗彦
如月千早のソロ曲。
収録作品
- GAME VERSION
  - アイドルマスター ミリオンライブ！ シアターデイズ - 条件を満たすと使用可能

収録CD
- THE IDOLM@STER LIVE THE@TER HARMONY 04
  - Just be myself!! - 歌：如月千早

- THE IDOLM@STER LIVE THE@TER COLLECTION VOL.1
  - Just be myself!! - 歌：如月千早

- THE IDOLM@STER MILLION LIVE! Blooming Clover 7巻 特別版オリジナルCD
  - Just be myself!! - 歌：百瀬莉緒・桜守歌織

HOME, SWEET FRIENDSHIP
作詞：松井洋平、作曲・編曲：AstroNoteS
CDオリジナル曲。
収録作品
- GAME VERSION
  - アイドルマスター ミリオンライブ！ シアターデイズ - イベント楽曲

収録CD
- THE IDOLM@STER LIVE THE@TER HARMONY 05
  - HOME, SWEET FRIENDSHIP - 歌：リコッタ

- THE IDOLM@STER LIVE THE@TER SOLO COLLECTION VOL.1
  - HOME, SWEET FRIENDSHIP - 歌：横山奈緒

- THE IDOLM@STER LIVE THE@TER SOLO COLLECTION VOL.2
  - HOME, SWEET FRIENDSHIP - 歌：天海春香

- THE IDOLM@STER LIVE THE@TER SOLO COLLECTION VOL.3 Vocal Edition
  - HOME, SWEET FRIENDSHIP - 歌：松田亜利沙

- THE IDOLM@STER LIVE THE@TER SOLO COLLECTION 04 Sunshine Theater
  - HOME, SWEET FRIENDSHIP - 歌：福田のり子

- THE IDOLM@STER LIVE THE@TER SOLO COLLECTION 06 Fairy Stars
  - HOME, SWEET FRIENDSHIP - 歌：周防桃子

MY STYLE! OUR STYLE!!!!
作詞・作曲：前山田健一、編曲：板垣祐介
周防桃子のソロ曲。
収録CD
- THE IDOLM@STER LIVE THE@TER HARMONY 05
  - MY STYLE! OUR STYLE!!!! - 歌：周防桃子

Super Lover
作詞・作曲・編曲：サイトウヨシヒロ
横山奈緒のソロ曲。
収録作品
- GAME VERSION
  - アイドルマスター ミリオンライブ！ シアターデイズ - 条件を満たすと使用可能

収録CD
- THE IDOLM@STER LIVE THE@TER HARMONY 05
  - Super Lover - 歌：横山奈緒

求ム VS マイ・フューチャー
作詞・作曲：藤本記子、編曲：福富雅之
福田のり子のソロ曲。
収録CD
- THE IDOLM@STER LIVE THE@TER HARMONY 05
  - 求ム VS マイ・フューチャー - 歌：福田のり子

Up!10sion♪Pleeeeeeeeease!
作詞：松井洋平、作曲・編曲：AstroNoteS
松田亜利沙のソロ曲。
タイトルの読みは「アップテンションプリーズ」。
収録作品
- GAME VERSION
  - アイドルマスター ミリオンライブ！ シアターデイズ - 条件を満たすと使用可能

収録CD
- THE IDOLM@STER LIVE THE@TER HARMONY 05
  - Up!10sion♪Pleeeeeeeeease! - 歌：松田亜利沙

キミがいて夢になる
作詞：こだまさおり、作曲・編曲：高田暁
天海春香のソロ曲。
収録CD
- THE IDOLM@STER LIVE THE@TER HARMONY 05
  - キミがいて夢になる - 歌：天海春香

- THE IDOLM@STER LIVE THE@TER COLLECTION VOL.1
  - キミがいて夢になる - 歌：天海春香

- THE IDOLM@STER MILLION LIVE! Blooming Clover 12巻 特別版オリジナルCD
  - キミがいて夢になる - 歌：矢吹可奈・高坂海美

ジレるハートに火をつけて
作詞：藤本記子、作曲・編曲：増田武史
CDオリジナル曲。
収録作品
- GAME VERSION
  - アイドルマスター ミリオンライブ！ シアターデイズ - イベント楽曲

収録CD
- THE IDOLM@STER LIVE THE@TER HARMONY 06
  - ジレるハートに火をつけて - 歌：灼熱少女

- THE IDOLM@STER LIVE THE@TER SOLO COLLECTION VOL.1
  - ジレるハートに火をつけて - 歌：所恵美

- THE IDOLM@STER LIVE THE@TER SOLO COLLECTION VOL.2
  - ジレるハートに火をつけて - 歌：高坂海美

- THE IDOLM@STER LIVE THE@TER SOLO COLLECTION VOL.3 Dance Edition
  - ジレるハートに火をつけて - 歌：大神環

- THE IDOLM@STER LIVE THE@TER SOLO COLLECTION 04 Starlight Theater
  - ジレるハートに火をつけて - 歌：田中琴葉

- THE IDOLM@STER LIVE THE@TER SOLO COLLECTION 11 Angel Stars
  - ジレるハートに火をつけて - 歌：宮尾美也

恋愛ロードランナー
作詞：唐沢美帆、作曲・編曲：石田秀登
高坂海美のソロ曲。
収録CD
- THE IDOLM@STER LIVE THE@TER HARMONY 06
  - 恋愛ロードランナー - 歌：高坂海美

BOUNCING♪ SMILE!
作詞：松井洋平、作曲・編曲：石田秀登
大神環のソロ曲。
収録作品
- GAME VERSION
  - アイドルマスター ミリオンライブ！ シアターデイズ - 条件を満たすと使用可能

収録CD
- THE IDOLM@STER LIVE THE@TER HARMONY 06
  - BOUNCING♪ SMILE! - 歌：大神環

初恋バタフライ
作詞：唐沢美帆、作曲・編曲：石井健太郎・福富雅之
宮尾美也のソロ曲。
収録作品
- GAME VERSION
  - アイドルマスター ミリオンライブ！ シアターデイズ - 条件を満たすと使用可能

収録CD
- THE IDOLM@STER LIVE THE@TER HARMONY 06
  - 初恋バタフライ - 歌：宮尾美也

フローズン・ワード
作詞：真崎エリカ、作曲：桑原 聖（Arte Refact）、編曲：酒井拓也（Arte Refact）
所恵美のソロ曲。
収録作品
- GAME VERSION
  - アイドルマスター ミリオンライブ！ シアターデイズ - 条件を満たすと使用可能

収録CD
- THE IDOLM@STER LIVE THE@TER HARMONY 06
  - フローズン・ワード - 歌：所恵美

ホントウノワタシ
作詞：藤本記子、作曲・編曲：野井洋児
田中琴葉のソロ曲。
収録作品
- GAME VERSION
  - アイドルマスター ミリオンライブ！ シアターデイズ - 条件を満たすと使用可能

収録CD
- THE IDOLM@STER LIVE THE@TER HARMONY 06
  - ホントウノワタシ - 歌：田中琴葉

Birth of Color
作詞：藤本記子、作曲・編曲：EFFY
CDオリジナル曲。
収録作品
- GAME VERSION
  - アイドルマスター ミリオンライブ！ シアターデイズ - イベント楽曲

収録CD
- THE IDOLM@STER LIVE THE@TER HARMONY 07
  - Birth of Color - 歌：BIRTH

- THE IDOLM@STER LIVE THE@TER SOLO COLLECTION VOL.1
  - Birth of Color - 歌：矢吹可奈

- THE IDOLM@STER LIVE THE@TER SOLO COLLECTION VOL.2
  - Birth of Color - 歌：菊地真

- THE IDOLM@STER LIVE THE@TER SOLO COLLECTION VOL.3 Dance Edition
  - Birth of Color - 歌：舞浜歩

- THE IDOLM@STER LIVE THE@TER SOLO COLLECTION 10 765PRO ALLSTARS
  - Birth of Color - 歌：萩原雪歩

WORLD WIDE DANCE!!!
作詞：唐沢美帆、作曲・編曲：高田暁
菊地真のソロ曲。
収録作品
- GAME VERSION
  - アイドルマスター ミリオンライブ！ シアターデイズ - 条件を満たすと使用可能

収録CD
- THE IDOLM@STER LIVE THE@TER HARMONY 07
  - WORLD WIDE DANCE!!! - 歌：菊地真

- THE IDOLM@STER LIVE THE@TER COLLECTION VOL.1
  - WORLD WIDE DANCE!!! - 歌：菊地真

ユニゾン☆ビート
作詞：唐沢美帆、作曲・編曲：高田暁
舞浜歩のソロ曲。
収録作品
- GAME VERSION
  - アイドルマスター ミリオンライブ！ シアターデイズ - 条件を満たすと使用可能

収録CD
- THE IDOLM@STER LIVE THE@TER HARMONY 07
  - ユニゾン☆ビート - 歌：舞浜歩

月のほとりで
作詞：ChouCho、作曲・編曲：中土智博
三浦あずさのソロ曲。
収録CD
- THE IDOLM@STER LIVE THE@TER HARMONY 07
  - 月のほとりで - 歌：三浦あずさ

- THE IDOLM@STER LIVE THE@TER COLLECTION VOL.1
  - 月のほとりで - 歌：三浦あずさ

Impervious Resolution
作詞：ZAQ、作曲・編曲：中土智博
萩原雪歩のソロ曲。
収録作品
- GAME VERSION
  - アイドルマスター ミリオンライブ！ シアターデイズ - 条件を満たすと使用可能

収録CD
- THE IDOLM@STER LIVE THE@TER HARMONY 07
  - Impervious Resolution - 歌：萩原雪歩

- THE IDOLM@STER LIVE THE@TER COLLECTION VOL.1
  - Impervious Resolution - 歌：萩原雪歩

おまじない
作詞：きみコ、作曲・編曲：中土智博
矢吹可奈のソロ曲。
収録作品
- GAME VERSION
  - アイドルマスター ミリオンライブ！ シアターデイズ - 条件を満たすと使用可能

収録CD
- THE IDOLM@STER LIVE THE@TER HARMONY 07
  - おまじない - 歌：矢吹可奈

ドリームトラベラー
作詞・作曲：藤本記子、編曲：福富雅之
CDオリジナル曲。
収録作品
- GAME VERSION
  - アイドルマスター ミリオンライブ！ シアターデイズ - イベント楽曲

収録CD
- THE IDOLM@STER LIVE THE@TER HARMONY 08
  - ドリームトラベラー - 歌：ミックスナッツ

- THE IDOLM@STER LIVE THE@TER SOLO COLLECTION VOL.1
  - ドリームトラベラー - 歌：佐竹美奈子

- THE IDOLM@STER LIVE THE@TER SOLO COLLECTION VOL.2
  - ドリームトラベラー - 歌：双海真美

- THE IDOLM@STER LIVE THE@TER SOLO COLLECTION VOL.3 Vocal Edition
  - ドリームトラベラー - 歌：木下ひなた

- THE IDOLM@STER LIVE THE@TER SOLO COLLECTION 06 Princess Stars
  - ドリームトラベラー - 歌：中谷育

- THE IDOLM@STER LIVE THE@TER SOLO COLLECTION 12 Angel Stars
  - ドリームトラベラー - 歌：馬場このみ

SUPER SIZE LOVE!!
作詞：松井洋平、作曲・編曲：酒井拓也（Arte Refact）
佐竹美奈子のソロ曲。
収録作品
- GAME VERSION
  - アイドルマスター ミリオンライブ！ シアターデイズ - 条件を満たすと使用可能

収録CD
- THE IDOLM@STER LIVE THE@TER HARMONY 08
  - SUPER SIZE LOVE!! - 歌：佐竹美奈子

アニマル☆ステイション！
作詞：松井洋平、作曲・編曲：AstroNoteS
中谷育のソロ曲。
収録作品
- GAME VERSION
  - アイドルマスター ミリオンライブ！ シアターデイズ - 条件を満たすと使用可能

収録CD
- THE IDOLM@STER LIVE THE@TER HARMONY 08
  - アニマル☆ステイション！ - 歌：中谷育

りんごのマーチ
作詞：坂井季乃、作曲・編曲：菊池達也
木下ひなたのソロ曲。
収録作品
- GAME VERSION
  - アイドルマスター ミリオンライブ！ シアターデイズ - 条件を満たすと使用可能

収録CD
- THE IDOLM@STER LIVE THE@TER HARMONY 08
  - りんごのマーチ - 歌：木下ひなた

WOW! I NEED!! ～シンギングモンキー 歌唱拳～
作詞：松井洋平、作曲・編曲：AstroNoteS
双海真美のソロ曲。
収録作品
- GAME VERSION
  - アイドルマスター ミリオンライブ！ シアターデイズ - 条件を満たすと使用可能

収録CD
- THE IDOLM@STER LIVE THE@TER HARMONY 08
  - WOW! I NEED!! ～シンギングモンキー 歌唱拳～ - 歌：双海真美

- THE IDOLM@STER LIVE THE@TER COLLECTION VOL.1
  - WOW! I NEED!! ～シンギングモンキー 歌唱拳～ - 歌：双海真美

水中キャンディ
作詞・作曲・編曲：KOH
馬場このみのソロ曲。
収録作品
- GAME VERSION
  - アイドルマスター ミリオンライブ！ シアターデイズ - 条件を満たすと使用可能

収録CD
- THE IDOLM@STER LIVE THE@TER HARMONY 08
  - 水中キャンディ - 歌：馬場このみ

星屑のシンフォニア
作詞：藤本記子、作曲・編曲：EFFY
CDオリジナル曲。
収録作品
- GAME VERSION
  - アイドルマスター ミリオンライブ！ シアターデイズ - イベント楽曲

収録CD
- THE IDOLM@STER LIVE THE@TER HARMONY 09
  - 星屑のシンフォニア - 歌：ミルキーウェイ

- THE IDOLM@STER LIVE THE@TER SOLO COLLECTION VOL.1
  - 星屑のシンフォニア - 歌：天空橋朋花

- THE IDOLM@STER LIVE THE@TER SOLO COLLECTION VOL.3 Vocal Edition
  - 星屑のシンフォニア - 歌：高山紗代子

- THE IDOLM@STER LIVE THE@TER SOLO COLLECTION 04 BlueMoon Theater
  - 星屑のシンフォニア - 歌：二階堂千鶴

- THE IDOLM@STER LIVE THE@TER SOLO COLLECTION 06 Fairy Stars
  - 星屑のシンフォニア - 歌：永吉昴

FAKE SELF×TRUE SELF
作詞：結城アイラ、作曲・編曲：山口朗彦
星井美希のソロ曲。
収録CD
- THE IDOLM@STER LIVE THE@TER HARMONY 09
  - FAKE SELF×TRUE SELF - 歌：星井美希

- THE IDOLM@STER LIVE THE@TER COLLECTION VOL.1
  - FAKE SELF×TRUE SELF - 歌：星井美希

恋の音色ライン
作詞・作曲・編曲：KOH
二階堂千鶴のソロ曲。
収録作品
- GAME VERSION
  - アイドルマスター ミリオンライブ！ シアターデイズ - 条件を満たすと使用可能

収録CD
- THE IDOLM@STER LIVE THE@TER HARMONY 09
  - 恋の音色ライン - 歌：二階堂千鶴

Day After “Yesterday”
作詞：松井洋平、作曲・編曲：高田暁
永吉昴のソロ曲。
収録作品
- GAME VERSION
  - アイドルマスター ミリオンライブ！ シアターデイズ - 条件を満たすと使用可能

収録CD
- THE IDOLM@STER LIVE THE@TER HARMONY 09
  - Day After “ Yesterday” - 歌：永吉昴

鳥籠スクリプチュア
作詞：真崎エリカ、作曲・編曲：酒井拓也 （Arte Refact）
天空橋朋花のソロ曲。
収録作品
- GAME VERSION
  - アイドルマスター ミリオンライブ！ シアターデイズ - 条件を満たすと使用可能

収録CD
- THE IDOLM@STER LIVE THE@TER HARMONY 09
  - 鳥籠スクリプチュア - 歌：天空橋朋花

vivid color
作詞・作曲・編曲：KOH
高山紗代子のソロ曲。
収録作品
- GAME VERSION
  - アイドルマスター ミリオンライブ！ シアターデイズ - 条件を満たすと使用可能

収録CD
- THE IDOLM@STER LIVE THE@TER HARMONY 09
  - vivid color - 歌：高山紗代子

STANDING ALIVE
作詞：松井洋平、作曲・編曲：中土智博
CDオリジナル曲。
収録作品
- GAME VERSION
  - アイドルマスター ミリオンライブ！ シアターデイズ - イベント楽曲

収録CD
- THE IDOLM@STER LIVE THE@TER HARMONY 10
  - STANDING ALIVE - 歌：ARRIVE

- THE IDOLM@STER LIVE THE@TER SOLO COLLECTION VOL.1
  - STANDING ALIVE - 歌：篠宮可憐

- THE IDOLM@STER LIVE THE@TER SOLO COLLECTION VOL.2
  - STANDING ALIVE - 歌：四条貴音

- THE IDOLM@STER LIVE THE@TER SOLO COLLECTION VOL.3 Dance Edition
  - STANDING ALIVE - 歌：百瀬莉緒

- THE IDOLM@STER LIVE THE@TER SOLO COLLECTION 04 Sunshine Theater
  - STANDING ALIVE - 歌：ロコ

- THE IDOLM@STER LIVE THE@TER SOLO COLLECTION 09 Angel Stars
  - STANDING ALIVE - 歌：島原エレナ

ファンタジスタ・カーニバル
作詞：真崎エリカ、作曲：桑原聖 （Arte Refact）、編曲：酒井拓也 （Arte Refact）
島原エレナのソロ曲。
収録作品
- GAME VERSION
  - アイドルマスター ミリオンライブ！ シアターデイズ - 条件を満たすと使用可能

収録CD
- THE IDOLM@STER LIVE THE@TER HARMONY 10
  - ファンタジスタ・カーニバル - 歌：島原エレナ

WHY?
作詞：春和文、作曲・編曲：中土智博
百瀬莉緒のソロ曲。
収録作品
- GAME VERSION
  - アイドルマスター ミリオンライブ！ シアターデイズ - 条件を満たすと使用可能

収録CD
- THE IDOLM@STER LIVE THE@TER HARMONY 10
  - WHY? - 歌：百瀬莉緒

STEREOPHONIC ISOTONIC
作詞：松井洋平、作曲・編曲：AstroNoteS
ロコのソロ曲。
収録作品
- GAME VERSION
  - アイドルマスター ミリオンライブ！ シアターデイズ - 条件を満たすと使用可能

収録CD
- THE IDOLM@STER LIVE THE@TER HARMONY 10
  - STEREOPHONIC ISOTONIC - 歌：ロコ

addicted
作詞・作曲・編曲：KOH
四条貴音のソロ曲。
収録作品
- GAME VERSION
  - アイドルマスター ミリオンライブ！ シアターデイズ - 条件を満たすと使用可能

収録CD
- THE IDOLM@STER LIVE THE@TER HARMONY 10
  - addicted - 歌：四条貴音

- THE IDOLM@STER LIVE THE@TER COLLECTION VOL.1
  - addicted - 歌：四条貴音

夕風のメロディー
作詞：藤本記子、作曲・編曲：野井洋児
篠宮可憐のソロ曲。
収録CD
- THE IDOLM@STER LIVE THE@TER HARMONY 10
  - 夕風のメロディー - 歌：篠宮可憐

#### 『LIVE THE@TER DREAMERS』収録曲
Dreaming!
作詞：真崎エリカ、作曲：BNSI （佐藤貴文）、編曲：Arte Refact
CDオリジナル曲。
収録作品
- GAME VERSION
  - アイドルマスター ミリオンライブ！ シアターデイズ - 歌：765 MILLION ALLSTARS※ユニットに選択したキャラクターのみ歌唱。
  - アイドルマスター ポップリンクス - 最初から使用可能

収録CD
- フルバージョン
  - THE IDOLM@STER LIVE THE@TER DREAMERS 01 Dreaming!
    - Dreaming! - 歌：春日未来・最上静香・伊吹翼

  - THE IDOLM@STER LIVE THE@TER DREAMERS 02
    - Dreaming! - 歌：天海春香・春日未来・北上麗花・北沢志保・ジュリア・高槻やよい・所恵美・七尾百合子・望月杏奈・矢吹可奈

  - THE IDOLM@STER LIVE THE@TER DREAMERS 03
    - Dreaming! - 歌：如月千早・周防桃子・徳川まつり・二階堂千鶴・萩原雪歩・箱崎星梨花・馬場このみ・真壁瑞希・宮尾美也・最上静香

  - THE IDOLM@STER LIVE THE@TER DREAMERS 04
    - Dreaming! - 歌：秋月律子・伊吹翼・エミリー＝スチュアート・我那覇響・佐竹美奈子・篠宮可憐・高山紗代子・天空橋朋花・中谷育・水瀬伊織

  - THE IDOLM@STER LIVE THE@TER DREAMERS 05
    - Dreaming! - 歌：木下ひなた・四条貴音・豊川風花・野々原茜・双海亜美・松田亜利沙・三浦あずさ・百瀬莉緒・横山奈緒・ ロコ

  - THE IDOLM@STER LIVE THE@TER DREAMERS 06
    - Dreaming! - 歌：大神環・菊地真・高坂海美・島原エレナ・田中琴葉・永吉昴・福田のり子・双海真美・星井美希・舞浜歩

  - THE IDOLM@STER LIVE THE@TER SOLO COLLECTION VOL.3 Vocal Edition
    - Dreaming! - 歌：ジュリア

  - THE IDOLM@STER MILLION THE@TER GENERATION 01 Brand New Theater!
    - Dreaming! - 歌：765 MILLION ALLSTARS

  - THE IDOLM@STER LIVE THE@TER SOLO COLLECTION 06 Fairy Stars
    - Dreaming! - 歌：所恵美

  - THE IDOLM@STER MILLION LIVE! Blooming Clover 4巻 特別版オリジナルCD
    - Dreaming! - 歌：矢吹可奈・箱崎星梨花・高坂海美

  - THE IDOLM@STER LIVE THE@TER SOLO COLLECTION 07 Princess Stars
    - Dreaming! - 歌：横山奈緒

  - THE IDOLM@STER MILLION ANIMATION THE@TER START THE DREAM
    - Dreaming! - 歌：MILLIONSTARS Team6th

- MR remix
  - ターンオンタイム！
    - Dreaming! -MR remix- - 歌：春日未来・最上静香・箱崎星梨花

ハルカナミライ
作詞：藤本記子、作曲・編曲：増谷賢
CDオリジナル曲。
収録作品
- GAME VERSION
  - アイドルマスター ミリオンライブ！ シアターデイズ - イベント楽曲

収録CD
- THE IDOLM@STER LIVE THE@TER DREAMERS 02
  - ハルカナミライ - 歌：天海春香・春日未来

- THE IDOLM@STER LIVE THE@TER SOLO COLLECTION VOL.3 Vocal Edition
  - ハルカナミライ - 歌：春日未来

- THE IDOLM@STER LIVE THE@TER SOLO COLLECTION 10 765PRO ALLSTARS
  - ハルカナミライ - 歌：天海春香

成長Chu→LOVER!!
作詞：真崎エリカ、作曲：桑原聖（Arte Refact）、編曲：酒井拓也（Arte Refact）
CDオリジナル曲。
収録作品
- GAME VERSION
  - アイドルマスター ミリオンライブ！ シアターデイズ - イベント楽曲
  - アイドルマスター ポップリンクス - アップデートで追加

収録CD
- THE IDOLM@STER LIVE THE@TER DREAMERS 02
  - 成長Chu→LOVER!! - 歌：七尾百合子・望月杏奈

- THE IDOLM@STER LIVE THE@TER SOLO COLLECTION VOL.3 Vocal Edition
  - 成長Chu→LOVER!! - 歌：望月杏奈

- THE IDOLM@STER LIVE THE@TER SOLO COLLECTION 09 Princess Stars
  - 成長Chu→LOVER!! - 歌：七尾百合子

エスケープ
作詞：きみコ、作曲・編曲：AstroNoteS
CDオリジナル曲。
収録CD
- THE IDOLM@STER LIVE THE@TER DREAMERS 02
  - エスケープ - 歌：ジュリア・所恵美

- THE IDOLM@STER LIVE THE@TER SOLO COLLECTION VOL.3 Visual Edition
  - エスケープ - 歌：所恵美

- THE IDOLM@STER LIVE THE@TER SOLO COLLECTION 06 Fairy Stars
  - エスケープ - 歌：ジュリア

Eternal Spiral
作詞：松井洋平、作曲・編曲：AstroNoteS
CDオリジナル曲。
- GAME VERSION
  - アイドルマスター ミリオンライブ！ シアターデイズ - イベント楽曲

収録CD
- THE IDOLM@STER LIVE THE@TER DREAMERS 02
  - Eternal Spiral - 歌：高槻やよい・矢吹可奈

- THE IDOLM@STER LIVE THE@TER SOLO COLLECTION VOL.3 Vocal Edition
  - Eternal Spiral - 歌：矢吹可奈

- THE IDOLM@STER LIVE THE@TER SOLO COLLECTION 10 765PRO ALLSTARS
  - Eternal Spiral - 歌：高槻やよい

piece of cake
作詞：松井洋平、作曲・編曲：AstroNoteS
CDオリジナル曲。
収録CD
- THE IDOLM@STER LIVE THE@TER DREAMERS 02
  - piece of cake - 歌：北上麗花・北沢志保

- THE IDOLM@STER LIVE THE@TER SOLO COLLECTION VOL.3 Visual Edition
  - piece of cake - 歌：北沢志保

- THE IDOLM@STER LIVE THE@TER SOLO COLLECTION 07 Angel Stars
  - piece of cake - 歌：北上麗花

アライブファクター
作詞・作曲：藤本記子、編曲：福富雅之
CDオリジナル曲。
収録作品
- GAME VERSION
  - アイドルマスター ミリオンライブ！ シアターデイズ - イベント楽曲

収録CD
- THE IDOLM@STER LIVE THE@TER DREAMERS 03
  - アライブファクター - 歌：如月千早・最上静香

- THE IDOLM@STER LIVE THE@TER SOLO COLLECTION VOL.3 Vocal Edition
  - アライブファクター - 歌：最上静香

Persona Voice
作詞：真崎エリカ、作曲・編曲：山口朗彦
CDオリジナル曲。
収録作品
- GAME VERSION
  - アイドルマスター ミリオンライブ！ シアターデイズ - イベント楽曲

収録CD
- THE IDOLM@STER LIVE THE@TER DREAMERS 03
  - Persona Voice - 歌：二階堂千鶴・萩原雪歩

- THE IDOLM@STER LIVE THE@TER SOLO COLLECTION VOL.3 Visual Edition
  - Persona Voice - 歌：二階堂千鶴

- THE IDOLM@STER LIVE THE@TER SOLO COLLECTION 05 765PRO ALLSTARS
  - Persona Voice - 歌：萩原雪歩

Cut. Cut. Cut.
作詞：松井洋平、作曲・編曲：睦月周平
CDオリジナル曲。
収録作品
- GAME VERSION
  - アイドルマスター ミリオンライブ！ シアターデイズ - イベント楽曲

収録CD
- THE IDOLM@STER LIVE THE@TER DREAMERS 03
  - Cut. Cut. Cut. - 歌：周防桃子・真壁瑞希

- THE IDOLM@STER LIVE THE@TER SOLO COLLECTION VOL.3 Dance Edition
  - Cut. Cut. Cut. - 歌：真壁瑞希

- THE IDOLM@STER LIVE THE@TER SOLO COLLECTION 04 Starlight Theater
  - Cut. Cut. Cut. - 歌：周防桃子

Smiling Crescent
作詞：松井洋平、作曲・編曲：板垣祐介
CDオリジナル曲。
収録CD
- THE IDOLM@STER LIVE THE@TER DREAMERS 03
  - Smiling Crescent - 歌：箱崎星梨花・宮尾美也

- THE IDOLM@STER LIVE THE@TER SOLO COLLECTION VOL.3 Visual Edition
  - Smiling Crescent - 歌：宮尾美也

- THE IDOLM@STER LIVE THE@TER SOLO COLLECTION 04 Starlight Theater
  - Smiling Crescent - 歌：箱崎星梨花

Decided
作詞：結城アイラ、作曲・編曲：山口朗彦
CDオリジナル曲。
収録作品
- GAME VERSION
  - アイドルマスター ミリオンライブ！ シアターデイズ - イベント楽曲

収録CD
- THE IDOLM@STER LIVE THE@TER DREAMERS 03
  - Decided - 歌：徳川まつり・馬場このみ

- THE IDOLM@STER LIVE THE@TER SOLO COLLECTION VOL.3 Dance Edition
  - Decided - 歌：馬場このみ

- THE IDOLM@STER LIVE THE@TER SOLO COLLECTION 04 Starlight Theater
  - Decided - 歌：徳川まつり

深層マーメイド
作詞：唐沢美帆、作曲・編曲：睦月周平
CDオリジナル曲。
収録作品
- GAME VERSION
  - アイドルマスター ミリオンライブ！ シアターデイズ - イベント楽曲

収録CD
- THE IDOLM@STER LIVE THE@TER DREAMERS 04
  - 深層マーメイド - 歌：歌：伊吹翼・我那覇響

- THE IDOLM@STER LIVE THE@TER SOLO COLLECTION VOL.3 Visual Edition
  - 深層マーメイド - 歌：歌：伊吹翼

- THE IDOLM@STER LIVE THE@TER SOLO COLLECTION 05 765PRO ALLSTARS
  - 深層マーメイド - 歌：歌：我那覇響

HELLO, YOUR ANGEL♪
作詞：真崎エリカ、作曲・編曲：鈴木裕明
CDオリジナル曲。
収録CD
- THE IDOLM@STER LIVE THE@TER DREAMERS 04
  - HELLO, YOUR ANGEL♪ - 歌：天空橋朋花・中谷育

- THE IDOLM@STER LIVE THE@TER SOLO COLLECTION VOL.3 Vocal Edition
  - HELLO, YOUR ANGEL♪ - 歌：天空橋朋花

- THE IDOLM@STER LIVE THE@TER SOLO COLLECTION 04 Sunshine Theater
  - HELLO, YOUR ANGEL♪ - 歌：中谷育

G♡F
作詞・作曲・編曲：KOH
CDオリジナル曲。
タイトルの読みは「ガールフレンド」。
収録作品
- GAME VERSION
  - アイドルマスター ミリオンライブ！ シアターデイズ - イベント楽曲

収録CD
- THE IDOLM@STER LIVE THE@TER DREAMERS 04
  - G♡F - 歌：秋月律子・篠宮可憐

- THE IDOLM@STER LIVE THE@TER SOLO COLLECTION VOL.3 Visual Edition
  - G♡F - 歌：篠宮可憐

- THE IDOLM@STER LIVE THE@TER SOLO COLLECTION 10 765PRO ALLSTARS
  - G♡F - 歌：秋月律子

little trip around the world
作詞：松井洋平、作曲・編曲：yuxuki waga（fhána）
CDオリジナル曲。
収録作品
- GAME VERSION
  - アイドルマスター ミリオンライブ！ シアターデイズ - イベント楽曲

収録CD
- THE IDOLM@STER LIVE THE@TER DREAMERS 04
  - little trip around the world - 歌：エミリー＝スチュアート・水瀬伊織

- THE IDOLM@STER LIVE THE@TER SOLO COLLECTION VOL.3 Dance Edition
  - little trip around the world - 歌：エミリー＝スチュアート

- THE IDOLM@STER LIVE THE@TER SOLO COLLECTION 05 765PRO ALLSTARS
  - little trip around the world - 歌：水瀬伊織

Melody in scape
作詞：真崎エリカ、作曲・編曲：光増ハジメ
CDオリジナル曲。
収録CD
- THE IDOLM@STER LIVE THE@TER DREAMERS 04
  - Melody in scape - 歌：高山紗代子・佐竹美奈子

- THE IDOLM@STER LIVE THE@TER SOLO COLLECTION 06 Princess Stars
  - Melody in scape - 歌：高山紗代子

- THE IDOLM@STER LIVE THE@TER SOLO COLLECTION 11 Princess Stars
  - Melody in scape - 歌：佐竹美奈子

“Your” HOME TOWN
作詞：松井洋平、作曲・編曲：AstroNoteS
CDオリジナル曲。
収録CD
- THE IDOLM@STER LIVE THE@TER DREAMERS 05
  - “Your” HOME TOWN - 歌：木下ひなた・双海亜美

- THE IDOLM@STER LIVE THE@TER SOLO COLLECTION 04 Sunshine Theater
  - “Your” HOME TOWN - 歌：木下ひなた

- THE IDOLM@STER LIVE THE@TER SOLO COLLECTION 05 765PRO ALLSTARS
  - “Your” HOME TOWN - 歌：双海亜美

fruity love
作詞・作曲：宮崎まゆ、編曲：高橋修平
CDオリジナル曲。
収録作品
- GAME VERSION
  - アイドルマスター ミリオンライブ！ シアターデイズ - イベント楽曲

収録CD
- THE IDOLM@STER LIVE THE@TER DREAMERS 05
  - fruity love - 歌：野々原茜・ロコ

- THE IDOLM@STER LIVE THE@TER SOLO COLLECTION VOL.3 Visual Edition
  - fruity love - 歌：ロコ

- THE IDOLM@STER LIVE THE@TER SOLO COLLECTION 07 Angel Stars
  - fruity love - 歌：野々原茜

夜に輝く星座のように
作詞：松井洋平、作曲・編曲：板垣祐介
CDオリジナル曲。
収録作品
- GAME VERSION
  - アイドルマスター ミリオンライブ！ シアターデイズ - イベント楽曲

収録CD
- THE IDOLM@STER LIVE THE@TER DREAMERS 05
  - 夜に輝く星座のように - 歌：松田亜利沙・横山奈緒

- THE IDOLM@STER LIVE THE@TER SOLO COLLECTION VOL.3 Dance Edition
  - 夜に輝く星座のように - 歌：横山奈緒

- THE IDOLM@STER LIVE THE@TER SOLO COLLECTION 04 Starlight Theater
  - 夜に輝く星座のように - 歌：松田亜利沙

秘密のメモリーズ
作詞・作曲・編曲：KOH
CDオリジナル曲。
収録CD
- THE IDOLM@STER LIVE THE@TER DREAMERS 05
  - 秘密のメモリーズ - 歌：四条貴音・豊川風花

- THE IDOLM@STER LIVE THE@TER SOLO COLLECTION 04 Starlight Theater
  - 秘密のメモリーズ - 歌：豊川風花

- THE IDOLM@STER LIVE THE@TER SOLO COLLECTION 05 765PRO ALLSTARS
  - 秘密のメモリーズ - 歌：四条貴音

たしかな足跡
作詞・作曲：藤本記子、編曲：福富雅之
CDオリジナル曲。
収録CD
- THE IDOLM@STER LIVE THE@TER DREAMERS 05
  - たしかな足跡 - 歌：三浦あずさ・百瀬莉緒

- THE IDOLM@STER LIVE THE@TER SOLO COLLECTION 04 Sunshine Theater
  - たしかな足跡 - 歌：百瀬莉緒

- THE IDOLM@STER LIVE THE@TER SOLO COLLECTION 05 765PRO ALLSTARS
  - たしかな足跡 - 歌：三浦あずさ

Understand? Understand!
作詞：真崎エリカ、作曲：桑原聖（Arte Refact）、編曲：酒井拓也（Arte Refact）
CDオリジナル曲。
収録作品
- GAME VERSION
  - アイドルマスター ミリオンライブ！ シアターデイズ - イベント楽曲

収録CD
- THE IDOLM@STER LIVE THE@TER DREAMERS 06
  - Understand? Understand! - 歌：高坂海美・田中琴葉

- THE IDOLM@STER LIVE THE@TER SOLO COLLECTION 04 Starlight Theater
  - Understand? Understand! - 歌：高坂海美

- THE IDOLM@STER LIVE THE@TER SOLO COLLECTION 06 Princess Stars
  - Understand? Understand! - 歌：田中琴葉

ジャングル☆パーティー
作詞：松井洋平、作曲・編曲：AstroNoteS
CDオリジナル曲。
収録作品
- GAME VERSION
  - アイドルマスター ミリオンライブ！ シアターデイズ - イベント楽曲

収録CD
- THE IDOLM@STER LIVE THE@TER DREAMERS 06
  - ジャングル☆パーティー - 歌：大神環・双海真美

- THE IDOLM@STER LIVE THE@TER SOLO COLLECTION 04 Starlight Theater
  - ジャングル☆パーティー - 歌：大神環

- THE IDOLM@STER LIVE THE@TER SOLO COLLECTION 05 765PRO ALLSTARS
  - ジャングル☆パーティー - 歌：双海真美

収録CD
Beat the World!!
作詞：唐沢美帆、作曲・編曲：EFFY
CDオリジナル曲。
収録作品
- GAME VERSION
  - アイドルマスター ミリオンライブ！ シアターデイズ - イベント楽曲

収録CD
- THE IDOLM@STER LIVE THE@TER DREAMERS 06
  - Beat the World!! - 歌：菊地真・舞浜歩

- THE IDOLM@STER LIVE THE@TER SOLO COLLECTION 04 BlueMoon Theater
  - Beat the World!! - 歌：舞浜歩

- THE IDOLM@STER LIVE THE@TER SOLO COLLECTION 05 765PRO ALLSTARS
  - Beat the World!! - 歌：菊地真

Emergence Vibe
作詞：松井洋平、作曲・編曲：AstroNoteS
CDオリジナル曲。
収録作品
- GAME VERSION
  - アイドルマスター ミリオンライブ！ シアターデイズ - イベント楽曲

収録CD
- THE IDOLM@STER LIVE THE@TER DREAMERS 06
  - Emergence Vibe - 歌：島原エレナ・星井美希

- THE IDOLM@STER LIVE THE@TER SOLO COLLECTION 06 Angel Stars
  - Emergence Vibe - 歌：島原エレナ

- THE IDOLM@STER LIVE THE@TER SOLO COLLECTION 10 765PRO ALLSTARS
  - Emergence Vibe - 歌：星井美希

Dreamscape
作詞・作曲：藤本記子、編曲：福富雅之
CDオリジナル曲。
収録CD
- THE IDOLM@STER LIVE THE@TER DREAMERS 06
  - Dreamscape - 歌：永吉昴・福田のり子

- THE IDOLM@STER LIVE THE@TER SOLO COLLECTION 06 Princess Stars
  - Dreamscape - 歌：福田のり子

- THE IDOLM@STER LIVE THE@TER SOLO COLLECTION 07 Fairy Stars
  - Dreamscape - 歌：永吉昴

#### 『THE@TER ACTIVITIES』収録曲
創造は始まりの風を連れて
作詞：結城アイラ、作曲・編曲：KOHTA YAMAMOTO
CDオリジナル曲。
収録作品
- GAME VERSION
  - アイドルマスター ミリオンライブ！ シアターデイズ - イベント楽曲

収録CD
- THE IDOLM@STER THE@TER ACTIVITIES 01
  - 創造は始まりの風を連れて - 歌：七尾百合子・天空橋朋花・松田亜利沙・箱崎星梨花・ロコ

- THE IDOLM@STER LIVE THE@TER SOLO COLLECTION 04 BlueMoon Theater
  - 創造は始まりの風を連れて - 歌：七尾百合子

- THE IDOLM@STER LIVE THE@TER SOLO COLLECTION 06 Fairy Stars
  - 創造は始まりの風を連れて - 歌：天空橋朋花

- THE IDOLM@STER LIVE THE@TER SOLO COLLECTION 07 Angel Stars
  - 創造は始まりの風を連れて - 歌：箱崎星梨花

- THE IDOLM@STER LIVE THE@TER SOLO COLLECTION 11 Fairy Stars
  - 創造は始まりの風を連れて - 歌：ロコ

- THE IDOLM@STER LIVE THE@TER SOLO COLLECTION 12 Princess Stars
  - 創造は始まりの風を連れて - 歌：松田亜利沙

俠気乱舞
作詞：松井洋平、作曲・編曲：yuxuki waga（fhána）、編曲：sasakure.UK
CDオリジナル曲。
収録作品
- GAME VERSION
  - アイドルマスター ミリオンライブ！ シアターデイズ - イベント楽曲

収録CD
- THE IDOLM@STER THE@TER ACTIVITIES 02
  - 俠気乱舞 - 歌：ジュリア・周防桃子・大神環・木下ひなた・福田のり子

- THE IDOLM@STER LIVE THE@TER SOLO COLLECTION 04 BlueMoon Theater
  - 俠気乱舞 - 歌：ジュリア

- THE IDOLM@STER LIVE THE@TER SOLO COLLECTION 07 Angel Stars
  - 侠気乱舞 - 歌：大神環

- THE IDOLM@STER LIVE THE@TER SOLO COLLECTION 09 Princess Stars
  - 侠気乱舞 - 歌：福田のり子

- THE IDOLM@STER LIVE THE@TER SOLO COLLECTION 11 Fairy Stars
  - 侠気乱舞 - 歌：周防桃子

- THE IDOLM@STER LIVE THE@TER SOLO COLLECTION 12 Angel Stars
  - 侠気乱舞 - 歌：木下ひなた

赤い世界が消える頃
作詞：真崎エリカ、作曲・編曲：光増ハジメ
CDオリジナル曲。
収録作品
- GAME VERSION
  - アイドルマスター ミリオンライブ！ シアターデイズ - イベント楽曲

収録CD
- THE IDOLM@STER THE@TER ACTIVITIES 03
  - 赤い世界が消える頃 - 歌：矢吹可奈・佐竹美奈子・篠宮可憐・真壁瑞希・北上麗花

- THE IDOLM@STER LIVE THE@TER SOLO COLLECTION 04 BlueMoon Theater
  - 赤い世界が消える頃 - 歌：北上麗花

- THE IDOLM@STER LIVE THE@TER SOLO COLLECTION 06 Princess Stars
  - 赤い世界が消える頃 - 歌：矢吹可奈

- THE IDOLM@STER LIVE THE@TER SOLO COLLECTION 07 Princess Stars
  - 赤い世界が消える頃 - 歌：佐竹美奈子

- THE IDOLM@STER LIVE THE@TER SOLO COLLECTION 12 Fairy Stars
  - 赤い世界が消える頃 - 歌：真壁瑞希

DIAMOND DAYS
作詞：rino、作曲・編曲：高田暁
CDオリジナル曲。
収録作品
- GAME VERSION
  - アイドルマスター ミリオンライブ！ シアターデイズ - イベント楽曲

収録CD
- THE IDOLM@STER THE@TER ACTIVITIES 01
  - DIAMOND DAYS - 歌：七尾百合子・天空橋朋花・松田亜利沙・箱崎星梨花・ロコ

- THE IDOLM@STER THE@TER ACTIVITIES 02
  - DIAMOND DAYS - 歌：ジュリア・周防桃子・大神環・木下ひなた・福田のり子

- THE IDOLM@STER THE@TER ACTIVITIES 03
  - DIAMOND DAYS - 歌：矢吹可奈・佐竹美奈子・篠宮可憐・真壁瑞希・北上麗花

- THE IDOLM@STER LIVE THE@TER SOLO COLLECTION 04 Sunshine Theater
  - DIAMOND DAYS - 歌：矢吹可奈

- THE IDOLM@STER LIVE THE@TER SOLO COLLECTION 06 Princess Stars
  - DIAMOND DAYS - 歌：佐竹美奈子

- THE IDOLM@STER THE@TER BOOST 01
  - DIAMOND DAYS - 歌：高坂海美・所恵美・高山紗代子・豊川風花・横山奈緒

- THE IDOLM@STER THE@TER BOOST 02
  - DIAMOND DAYS - 歌：桜守歌織・最上静香・望月杏奈・百瀬莉緒・宮尾美也

- THE IDOLM@STER THE@TER BOOST 03
  - DIAMOND DAYS - 歌：田中琴葉・周防桃子・馬場このみ・真壁瑞希・白石紬

- THE IDOLM@STER THE@TER CHALLENGE 01
  - DIAMOND DAYS - 歌：箱崎星梨花・周防桃子・徳川まつり・我那覇響・永吉昴

- THE IDOLM@STER THE@TER CHALLENGE 02
  - DIAMOND DAYS - 歌：如月千早・星井美希・菊地真・エミリー＝スチュアート・天海春香

- THE IDOLM@STER THE@TER CHALLENGE 03
  - DIAMOND DAYS - 歌：野々原茜・島原エレナ・桜守歌織・二階堂千鶴・北沢志保

- THE IDOLM@STER LIVE THE@TER SOLO COLLECTION 07 Fairy Stars
  - DIAMOND DAYS - 歌：天空橋朋花

- THE IDOLM@STER MILLION LIVE! 7Days A Week!!
  - DIAMOND DAYS - 歌：765 MILLION ALLSTARS
  - DIAMOND DAYS （MILLION C@STING 01 ver.） - 歌：真壁瑞希・周防桃子・馬場このみ・四条貴音・中谷育
  - DIAMOND DAYS （MILLION C@STING 02 ver.） - 歌：北上麗花・舞浜歩・ロコ・伊吹翼・箱崎星梨花
  - DIAMOND DAYS （MILLION C@STING 03 ver.） - 歌：田中琴葉・春日未来・豊川風花・北沢志保・七尾百合子
  - DIAMOND DAYS （MILLION C@STING 04 ver.） - 歌：水瀬伊織・最上静香・松田亜利沙・矢吹可奈・菊地真

#### 『LIVE THE@TER FORWARD』収録曲
ランニング・ハイッ
作詞：松井洋平、作曲・編曲：睦月周平
CDオリジナル曲。
収録作品
- GAME VERSION
  - アイドルマスター ミリオンライブ！ シアターデイズ - イベント楽曲

収録CD
- THE IDOLM@STER LIVE THE@TER FORWARD 01 Sunshine Rhythm
  - ランニング・ハイッ - 歌：キャンサー

- THE IDOLM@STER LIVE THE@TER SOLO COLLECTION 04 Sunshine Theater
  - ランニング・ハイッ - 歌：横山奈緒

- THE IDOLM@STER LIVE THE@TER SOLO COLLECTION 07 Angel Stars
  - ランニング・ハイッ - 歌：木下ひなた

ゲキテキ！ムテキ！恋したい！
作詞・作曲：藤本記子、編曲：福富雅之
CDオリジナル曲。
収録作品
- GAME VERSION
  - アイドルマスター ミリオンライブ！ シアターデイズ - イベント楽曲

収録CD
- THE IDOLM@STER LIVE THE@TER FORWARD 01 Sunshine Rhythm
  - ゲキテキ！ムテキ！恋したい！ - 歌：レオ

- THE IDOLM@STER LIVE THE@TER SOLO COLLECTION 04 Sunshine Theater
  - ゲキテキ！ムテキ！恋したい！ - 歌：島原エレナ

- THE IDOLM@STER LIVE THE@TER SOLO COLLECTION 06 Fairy Stars
  - ゲキテキ！ムテキ！恋したい！ - 歌：ロコ

- THE IDOLM@STER LIVE THE@TER SOLO COLLECTION 07 Princess Stars
  - ゲキテキ！ムテキ！恋したい！ - 歌：中谷育

Bonnes! Bonnes!! Vacances!!!
作詞：松井洋平、作曲・編曲：AstroNoteS
CDオリジナル曲。
収録作品
- GAME VERSION
  - アイドルマスター ミリオンライブ！ シアターデイズ - イベント楽曲

収録CD
- THE IDOLM@STER LIVE THE@TER FORWARD 01 Sunshine Rhythm
  - Bonnes! Bonnes!! Vacances!!! - 歌：リブラ

- THE IDOLM@STER LIVE THE@TER SOLO COLLECTION 04 Sunshine Theater
  - Bonnes! Bonnes!! Vacances!!! - 歌：佐竹美奈子

- THE IDOLM@STER LIVE THE@TER SOLO COLLECTION 07 Princess Stars
  - Bonnes! Bonnes!! Vacances!!! - 歌：福田のり子

NO CURRY NO LIFE
作詞：唐沢美帆、作曲・編曲：板垣祐介
CDオリジナル曲。
収録作品
- GAME VERSION
  - アイドルマスター ミリオンライブ！ シアターデイズ - イベント楽曲

収録CD
- THE IDOLM@STER LIVE THE@TER FORWARD 01 Sunshine Rhythm
  - NO CURRY NO LIFE - 歌：カプリコーン

- THE IDOLM@STER LIVE THE@TER SOLO COLLECTION 04 Sunshine Theater
  - NO CURRY NO LIFE - 歌：望月杏奈

- THE IDOLM@STER LIVE THE@TER SOLO COLLECTION 06 Fairy Stars
  - NO CURRY NO LIFE - 歌：百瀬莉緒

- THE IDOLM@STER LIVE THE@TER SOLO COLLECTION 08 Princess Stars
  - NO CURRY NO LIFE - 歌：矢吹可奈

サンリズム・オーケストラ♪
作詞：真崎エリカ、作曲・編曲：EFFY
CDオリジナル曲。
収録作品
- GAME VERSION
  - アイドルマスター ミリオンライブ！ シアターデイズ - イベント楽曲 歌：木下ひなた・伊吹翼・矢吹可奈・島原エレナ・佐竹美奈子

収録CD
- THE IDOLM@STER LIVE THE@TER FORWARD 01 Sunshine Rhythm
  - サンリズム・オーケストラ♪ - 歌：Sunshine Rhythm

- THE IDOLM@STER LIVE THE@TER SOLO COLLECTION 08 Fairy Stars
  - サンリズム・オーケストラ♪ - 歌：ロコ

- THE IDOLM@STER LIVE THE@TER SOLO COLLECTION 09 Angel Stars
  - サンリズム・オーケストラ♪ - 歌：伊吹翼

- THE IDOLM@STER LIVE THE@TER BEST
  - サンリズム・オーケストラ♪ (Brand New Ver.) - 歌：Sunshine Rhythm

- THE IDOLM@STER LIVE THE@TER SOLO COLLECTION 12 Fairy Stars
  - サンリズム・オーケストラ♪ - 歌：百瀬莉緒

Raise the FLAG
作詞：松井洋平、作曲・編曲：堀江晶太
CDオリジナル曲。
収録作品
- GAME VERSION
  - アイドルマスター ミリオンライブ！ シアターデイズ - イベント楽曲
  - アイドルマスター ポップリンクス - アップデートで追加

収録CD
- THE IDOLM@STER LIVE THE@TER FORWARD 02 BlueMoon Harmony
  - Raise the FLAG - 歌：サジタリアス

- THE IDOLM@STER LIVE THE@TER SOLO COLLECTION 04 BlueMoon Theater
  - Raise the FLAG - 歌：所恵美

- THE IDOLM@STER LIVE THE@TER SOLO COLLECTION 06 Fairy Stars
  - Raise the FLAG - 歌：舞浜歩

- THE IDOLM@STER LIVE THE@TER SOLO COLLECTION 07 Fairy Stars
  - Raise the FLAG - 歌：真壁瑞希

P.S I Love You
作詞・作曲：唐沢美帆、編曲：ラムシーニ
CDオリジナル曲。
収録作品
- GAME VERSION
  - アイドルマスター ミリオンライブ！ シアターデイズ - イベント楽曲

収録CD
- THE IDOLM@STER LIVE THE@TER FORWARD 02 BlueMoon Harmony
  - P.S I Love You - 歌：ピスケス

- THE IDOLM@STER LIVE THE@TER SOLO COLLECTION 06 Angel Stars
  - P.S I Love You - 歌：篠宮可憐

- THE IDOLM@STER LIVE THE@TER SOLO COLLECTION 07 Fairy Stars
  - P.S I Love You - 歌：二階堂千鶴

- THE IDOLM@STER LIVE THE@TER SOLO COLLECTION 11 Fairy Stars
  - P.S I Love You - 歌：天空橋朋花

プリムラ
作詞・作曲・編曲：KOH
CDオリジナル曲。
収録作品
- GAME VERSION
  - アイドルマスター ミリオンライブ！ シアターデイズ - イベント楽曲

収録CD
- THE IDOLM@STER LIVE THE@TER FORWARD 02 BlueMoon Harmony
  - プリムラ - 歌：ウィルゴ

- THE IDOLM@STER LIVE THE@TER SOLO COLLECTION 04 BlueMoon Theater
  - プリムラ - 歌：永吉昴

- THE IDOLM@STER LIVE THE@TER SOLO COLLECTION 11 Fairy Stars
  - プリムラ - 歌：最上静香

- THE IDOLM@STER LIVE THE@TER SOLO COLLECTION 12 Princess Stars
  - プリムラ - 歌：七尾百合子

待ちぼうけのLacrima
作詞：真崎エリカ、作曲：小高光太郎・UiNA、編曲：小高光太郎　
CDオリジナル曲。
収録作品
- GAME VERSION
  - アイドルマスター ミリオンライブ！ シアターデイズ - イベント楽曲

収録CD
- THE IDOLM@STER LIVE THE@TER FORWARD 02 BlueMoon Harmony
  - 待ちぼうけのLacrima - 歌：アクアリウス

- THE IDOLM@STER LIVE THE@TER SOLO COLLECTION 04 BlueMoon Theater
  - 待ちぼうけのLacrima - 歌：高山紗代子

- THE IDOLM@STER LIVE THE@TER SOLO COLLECTION 09 Fairy Stars
  - 待ちぼうけのLacrima - 歌：ジュリア

- THE IDOLM@STER LIVE THE@TER SOLO COLLECTION 12 Angel Stars
  - 待ちぼうけのLacrima - 歌：北上麗花

brave HARMONY
作詞：結城アイラ、作曲・編曲：山口朗彦
CDオリジナル曲。
収録作品
- GAME VERSION
  - アイドルマスター ミリオンライブ！ シアターデイズ - イベント楽曲 歌：天空橋朋花・高山紗代子・北上麗花・舞浜歩・最上静香

収録CD
- THE IDOLM@STER LIVE THE@TER FORWARD 02 BlueMoon Harmony
  - brave HARMONY - 歌：BlueMoon Harmony

- THE IDOLM@STER LIVE THE@TER SOLO COLLECTION 07 Fairy Stars
  - brave HARMONY - 歌：舞浜歩

- THE IDOLM@STER LIVE THE@TER SOLO COLLECTION 08 Fairy Stars
  - brave HARMONY - 歌：二階堂千鶴

- THE IDOLM@STER LIVE THE@TER SOLO COLLECTION 09 Angel Stars
  - brave HARMONY - 歌：篠宮可憐

- THE IDOLM@STER LIVE THE@TER BEST
  - brave HARMONY (Brand New Ver.) - 歌：BlueMoon Harmony

リフレインキス
作詞・作曲：藤本記子、編曲：福富雅之
CDオリジナル曲。
収録作品
- GAME VERSION
  - アイドルマスター ミリオンライブ！ シアターデイズ - イベント楽曲 歌：スコーピオ

収録CD
- THE IDOLM@STER LIVE THE@TER FORWARD 03 Starlight Melody
  - リフレインキス - 歌：スコーピオ

- THE IDOLM@STER LIVE THE@TER SOLO COLLECTION 04 Starlight Theater
  - リフレインキス - 歌：北沢志保

- THE IDOLM@STER LIVE THE@TER SOLO COLLECTION 06 Princess Stars
  - リフレインキス - 歌：高坂海美

- THE IDOLM@STER LIVE THE@TER BEST
  - リフレインキス (Brand New Ver.) - 歌：スコーピオ

Sweet Sweet Soul
作詞：ZAQ、作曲：BERABOW・SigN、編曲：Shinnosuke
収録作品
- GAME VERSION
  - アイドルマスター ミリオンライブ！ シアターデイズ - イベント楽曲

CDオリジナル曲。
収録CD
- THE IDOLM@STER LIVE THE@TER FORWARD 03 Starlight Melody
  - Sweet Sweet Soul - 歌：アリエス

- THE IDOLM@STER LIVE THE@TER SOLO COLLECTION 04 Starlight Theater
  - Sweet Sweet Soul - 歌：野々原茜

- THE IDOLM@STER LIVE THE@TER SOLO COLLECTION 06 Angel Stars
  - Sweet Sweet Soul - 歌：箱崎星梨花

- THE IDOLM@STER LIVE THE@TER SOLO COLLECTION 12 Angel Stars
  - Sweet Sweet Soul - 歌：大神環

メメント？モメント♪ルルルルル☆
作詞：松井洋平、作曲：宮崎まゆ、編曲：ラムシーニ
CDオリジナル曲。
収録作品
- GAME VERSION
  - アイドルマスター ミリオンライブ！ シアターデイズ - イベント楽曲

収録CD
- THE IDOLM@STER LIVE THE@TER FORWARD 03 Starlight Melody
  - メメント？モメント♪ルルルルル☆ - 歌：タウラス

- THE IDOLM@STER LIVE THE@TER SOLO COLLECTION 07 Princess Stars
  - メメント？モメント♪ルルルルル☆ - 歌：徳川まつり

- THE IDOLM@STER LIVE THE@TER SOLO COLLECTION 08 Angel Stars
  - メメント？モメント♪ルルルルル☆ - 歌：宮尾美也

- THE IDOLM@STER LIVE THE@TER SOLO COLLECTION 11 Princess Stars
  - メメント？モメント♪ルルルルル☆ - 歌：春日未来

永遠の花
作詞：森由里子、作曲・編曲：三好啓太
CDオリジナル曲。
収録作品
- GAME VERSION
  - アイドルマスター ミリオンライブ！ シアターデイズ - イベント楽曲

収録CD
- THE IDOLM@STER LIVE THE@TER FORWARD 03 Starlight Melody
  - 永遠の花 - 歌：ジェミニ

- THE IDOLM@STER LIVE THE@TER SOLO COLLECTION 04 Starlight Theater
  - 永遠の花 - 歌：馬場このみ

- THE IDOLM@STER LIVE THE@TER SOLO COLLECTION 06 Angel Stars
  - 永遠の花 - 歌：豊川風花

- THE IDOLM@STER LIVE THE@TER SOLO COLLECTION 07 Fairy Stars
  - 永遠の花 - 歌：周防桃子

Starry Melody
作詞：こだまさおり、作曲・編曲：高田暁
CDオリジナル曲。
収録作品
- GAME VERSION
  - アイドルマスター ミリオンライブ！ シアターデイズ - イベント楽曲 歌：箱崎星梨花・春日未来・田中琴葉・松田亜利沙・豊川風花

収録CD
- THE IDOLM@STER LIVE THE@TER FORWARD 03 Starlight Melody
  - Starry Melody - 歌：Starlight Melody

- THE IDOLM@STER LIVE THE@TER SOLO COLLECTION 07 Angel Stars
  - Starry Melody - 歌：馬場このみ

- THE IDOLM@STER LIVE THE@TER SOLO COLLECTION 08 Angel Stars
  - Starry Melody - 歌：野々原茜

- THE IDOLM@STER LIVE THE@TER SOLO COLLECTION 09 Princess Stars
  - Starry Melody - 歌：高坂海美

- THE IDOLM@STER LIVE THE@TER BEST
  - Starry Melody (Brand New Ver.) - 歌：Starlight Melody

#### 『MILLION THE@TER GENERATION』収録曲
インヴィンシブル・ジャスティス
作詞：松井洋平、作曲・編曲：中山真斗
『ミリオンライブ!』4周年記念PV挿入歌。
収録作品
- GAME VERSION
  - アイドルマスター ミリオンライブ！ シアターデイズ - イベント楽曲 歌：伊吹翼・高坂海美／伊吹翼・七尾百合子

収録CD
- THE IDOLM@STER MILLION THE@TER GENERATION 01 Brand New Theater!
  - インヴィンシブル・ジャスティス - 歌：伊吹翼・高坂海美

Everlasting
作詞：BNSI（青木朋子）・久澄春人、作曲：shilo、編曲：佐野宏晃
収録作品
- GAME VERSION
  - アイドルマスター ミリオンライブ！ シアターデイズ - イベント楽曲

収録CD
- THE IDOLM@STER MILLION THE@TER GENERATION 05 夜想令嬢 -GRAC&E NOCTURNE-
  - Everlasting - 歌：夜想令嬢 -GRAC&E NOCTURNE-

想い出はクリアスカイ
作詞：KOH、作曲・編曲：本多友紀（Arte Refact）
収録作品
- GAME VERSION
  - アイドルマスター ミリオンライブ！ シアターデイズ - イベント楽曲

収録CD
- THE IDOLM@STER MILLION THE@TER GENERATION 06 Cleasky
  - 想い出はクリアスカイ - 歌：Cleasky

- THE IDOLM@STER LIVE THE@TER SOLO COLLECTION 07 Angel Stars
  - 想い出はクリアスカイ - 歌：宮尾美也

- THE IDOLM@STER LIVE THE@TER SOLO COLLECTION 08 Angel Stars
  - 想い出はクリアスカイ - 歌：島原エレナ

Tomorrow Program
作詞：松井洋平、作曲・編曲：光増ハジメ
収録作品
- GAME VERSION
  - アイドルマスター ミリオンライブ！ シアターデイズ - イベント楽曲

収録CD
- THE IDOLM@STER MILLION THE@TER GENERATION 07 トゥインクルリズム
  - Tomorrow Program - 歌：トゥインクルリズム

- THE IDOLM@STER LIVE THE@TER SOLO COLLECTION 07 Princess Stars
  - Tomorrow Program - 歌：七尾百合子

- THE IDOLM@STER LIVE THE@TER SOLO COLLECTION 08 Princess Stars
  - Tomorrow Program - 歌：中谷育

I.D ～EScape from Utopia～
作詞：モリタコータ、作曲・編曲：中土智博
収録作品
- GAME VERSION
  - アイドルマスター ミリオンライブ！ シアターデイズ - イベント楽曲

収録CD
- THE IDOLM@STER MILLION THE@TER GENERATION 08 EScape
  - I.D ～EScape from Utopia～ - 歌：EScape

- THE IDOLM@STER LIVE THE@TER SOLO COLLECTION 07 Fairy Stars
  - I.D ～EScape from Utopia～ - 歌：白石紬

- THE IDOLM@STER LIVE THE@TER SOLO COLLECTION 08 Fairy Stars
  - I.D ～EScape from Utopia～ - 歌：北沢志保

- THE IDOLM@STER LIVE THE@TER SOLO COLLECTION 09 Fairy Stars
  - I.D ～EScape from Utopia～ - 歌：真壁瑞希

RED ZONE
作詞：唐沢美帆、作曲・編曲：太田貴之
収録作品
- GAME VERSION
  - アイドルマスター ミリオンライブ！ シアターデイズ - イベント楽曲

収録CD
- THE IDOLM@STER MILLION THE@TER GENERATION 09 4 Luxury
  - RED ZONE - 歌：4 Luxury

- THE IDOLM@STER LIVE THE@TER SOLO COLLECTION 07 Angel Stars
  - RED ZONE - 歌：桜守歌織

- THE IDOLM@STER LIVE THE@TER SOLO COLLECTION 12 Angel Stars
  - RED ZONE - 歌：豊川風花

BORN ON DREAM! ～HANABI☆NIGHT～
作詞：松井洋平、作曲・編曲：Astro NoteS
収録作品
- GAME VERSION
  - アイドルマスター ミリオンライブ！ シアターデイズ - イベント楽曲

収録CD
- THE IDOLM@STER MILLION THE@TER GENERATION 10 閃光☆HANABI団
  - BORN ON DREAM! ～HANABI☆NIGHT～ - 歌：閃光☆HANABI団

- THE IDOLM@STER LIVE THE@TER SOLO COLLECTION 07 Princess Stars
  - BORN ON DREAM! ～HANABI☆NIGHT～ - 歌：高坂海美

- THE IDOLM@STER LIVE THE@TER SOLO COLLECTION 08 Princess Stars
  - BORN ON DREAM! ～HANABI☆NIGHT～ - 歌：高山紗代子

- THE IDOLM@STER LIVE THE@TER SOLO COLLECTION 12 Princess Stars
  - BORN ON DREAM! ～HANABI☆NIGHT～ - 歌：横山奈緒

餞の鳥
作詞：坂井季乃、作曲・編曲：高橋諒（Void_Chords）
収録作品
- GAME VERSION
  - アイドルマスター ミリオンライブ！ シアターデイズ - イベント楽曲

収録CD
- THE IDOLM@STER MILLION THE@TER GENERATION 12 D/Zeal
  - 餞の鳥 - 歌：D/Zeal

- THE IDOLM@STER LIVE THE@TER SOLO COLLECTION 07 Fairy Stars
  - 餞の鳥 - 歌：ジュリア

- THE IDOLM@STER LIVE THE@TER SOLO COLLECTION 08 Fairy Stars
  - 餞の鳥 - 歌：最上静香

彼氏になってよ｡
作詞・作曲・編曲：HoneyWorks
収録作品
- GAME VERSION
  - アイドルマスター ミリオンライブ！ シアターデイズ - イベント楽曲

収録CD
- THE IDOLM@STER MILLION THE@TER GENERATION 13 りるきゃん 〜3 little candy〜
  - 彼氏になってよ｡ - 歌：りるきゃん 〜3 little candy〜

- THE IDOLM@STER LIVE THE@TER SOLO COLLECTION 07 Angel Stars
  - 彼氏になってよ。 - 歌：篠宮可憐

- THE IDOLM@STER LIVE THE@TER SOLO COLLECTION 08 Angel Stars
  - 彼氏になってよ。 - 歌：伊吹翼

ミラージュ・ミラー
作詞・作曲：新田目駿、編曲：KOH
収録作品
- GAME VERSION
  - アイドルマスター ミリオンライブ！ シアターデイズ - イベント楽曲

収録CD
- THE IDOLM@STER MILLION THE@TER GENERATION 14 Charlotte・Charlotte
  - ミラージュ・ミラー - 歌：Charlotte・Charlotte

- THE IDOLM@STER LIVE THE@TER SOLO COLLECTION 07 Princess Stars
  - ミラージュ・ミラー - 歌：エミリー＝スチュアート

- THE IDOLM@STER LIVE THE@TER SOLO COLLECTION 08 Princess Stars
  - ミラージュ・ミラー - 歌：徳川まつり

I did+I will
作詞：安藤紗々、作曲：gen・伊藤“三代”タカシ、編曲：gen
収録作品
- GAME VERSION
  - アイドルマスター ミリオンライブ！ シアターデイズ - イベント楽曲

収録CD
- THE IDOLM@STER MILLION THE@TER GENERATION 15 Jelly PoP Beans
  - I did+I will - 歌：Jelly PoP Beans

- THE IDOLM@STER LIVE THE@TER SOLO COLLECTION 08 Fairy Stars
  - I did+I will - 歌：舞浜歩

- THE IDOLM@STER LIVE THE@TER SOLO COLLECTION 11 Fairy Stars
  - I did+I will - 歌：永吉昴

Get lol! Get lol! SONG
作詞：松井洋平、作曲・編曲：AstroNoteS
収録作品
- GAME VERSION
  - アイドルマスター ミリオンライブ！ シアターデイズ - イベント楽曲

収録CD
- THE IDOLM@STER MILLION THE@TER GENERATION 16 ピコピコプラネッツ
  - Get lol! Get lol! SONG - 歌：ピコピコプラネッツ

- THE IDOLM@STER LIVE THE@TER SOLO COLLECTION 08 Angel Stars
  - Get lol! Get lol! SONG - 歌：木下ひなた

- THE IDOLM@STER LIVE THE@TER SOLO COLLECTION 09 Angel Stars
  - Get lol! Get lol! SONG - 歌：望月杏奈

ギブミーメタファー
作詞：真崎エリカ、作曲・編曲：田中俊亮
収録作品
- GAME VERSION
  - アイドルマスター ミリオンライブ！ シアターデイズ - イベント楽曲

収録CD
- THE IDOLM@STER MILLION THE@TER GENERATION 17 STAR ELEMENTS
  - ギブミーメタファー - 歌：STAR ELEMENTS

- THE IDOLM@STER LIVE THE@TER SOLO COLLECTION 08 Princess Stars
  - ギブミーメタファー - 歌：春日未来

- THE IDOLM@STER LIVE THE@TER SOLO COLLECTION 09 Princess Stars
  - ギブミーメタファー - 歌：田中琴葉

- THE IDOLM@STER LIVE THE@TER SOLO COLLECTION 11 Princess Stars
  - ギブミーメタファー - 歌：矢吹可奈

#### 『M@STER SPARKLE』収録曲
ローリング△さんかく
作詞：安藤紗々、作曲・編曲：松坂康司
周防桃子のソロ曲。
収録作品
- GAME VERSION
  - アイドルマスター ミリオンライブ！ シアターデイズ - 条件を満たすと使用可能

収録CD
- THE IDOLM@STER MILLION LIVE! M@STER SPARKLE 01
  - ローリング△さんかく - 歌：周防桃子

地球儀にない国
作詞：森由里子、作曲：佐藤純一（fhána）、編曲：saga yuxuki（fhána）
七尾百合子のソロ曲。
収録作品
- GAME VERSION
  - アイドルマスター ミリオンライブ！ シアターデイズ - 条件を満たすと使用可能

収録CD
- THE IDOLM@STER MILLION LIVE! M@STER SPARKLE 01
  - 地球儀にない国 - 歌：七尾百合子

- THE IDOLM@STER MILLION LIVE! THEATER DAYS Brand New Song 1巻 特別版オリジナルCD
  - 地球儀にない国 -Live Sound Mix- - 歌：七尾百合子

祈りの羽根
作詞：rino、作曲・編曲：EFFY
豊川風花のソロ曲。
収録作品
- GAME VERSION
  - アイドルマスター ミリオンライブ！ シアターデイズ - 条件を満たすと使用可能

収録CD
- THE IDOLM@STER MILLION LIVE! M@STER SPARKLE 01
  - 祈りの羽根 - 歌：豊川風花

未来系ドリーマー
作詞：唐沢美帆、作曲・編曲：板垣祐介
春日未来のソロ曲。
収録作品
- GAME VERSION
  - アイドルマスター ミリオンライブ！ シアターデイズ - 条件を満たすと使用可能

収録CD
- THE IDOLM@STER MILLION LIVE! M@STER SPARKLE 01
  - 未来系ドリーマー - 歌：春日未来

プリンセス・アラモード
作詞・作曲：松井洋平、作曲・編曲：AstroNoteS
徳川まつりのソロ曲。
収録CD
- THE IDOLM@STER MILLION LIVE! M@STER SPARKLE 02
  - プリンセス・アラモード - 歌：徳川まつり

HOME RUN SONG♪
作詞：結城アイラ、作曲・編曲：中土智博
永吉昴のソロ曲。
収録CD
- THE IDOLM@STER MILLION LIVE! M@STER SPARKLE 02
  - HOME RUN SONG♪ - 歌：永吉昴

ロケットスター☆
作詞：真崎エリカ、作曲・編曲：本多友紀（Arte Refact）
伊吹翼のソロ曲。
収録作品
- GAME VERSION
  - アイドルマスター ミリオンライブ！ シアターデイズ - 条件を満たすと使用可能

収録CD
- THE IDOLM@STER MILLION LIVE! M@STER SPARKLE 02
  - ロケットスター☆ - 歌：伊吹翼

CAT CROSSING
作詞：中村彼方、作曲：中野ゆう、編曲：EFFY
北沢志保のソロ曲。
収録CD
- THE IDOLM@STER MILLION LIVE! M@STER SPARKLE 02
  - CAT CROSSING - 歌：北沢志保

Come on a Tea Party!
作詞：中村彼方、作曲・編曲：光増ハジメ
箱崎星梨花のソロ曲。
収録作品
- GAME VERSION
  - アイドルマスター ミリオンライブ！ シアターデイズ - 条件を満たすと使用可能

収録CD
- THE IDOLM@STER MILLION LIVE! M@STER SPARKLE 03
  - Come on a Tea Party! - 歌：箱崎星梨花

満腹至極フルコォス
作詞：安藤紗々、作曲・編曲：ラムシーニ
佐竹美奈子のソロ曲。
収録CD
- THE IDOLM@STER MILLION LIVE! M@STER SPARKLE 03
  - 満腹至極フルコォス - 歌：佐竹美奈子

Only One Second
作詞：松井洋平、作曲：石谷桂亮、編曲：遠藤直弥・石谷桂亮
高山紗代子のソロ曲。
収録作品
- GAME VERSION
  - アイドルマスター ミリオンライブ！ シアターデイズ - 条件を満たすと使用可能

収録CD
- THE IDOLM@STER MILLION LIVE! M@STER SPARKLE 03
  - Only One Second - 歌：高山紗代子

To...
作詞・作曲・編曲：KOH
馬場このみのソロ曲。
収録CD
- THE IDOLM@STER MILLION LIVE! M@STER SPARKLE 03
  - To... - 歌：馬場このみ

SING MY SONG
作詞：松井洋平、作曲・編曲：黒須克彦
最上静香のソロ曲。
収録作品
- GAME VERSION
  - アイドルマスター ミリオンライブ！ シアターデイズ - 条件を満たすと使用可能

収録CD
- THE IDOLM@STER MILLION LIVE! M@STER SPARKLE 03
  - SING MY SONG - 歌：最上静香

AIKANE?
作詞・作曲：ZAQ、編曲：CMJK
野々原茜のソロ曲。
収録作品
- GAME VERSION
  - アイドルマスター ミリオンライブ！ シアターデイズ - 条件を満たすと使用可能

収録CD
- THE IDOLM@STER MILLION LIVE! M@STER SPARKLE 04
  - AIKANE? - 歌：野々原茜

スポーツ！ スポーツ！ スポーツ！
作詞・作曲：前山田健一、編曲：サイトウヨシヒロ
高坂海美のソロ曲。
収録作品
- GAME VERSION
  - アイドルマスター ミリオンライブ！ シアターデイズ - 条件を満たすと使用可能

収録CD
- THE IDOLM@STER MILLION LIVE! M@STER SPARKLE 04
  - スポーツ！ スポーツ！ スポーツ！ - 歌：高坂海美

ART NEEDS HEART BEATS
作詞：松井洋平　作曲・編曲：AstroNoteS
ロコのソロ曲。
収録作品
- GAME VERSION
  - アイドルマスター ミリオンライブ！ シアターデイズ - 条件を満たすと使用可能

収録CD
- THE IDOLM@STER MILLION LIVE! M@STER SPARKLE 04
  - ART NEEDS HEART BEATS - 歌：ロコ

ENTER→PLEASURE
作詞：真崎エリカ、作曲：原田篤（Arte Refact）、編曲：脇眞富（Arte Refact）
望月杏奈のソロ曲。
収録作品
- GAME VERSION
  - アイドルマスター ミリオンライブ！ シアターデイズ - 条件を満たすと使用可能

収録CD
- THE IDOLM@STER MILLION LIVE! M@STER SPARKLE 04
  - ENTER→PLEASURE - 歌：望月杏奈

あめにうたおう♪
作詞：安藤紗々、作曲：久澄春人、編曲：福富雅之
矢吹可奈のソロ曲。
収録作品
- GAME VERSION
  - アイドルマスター ミリオンライブ！ シアターデイズ - 条件を満たすと使用可能

収録CD
- THE IDOLM@STER MILLION LIVE! M@STER SPARKLE 04
  - あめにうたおう♪ - 歌：矢吹可奈

Border LINE→→→♡
作詞：唐沢美帆、作曲・編曲：睦月周平
百瀬莉緒のソロ曲。
収録作品
- GAME VERSION
  - アイドルマスター ミリオンライブ！ シアターデイズ - 条件を満たすと使用可能

収録CD
- THE IDOLM@STER MILLION LIVE! M@STER SPARKLE 05
  - Border LINE→→→♡ - 歌：百瀬莉緒

ふわりずむ
作詞：rino、作曲・編曲：渡部チェル
宮尾美也のソロ曲。
収録CD
- THE IDOLM@STER MILLION LIVE! M@STER SPARKLE 05
  - ふわりずむ - 歌：宮尾美也

たんけんぼうけん☆ハイホー隊
作詞：藤本記子、作曲：本多友紀 (Arte Refact)、編曲：酒井拓也 (Arte Refact)
大神環のソロ曲。
収録作品
- GAME VERSION
  - アイドルマスター ミリオンライブ！ シアターデイズ - 条件を満たすと使用可能

収録CD
- THE IDOLM@STER MILLION LIVE! M@STER SPARKLE 05
  - たんけんぼうけん☆ハイホー隊 - 歌：大神環

Silent Joker
作詞：中村彼方、作曲・編曲：ANCHOR
真壁瑞希のソロ曲。
収録作品
- GAME VERSION
  - アイドルマスター ミリオンライブ！ シアターデイズ - 条件を満たすと使用可能

収録CD
- THE IDOLM@STER MILLION LIVE! M@STER SPARKLE 05
  - Silent Joker - 歌：真壁瑞希

はなしらべ
作詞・作曲：藤本記子、編曲：福富雅之
エミリー＝スチュアートのソロ曲。
収録作品
- GAME VERSION
  - アイドルマスター ミリオンライブ！ シアターデイズ - 条件を満たすと使用可能

収録CD
- THE IDOLM@STER MILLION LIVE! M@STER SPARKLE 05
  - はなしらべ - 歌：エミリー＝スチュアート

WE ARE ONE!!
作詞・作曲：藤本記子（Nostalgic Orchestra）、編曲：福富雅之（Nostalgic Orchestra）
福田のり子のソロ曲。
収録作品
- GAME VERSION
  - アイドルマスター ミリオンライブ！ シアターデイズ - 条件を満たすと使用可能

収録CD
- THE IDOLM@STER MILLION LIVE! M@STER SPARKLE 06
  - WE ARE ONE!! - 歌：福田のり子

Home is a coming now!
作詞：伊福部崇、作曲・編曲：伊藤賢
横山奈緖のソロ曲。
収録作品
- GAME VERSION
  - アイドルマスター ミリオンライブ！ シアターデイズ - 条件を満たすと使用可能

収録CD
- THE IDOLM@STER MILLION LIVE! M@STER SPARKLE 06
  - Home is a coming now! - 歌：横山奈緖

Oli Oli DISCO
作詞：真崎エリカ、作曲・編曲：Shinnosuke
舞浜歩のソロ曲。
収録CD
- THE IDOLM@STER MILLION LIVE! M@STER SPARKLE 06
  - Oli Oli DISCO - 歌：舞浜歩

ムーンゴールド
作詞：中村彼方、作曲・編曲：松田彬人
二階堂千鶴のソロ曲。
収録作品
- GAME VERSION
  - アイドルマスター ミリオンライブ！ シアターデイズ - 条件を満たすと使用可能

収録CD
- THE IDOLM@STER MILLION LIVE! M@STER SPARKLE 06
  - ムーンゴールド - 歌：二階堂千鶴

スタートリップ
作詞：きみコ、作曲：ハヤシケイ、編曲：ササキジュン
ジュリアのソロ曲。
収録CD
- THE IDOLM@STER MILLION LIVE! M@STER SPARKLE 06
  - スタートリップ - 歌：ジュリア

- THE IDOLM@STER MILLION LIVE! Blooming Clover 8巻 特別版オリジナルCD
  - スタートリップ - 歌：ジュリア・二階堂千鶴・箱崎星梨花

Take! 3.2.1.→S・P・A・C・E↑↑
作詞：松井洋平、作曲・編曲：Astro NoteS
松田亜利沙のソロ曲。
タイトルの読みは「テイク ミー トゥ ザ スペース」。
収録作品
- GAME VERSION
  - アイドルマスター ミリオンライブ！ シアターデイズ - 条件を満たすと使用可能

収録CD
- THE IDOLM@STER MILLION LIVE! M@STER SPARKLE 07
  - Take! 3.2.1.→S・P・A・C・E↑↑ - 歌：松田亜利沙

ときどきシーソー
作詞：真崎エリカ、作曲・編曲：原田篤（Arte Refact）
中谷育のソロ曲。
収録作品
- GAME VERSION
  - アイドルマスター ミリオンライブ！ シアターデイズ - 条件を満たすと使用可能

収録CD
- THE IDOLM@STER MILLION LIVE! M@STER SPARKLE 07
  - ときどきシーソー - 歌：中谷育

スノウレター
作詞：藤本記子（Nostalgic Orchestra）、作曲：岩瀬賢明（とけた電球）、編曲：福富雅之（Nostalgic Orchestra）
木下ひなたのソロ曲。
収録作品
- GAME VERSION
  - アイドルマスター ミリオンライブ！ シアターデイズ - 条件を満たすと使用可能

収録CD
- THE IDOLM@STER MILLION LIVE! M@STER SPARKLE 07
  - スノウレター - 歌：木下ひなた

教えてlast note…
作詞：安藤紗々、作曲・編曲：奈須野新平
篠宮可憐のソロ曲。
収録作品
- GAME VERSION
  - アイドルマスター ミリオンライブ！ シアターデイズ - 条件を満たすと使用可能

収録CD
- THE IDOLM@STER MILLION LIVE! M@STER SPARKLE 07
  - 教えてlast note… - 歌：篠宮可憐

Hearty!!
作詞：藤本記子（Nostalgic Orchestra）、作曲・編曲：増谷賢
所恵美のソロ曲。
収録CD
- THE IDOLM@STER MILLION LIVE! M@STER SPARKLE 07
  - Hearty!! - 歌：所恵美

シャクネツのパレード
作詞：安藤紗々、作曲・編曲：ラムシーニ
島原エレナのソロ曲。
収録作品
- GAME VERSION
  - アイドルマスター ミリオンライブ！ シアターデイズ - 条件を満たすと使用可能

収録CD
- THE IDOLM@STER MILLION LIVE! M@STER SPARKLE 08
  - シャクネツのパレード - 歌：島原エレナ

空に手が触れる場所
作詞：真崎エリカ、作曲・編曲：矢鴇つかさ（Arte Refact）
北上麗花のソロ曲。
収録作品
- GAME VERSION
  - アイドルマスター ミリオンライブ！ シアターデイズ - 条件を満たすと使用可能

収録CD
- THE IDOLM@STER MILLION LIVE! M@STER SPARKLE 08
  - 空に手が触れる場所 - 歌：北上麗花

Sister
作詞・作曲：小岩井ことり、編曲：KOHTA YAMAMOTO
天空橋朋花のソロ曲。
収録作品
- GAME VERSION
  - アイドルマスター ミリオンライブ！ シアターデイズ - 条件を満たすと使用可能

収録CD
- THE IDOLM@STER MILLION LIVE! M@STER SPARKLE 08
  - Sister - 歌：天空橋朋花

シルエット
作詞：きみこ、作曲・編曲：山口朗彦
田中琴葉のソロ曲。
収録作品
- GAME VERSION
  - アイドルマスター ミリオンライブ！ シアターデイズ - 条件を満たすと使用可能

収録CD
- THE IDOLM@STER MILLION LIVE! M@STER SPARKLE 08
  - シルエット - 歌：田中琴葉

#### 『MILLION THE@TER WAVE』収録曲
囚われのTea Time
作詞：島みやえい子、作曲・編曲：大和
収録CD
- THE IDOLM@STER MILLION THE@TER WAVE 02 Chrono-Lexica
  - 囚われのTea Time - 歌：Chrono-Lexica

- THE IDOLM@STER LIVE THE@TER SOLO COLLECTION 08 Fairy Stars
  - 囚われのTea Time - 歌：永吉昴

- THE IDOLM@STER LIVE THE@TER SOLO COLLECTION 12 Angel Stars
  - 囚われのTea Time - 歌：望月杏奈

Dreamy Dream
作詞・作曲・編曲：OSTER project
収録CD
- THE IDOLM@STER MILLION THE@TER WAVE 03 Xs
  - Dreamy Dream - 歌：Xs

夜と、明かりと。
作詞・作曲：櫻澤ヒカル、編曲：白戸佑輔
収録CD
- THE IDOLM@STER MILLION THE@TER WAVE 04 Sherry 'n Cherry
  - 夜と、明かりと。 - 歌：Sherry 'n Cherry

- THE IDOLM@STER LIVE THE@TER SOLO COLLECTION 08 Fairy Stars
  - 夜と、明かりと。 - 歌：百瀬莉緒

DEpArture from THe life
作詞：モリタコータ、作曲・編曲：小高光太郎
収録CD
- THE IDOLM@STER MILLION THE@TER WAVE 05 ARCANA
  - DEpArture from THe life - 歌：ARCANA

- THE IDOLM@STER LIVE THE@TER SOLO COLLECTION 10 765PRO ALLSTARS
  - DEpArture from THe life - 歌：三浦あずさ

矛盾の月
作詞・作曲：藤本記子、編曲：福富雅之
収録CD
- THE IDOLM@STER MILLION THE@TER WAVE 06 花咲夜
  - 矛盾の月 - 歌：花咲夜

- THE IDOLM@STER LIVE THE@TER SOLO COLLECTION 08 Fairy Stars
  - 矛盾の月 - 歌：白石紬

- THE IDOLM@STER LIVE THE@TER SOLO COLLECTION 09 Fairy Stars
  - 矛盾の月 - 歌：天空橋朋花

Hang In There!
作詞：MEG.ME、作曲・編曲：塚田耕平
収録CD
- THE IDOLM@STER MILLION THE@TER WAVE 07 Jus-2-Mint
  - Hang In There! - 歌：Jus-2-Mint

- THE IDOLM@STER LIVE THE@TER SOLO COLLECTION 08 Princess Stars
  - Hang In There! - 歌：横山奈緒

- THE IDOLM@STER LIVE THE@TER SOLO COLLECTION 09 Princess Stars
  - Hang In There! - 歌：佐竹美奈子

My Evolution
作詞：辻純更、作曲・編曲：ラムシーニ
収録CD
- THE IDOLM@STER MILLION THE@TER WAVE 08 miraclesonic☆expassion
  - My Evolution - 歌：miraclesonic☆expassion

- THE IDOLM@STER LIVE THE@TER SOLO COLLECTION 12 Fairy Stars
  - My Evolution - 歌：舞浜歩

旅立ちのコンパス
作詞：中原徹也、作曲・編曲：早川博隆・半田彬倫
収録CD
- THE IDOLM@STER MILLION THE@TER WAVE 09 Fleuranges
  - 旅立ちのコンパス - 歌：Fleuranges

- THE IDOLM@STER LIVE THE@TER SOLO COLLECTION 09 Angel Stars
  - 旅立ちのコンパス - 歌：木下ひなた

- THE IDOLM@STER LIVE THE@TER SOLO COLLECTION 12 Angel Stars
  - 旅立ちのコンパス - 歌：箱崎星梨花

星宙のVoyage
作詞：佐藤厚仁（Dream Monster）、作曲：本田正樹（Dream Monster）、編曲：椿山日南子（Dream Monster）
収録CD
- THE IDOLM@STER MILLION THE@TER WAVE 11 オペラセリア・煌輝座
  - 星宙のVoyage - 歌：オペラセリア・煌輝座

- THE IDOLM@STER LIVE THE@TER SOLO COLLECTION 11 Angel Stars
  - 星宙のVoyage - 歌：桜守歌織

VIVA☆アクアリズム
作詞・作曲：宮崎まゆ、編曲：賀佐泰洋
収録CD
- THE IDOLM@STER MILLION THE@TER WAVE 12 ダイヤモンドダイバー◇
  - VIVA☆アクアリズム - 歌：ダイヤモンドダイバー◇

ライラックにつつまれて
作詞・作曲・編曲：三好啓太
収録CD
- THE IDOLM@STER MILLION THE@TER WAVE 13 TIntMe!
  - ライラックにつつまれて - 歌：TIntMe!

- THE IDOLM@STER LIVE THE@TER SOLO COLLECTION 09 Angel Stars
  - ライラックに包まれて - 歌：大神環

フシギトラベラー
作詞・作曲・編曲：木下龍平
収録CD
- THE IDOLM@STER MILLION THE@TER WAVE 14 TRICK&TREAT
  - フシギトラベラー - 歌：TRICK&TREAT

- THE IDOLM@STER LIVE THE@TER SOLO COLLECTION 09 Angel Stars
  - フシギトラベラー - 歌：野々原茜

- THE IDOLM@STER LIVE THE@TER SOLO COLLECTION 11 Angel Stars
  - フシギトラベラー - 歌：北上麗花

Paradox of LOVE
作詞：小松レナ、作曲：BOUNCEBACK、編曲：清水武仁
収録CD
- THE IDOLM@STER MILLION THE@TER WAVE 15 chicAAmor
  - Paradox of LOVE - 歌：chicAAmor

- THE IDOLM@STER LIVE THE@TER SOLO COLLECTION 11 Fairy Stars
  - Paradox of LOVE - 歌：ジュリア

- THE IDOLM@STER LIVE THE@TER SOLO COLLECTION 12 Princess Stars
  - Paradox of LOVE - 歌：高山紗代子

パンとフィルム
作詞・編曲：佐高陵平(Hifumi,inc.)、作曲：齋藤大(Hifumi,inc.)
収録CD
- THE IDOLM@STER MILLION THE@TER WAVE 16 ≡君彩≡
  - パンとフィルム - 歌：≡君彩≡

- THE IDOLM@STER LIVE THE@TER SOLO COLLECTION 09 Fairy Stars
  - パンとフィルム - 歌：所恵美

- THE IDOLM@STER LIVE THE@TER SOLO COLLECTION 11 Princess Stars
  - パンとフィルム - 歌：松田亜利沙

- THE IDOLM@STER LIVE THE@TER SOLO COLLECTION 12 Princess Stars
  - パンとフィルム - 歌：矢吹可奈

ウェイ・ダ・アイドル
作詞：松井洋平、作曲・編曲：フワリ(Dream Monster)
収録CD
- THE IDOLM@STER MILLION THE@TER WAVE 17 ARMooo
  - ウェイ・ダ・アイドル - 歌：ARMooo

Be proud
作詞：唐沢美帆、作曲・編曲：高田暁
収録CD
- THE IDOLM@STER MILLION THE@TER WAVE 18 ストロベリーポップムーン
  - Be proud - 歌：ストロベリーポップムーン

- THE IDOLM@STER LIVE THE@TER SOLO COLLECTION 09 Fairy Stars
  - Be proud - 歌：最上静香

- THE IDOLM@STER LIVE THE@TER SOLO COLLECTION 12 Angel Stars
  - Be proud - 歌：伊吹翼

#### 『ZWEIGLANZ アライアンス・スターダスト』収録曲
Shine My Way
作詞：霜月はるか、作曲・編曲：白澤亮(ノイジークローク)
収録CD
- ZWEIGLANZ アライアンス・スターダスト
  - Shine My Way - 歌：ZWEIGLANZ

#### 『聖ミリオン女学園』収録曲
聖ミリオン女学園校歌
作詞：真崎エリカ、作曲・編曲：原田篤(Arte Refact)
『シアターデイズ』アドバンストコミュ「聖ミリオン女学園～神様の贈り物～」主題歌。
収録CD
- THE IDOLM@STER MILLION LIVE! 聖ミリオン女学園
  - 聖ミリオン女学園校歌 - 歌：永吉昴・如月千早・篠宮可憐

- THE IDOLM@STER LIVE THE@TER SOLO COLLECTION 11 Angel Stars
  - 聖ミリオン女学園校歌 - 歌：篠宮可憐

#### 『M@STER SPARKLE 2』収録曲
アロー彗星
作詞：きみコ、作曲：きみコ・佐々木淳、編曲：佐々木淳
ジュリアのソロ曲。
収録作品
- GAME VERSION
  - アイドルマスター ミリオンライブ！ シアターデイズ - 条件を満たすと使用可能

収録CD
- THE IDOLM@STER MILLION LIVE! M@STER SPARKLE 2 01
  - アロー彗星 - 歌：ジュリア

Purple Sky
作詞：山本メーコ(Hifumi,inc.)、作曲：櫻澤ヒカル(Hifumi,inc.)、編曲：古峰拓真(Hifumi,inc.)
北沢志保のソロ曲。
収録CD
- THE IDOLM@STER MILLION LIVE! M@STER SPARKLE 2 01
  - Purple Sky - 歌：北沢志保

K・A・W・A・I・I of the WORLD！
作詞：松井洋平、作曲・編曲：板垣祐介
野々原茜のソロ曲。
収録CD
- THE IDOLM@STER MILLION LIVE! M@STER SPARKLE 2 01
  - K・A・W・A・I・I of the WORLD！ - 歌：野々原茜

あたためますか？
作詞：安藤紗々、作曲・編曲：小野寺祐輔
佐竹美奈子のソロ曲。
収録CD
- THE IDOLM@STER MILLION LIVE! M@STER SPARKLE 2 01
  - あたためますか？ - 歌：佐竹美奈子

HAPPY♪STEPPING!!DREAMING☆
作詞：KOH、作曲・編曲：新田目翔
天海春香のソロ曲。
収録CD
- THE IDOLM@STER MILLION LIVE! M@STER SPARKLE 2 01
  - HAPPY♪STEPPING!!DREAMING☆ - 歌：天海春香

ピカリピックアップ！
作詞：松井洋平、作曲・編曲：AstroNoteS
高槻やよいのソロ曲。
収録CD
- THE IDOLM@STER MILLION LIVE! M@STER SPARKLE 2 02
  - ピカリピックアップ！ - 歌：高槻やよい

勇気のfragrance
作詞：陽茉莉-himari- (Hifumi,inc.)、作曲・編曲：齋藤大 (Hifumi,inc.)
篠宮可憐のソロ曲。
収録作品
- GAME VERSION
  - アイドルマスター ミリオンライブ！ シアターデイズ - 条件を満たすと使用可能

収録CD
- THE IDOLM@STER MILLION LIVE! M@STER SPARKLE 2 02
  - 勇気のfragrance - 歌：篠宮可憐

キミが真ん中にいた
作詞：Junxix. （LIVE LAB.）、作曲：秋葉広大 （LIVE LAB.）、編曲：村田祐一 （LIVE LAB.）
中谷育のソロ曲。
収録CD
- THE IDOLM@STER MILLION LIVE! M@STER SPARKLE 2 02
  - キミが真ん中にいた - 歌：中谷育

アイドルは、かく語りき
作詞・作曲・編曲：ZAQ
松田亜利沙のソロ曲。
収録CD
- THE IDOLM@STER MILLION LIVE! M@STER SPARKLE 2 02
  - アイドルは、かく語りき - 歌：松田亜利沙

君に映るポートレイト
作詞：こだまさおり、作曲・編曲：長根博史・石倉誉之
如月千早のソロ曲。
収録CD
- THE IDOLM@STER MILLION LIVE! M@STER SPARKLE 2 02
  - 君に映るポートレイト - 歌：如月千早

Dual Style Idol
作詞：藤本記子、作曲：山田飛鳥（Arte Refact）、編曲：矢鴇つかさ (Arte Refact)
舞浜歩のソロ曲。
収録CD
- THE IDOLM@STER MILLION LIVE! M@STER SPARKLE 2 02
  - Dual Style Idol - 歌：舞浜歩

恋のWa・Wo・N
作詞：中村彼方、作曲・編曲：大久保薫
七尾百合子のソロ曲。
収録CD
- THE IDOLM@STER MILLION LIVE! M@STER SPARKLE 2 03
  - 恋のWa・Wo・N - 歌：七尾百合子

ゆえに…なんです
作詞・作曲・編曲：佐高陵平 (Hifumi,inc.)
真壁瑞希のソロ曲。
収録CD
- THE IDOLM@STER MILLION LIVE! M@STER SPARKLE 2 03
  - ゆえに…なんです - 歌：真壁瑞希

ハッピーマイガーデン
作詞・作曲・編曲：木下龍平
木下ひなたのソロ曲。
収録CD
- THE IDOLM@STER MILLION LIVE! M@STER SPARKLE 2 03
  - ハッピーマイガーデン - 歌：木下ひなた

きみがくれた言葉があるから
作詞：松井洋平、作曲・編曲：中沢伴行
福田のり子のソロ曲。
収録作品
- GAME VERSION
  - アイドルマスター ミリオンライブ！ シアターデイズ - 条件を満たすと使用可能

収録CD
- THE IDOLM@STER MILLION LIVE! M@STER SPARKLE 2 03
  - きみがくれた言葉があるから - 歌：福田のり子

セピアカラフル
作詞：真崎エリカ、作曲：本多友紀 (Arte Refact)、編曲：脇眞富 (Arte Refact)
菊地真のソロ曲。
収録作品
- GAME VERSION
  - アイドルマスター ミリオンライブ！ シアターデイズ - 条件を満たすと使用可能

収録CD
- THE IDOLM@STER MILLION LIVE! M@STER SPARKLE 2 03
  - セピアカラフル - 歌：菊地真

DATE PARADE!
作詞：松井洋平、作曲・編曲：Neko Hacker
星井美希のソロ曲。
収録作品
- GAME VERSION
  - アイドルマスター ミリオンライブ！ シアターデイズ - 条件を満たすと使用可能

収録CD
- THE IDOLM@STER MILLION LIVE! M@STER SPARKLE 2 04
  - DATE PARADE! - 歌：星井美希

週末だけのハーレクイン
作詞：唐沢美帆、作曲・編曲：板垣祐介
百瀬莉緒のソロ曲。
収録CD
- THE IDOLM@STER MILLION LIVE! M@STER SPARKLE 2 04
  - 週末だけのハーレクイン - 歌：百瀬莉緒

グローインミュージック！
作詞：こだまさおり、作曲・編曲：山口朗彦
矢吹可奈のソロ曲。
収録CD
- THE IDOLM@STER MILLION LIVE! M@STER SPARKLE 2 04
  - グローインミュージック！ - 歌：矢吹可奈

折紙物語
作詞：中村彼方、作曲・編曲：グシミヤギヒデユキ
白石紬のソロ曲。
収録作品
- GAME VERSION
  - アイドルマスター ミリオンライブ！ シアターデイズ - 条件を満たすと使用可能

収録CD
- THE IDOLM@STER MILLION LIVE! M@STER SPARKLE 2 04
  - 折紙物語 - 歌：白石紬

絵羽模様
作詞：真崎エリカ、作曲：早川博隆、編曲：柿迫ヒカル・早川博隆
エミリー＝スチュアートのソロ曲。
収録作品
- GAME VERSION
  - アイドルマスター ミリオンライブ！ シアターデイズ - 条件を満たすと使用可能

収録CD
- THE IDOLM@STER MILLION LIVE! M@STER SPARKLE 2 04
  - 絵羽模様 - 歌：エミリー＝スチュアート

Cross the future
作詞・作曲・編曲：橘亮佑・篠崎あやと
最上静香のソロ曲。
収録CD
- THE IDOLM@STER MILLION LIVE! M@STER SPARKLE 2 05
  - Cross the future - 歌：最上静香

プルメリアの花
作詞・作曲・編曲：XELIK
萩原雪歩のソロ曲。
収録CD
- THE IDOLM@STER MILLION LIVE! M@STER SPARKLE 2 05
  - プルメリアの花 - 歌：萩原雪歩

Collier De Perles
作詞・作曲・編曲：CMJK
二階堂千鶴のソロ曲。
収録CD
- THE IDOLM@STER MILLION LIVE! M@STER SPARKLE 2 05
  - Collier De Perles - 歌：二階堂千鶴

Beautiful Believer
作詞：MEG.ME、作曲・編曲：GRP・NIYA
所恵美のソロ曲。
収録CD
- THE IDOLM@STER MILLION LIVE! M@STER SPARKLE 2 05
  - Beautiful Believer - 歌：所恵美

裏表深層心理
作詞：KOH、作曲・編曲：グシミヤギヒデユキ (Hifumi,inc.)
豊川風花のソロ曲。
収録CD
- THE IDOLM@STER MILLION LIVE! M@STER SPARKLE 2 05
  - 裏表深層心理 - 歌：豊川風花

ユニーク・スター・プレイヤー！
作詞：松井洋平、作曲・編曲：AstroNoteS
双海真美のソロ曲。
収録CD
- THE IDOLM@STER MILLION LIVE! M@STER SPARKLE 2 06
  - ユニーク・スター・プレイヤー！ - 歌：双海真美

わたしルネサンス
作詞：ZAQ、作曲・編曲：白戸佑輔
ロコのソロ曲。
収録CD
- THE IDOLM@STER MILLION LIVE! M@STER SPARKLE 2 06
  - わたしルネサンス - 歌：ロコ

交わる季節
作詞・作曲・編曲：in the blue shirt
四条貴音のソロ曲。
収録CD
- THE IDOLM@STER MILLION LIVE! M@STER SPARKLE 2 06
  - 交わる季節 - 歌：四条貴音

泣き空、のち
作詞：こだまさおり、作曲・編曲：清水哲平
伊吹翼のソロ曲。
収録CD
- THE IDOLM@STER MILLION LIVE! M@STER SPARKLE 2 06
  - 泣き空、のち - 歌：伊吹翼

シャル・ウィー・ダンス？
作詞：松井洋平、作曲：廣中トキワ、編曲：家原正樹
徳川まつりのソロ曲。
収録作品
- GAME VERSION
  - アイドルマスター ミリオンライブ！ シアターデイズ - 条件を満たすと使用可能

収録CD
- THE IDOLM@STER MILLION LIVE! M@STER SPARKLE 2 06
  - シャル・ウィー・ダンス？ - 歌：徳川まつり

Moonrise Belief
作詞：真崎エリカ、作曲・編曲：大和
天空橋朋花のソロ曲。
収録CD
- THE IDOLM@STER MILLION LIVE! M@STER SPARKLE 2 06
  - Moonrise Belief - 歌：天空橋朋花

Play GO! Round
作詞・作曲・編曲：藤井健太郎(HANO)
大神環のソロ曲。
収録CD
- THE IDOLM@STER MILLION LIVE! M@STER SPARKLE 2 07
  - Play GO! Round - 歌：大神環

Super Funky Piece!!
作詞・作曲・編曲：ダンス☆マン
我那覇響のソロ曲。
収録CD
- THE IDOLM@STER MILLION LIVE! M@STER SPARKLE 2 07
  - Super Funky Piece!! - 歌：我那覇響

it's me
作詞・作曲・編曲：KOH
馬場このみのソロ曲。
収録作品
- GAME VERSION
  - アイドルマスター ミリオンライブ！ シアターデイズ - 条件を満たすと使用可能

収録CD
- THE IDOLM@STER MILLION LIVE! M@STER SPARKLE 2 07
  - it's me - 歌：馬場このみ

パーフェクトゲーム
作詞・作曲・編曲：重永亮介
永吉昴のソロ曲。
収録作品
- GAME VERSION
  - アイドルマスター ミリオンライブ！ シアターデイズ - 条件を満たすと使用可能

収録CD
- THE IDOLM@STER MILLION LIVE! M@STER SPARKLE 2 07
  - パーフェクトゲーム - 歌：永吉昴

しあわせエンドロール
作詞：唐沢美帆、作曲・編曲：原田篤（Arte Refact）
春日未来のソロ曲。
収録CD
- THE IDOLM@STER MILLION LIVE! M@STER SPARKLE 2 07
  - しあわせエンドロール - 歌：春日未来

美！美！美！ビルドUP!!
作詞：KOH、作曲・編曲：炭竃智弘
高坂海美のソロ曲。
収録CD
- THE IDOLM@STER MILLION LIVE! M@STER SPARKLE 2 08
  - 美！美！美！ビルドUP!! - 歌：高坂海美

Contrastet
作詞：藤本記子、作曲・編曲：松田彬人
桜守歌織のソロ曲。
収録作品
- GAME VERSION
  - アイドルマスター ミリオンライブ！ シアターデイズ - 条件を満たすと使用可能

収録作品
- GAME VERSION
  - アイドルマスター ミリオンライブ！ シアターデイズ - 条件を満たすと使用可能

収録CD
- THE IDOLM@STER MILLION LIVE! M@STER SPARKLE 2 08
  - Contrastet - 歌：桜守歌織

オン・ステージ・プレーヤー！
作詞：松井洋平、作曲・編曲：AstroNoteS
双海亜美のソロ曲。
収録CD
- THE IDOLM@STER MILLION LIVE! M@STER SPARKLE 2 08
  - オン・ステージ・プレーヤー！ - 歌：双海亜美

愛のMagic! Once Again!
作詞・作曲・編曲：m.c.A・T
島原エレナのソロ曲。
収録CD
- THE IDOLM@STER MILLION LIVE! M@STER SPARKLE 2 08
  - 愛のMagic! Once Again! - 歌：島原エレナ

ピンクローズアプローズ
作詞：mekakushe、作曲・編曲：佐高陵平（Hifumi,inc.）
水瀬伊織のソロ曲。
収録CD
- THE IDOLM@STER MILLION LIVE! M@STER SPARKLE 2 08
  - ピンクローズアプローズ - 歌：水瀬伊織

稲妻スピリット
作詞：nobara kaede、作曲・編曲：石井健太郎
横山奈緒のソロ曲。
収録CD
- THE IDOLM@STER MILLION LIVE! M@STER SPARKLE 2 09
  - 稲妻スピリット - 歌：横山奈緒

Walking on the Square
作詞：松井洋平、作曲・編曲：藤原彩豊
宮尾美也のソロ曲。
収録CD
- THE IDOLM@STER MILLION LIVE! M@STER SPARKLE 2 09
  - Walking on the Square - 歌：宮尾美也

きまぐれユモレスク
作詞・作曲：mekakushe、編曲：tomggg
箱崎星梨花のソロ曲。
収録CD
- THE IDOLM@STER MILLION LIVE! M@STER SPARKLE 2 09
  - きまぐれユモレスク - 歌：箱崎星梨花

I Do
作詞：MEG.ME、作曲：GRP・MEG.ME　編曲：GRP
三浦あずさのソロ曲。
収録CD
- THE IDOLM@STER MILLION LIVE! M@STER SPARKLE 2 09
  - I Do - 歌：三浦あずさ

ふたり繋ぐ星座
作詞：橋本彩子、作曲・編曲：遠藤直弥
北上麗花のソロ曲。
収録CD
- THE IDOLM@STER MILLION LIVE! M@STER SPARKLE 2 09
  - ふたり繋ぐ星座 - 歌：北上麗花

REACH THE SKY
作詞・作曲：上松範康（Elemental Garden）、編曲：藤永龍太郎（Elemental Garden）
高山紗代子のソロ曲。
収録CD
- THE IDOLM@STER MILLION LIVE! M@STER SPARKLE 2 10
  - REACH THE SKY - 歌：高山紗代子

リーチ・アップ・ステップ！
作詞：安藤紗々、作曲・編曲：酒井ミキオ
周防桃子のソロ曲。
収録CD
- THE IDOLM@STER MILLION LIVE! M@STER SPARKLE 2 10
  - リーチ・アップ・ステップ！ - 歌：周防桃子

Discord Area
作詞：松井洋平、作曲・編曲：白戸佑輔
秋月律子のソロ曲。
収録作品
- GAME VERSION
  - アイドルマスター ミリオンライブ！ シアターデイズ - 条件を満たすと使用可能

収録CD
- THE IDOLM@STER MILLION LIVE! M@STER SPARKLE 2 10
  - Discord Area - 歌：秋月律子

スポットライト・ミラーランド
作詞：児玉雨子、作曲・編曲：平田祥一郎
望月杏奈のソロ曲。
収録CD
- THE IDOLM@STER MILLION LIVE! M@STER SPARKLE 2 10
  - スポットライト・ミラーランド - 歌：望月杏奈

Sing a Wing Song
作詞：高瀬愛虹、作曲・編曲：鈴谷皆人
田中琴葉のソロ曲。
収録CD
- THE IDOLM@STER MILLION LIVE! M@STER SPARKLE 2 10
  - Sing a Wing Song - 歌：田中琴葉

#### 『765 MILLION ALLSTARS BEST』収録曲
Crossing!
作詞：唐沢美帆、作曲・編曲：堀江晶太
『ミリオンライブ！』10周年記念曲。
収録作品
- GAME VERSION
  - アイドルマスター ミリオンライブ！ シアターデイズ - 歌：765 MILLION ALLSTARS※ユニットに選択したキャラクターのみ歌唱。

収録CD
- THE IDOLM@STER 765 MILLION ALLSTARS BEST
  - Crossing! - 歌：765 MILLION ALLSTARS

#### 『765PRO LIVE THE@TER COLLECTION』収録曲
ユニーク・スターズ・オン・ステージ!!
作詞：松井洋平、作曲・編曲：AstroNoteS
「ユニーク・スター・プレイヤー！」と「オン・ステージ・プレイヤー！」のリミックス楽曲。
収録CD
- THE IDOLM@STER 765PRO LIVE THE@TER COLLECTION Vol.2
  - ユニーク・スターズ・オン・ステージ!! - 歌：双海亜美・双海真美

### コミックス特典のCD

#### 『THE IDOLM@STER MILLION LIVE!』の特典CD
アイル
作詞：きみコ、作曲：佐々木淳、編曲：nano.RIPE
伊吹翼のソロ曲。CDでは翼のソロだが、漫画作中ではジュリアと真壁瑞希と共にステージに上がっており、「3rdLIVE TOUR BELIEVE MY DRE@M!!」ではこの3人の担当声優によるステージが披露された。後に、配信限定でジュリアと瑞希のコーラスを新規で収録した「アイル（Harmonized ver.）」が配信された。
収録作品
- Harmonized ver.
  - アイドルマスター ミリオンライブ！ シアターデイズ - 歌：伊吹翼・ジュリア・真壁瑞希

収録CD
- 漫画『アイドルマスター ミリオンライブ! 3』 特別版CD
  - アイル - 歌：伊吹翼

- アイル（Harmonized ver.）
  - アイル（Harmonized ver.） - 歌：伊吹翼・ジュリア・真壁瑞希

Flooding
作詞：真崎エリカ、作曲・編曲：矢鴇つかさ （Arte Refact）
CDオリジナル曲。
収録CD
- 漫画『アイドルマスター ミリオンライブ! 4』 特別版CD
  - Flooding - 歌：最上静香・北上麗花・北沢志保・野々原茜・箱崎星梨花

- THE IDOLM@STER LIVE THE@TER SOLO COLLECTION 04 BlueMoon Theater
  - Flooding - 歌：最上静香

- THE IDOLM@STER LIVE THE@TER SOLO COLLECTION 06 Fairy Stars
  - Flooding - 歌：北沢志保

- THE IDOLM@STER LIVE THE@TER SOLO COLLECTION 11 Angel Stars
  - Flooding - 歌：野々原茜

君との明日を願うから
作詞：真崎エリカ、作曲：原田篤 （Arte Refact）、編曲：酒井拓也 （Arte Refact）
CDオリジナル曲。
収録CD
- 漫画『アイドルマスター ミリオンライブ! 5』 特別版CD
  - 君との明日を願うから - 歌：春日未来・最上静香・伊吹翼

- THE IDOLM@STER LIVE THE@TER SOLO COLLECTION 06 Angel Stars
  - 君との明日を願うから - 歌：伊吹翼

- THE IDOLM@STER LIVE THE@TER SOLO COLLECTION 12 Princess Stars
  - 君との明日を願うから - 歌：春日未来

#### 『Blooming Clover』の特典CD
Clover Days
作詞：工藤了、作曲：じん、編曲：堀江晶太
CDオリジナル曲。
収録作品
- GAME VERSION
  - アイドルマスター ミリオンライブ！ シアターデイズ - 歌：矢吹可奈・北沢志保・箱崎星梨花・高坂海美

収録CD
- アイドルマスター ミリオンライブ! Blooming Clover 第5巻 オリジナルCD付き特別版 特典CD
  - Clover Days - 歌：矢吹可奈・北沢志保・箱崎星梨花・高坂海美

Believe Clover
作詞：工藤了、作曲・編曲：堀江晶太
CDオリジナル曲。
収録CD
- アイドルマスター ミリオンライブ! Blooming Clover 第16巻 オリジナルCD付き特別版 特典CD
  - Believe Clover - 歌：矢吹可奈・北沢志保・箱崎星梨花・高坂海美

#### 『Brand New Song』の特典CD
わたしは花、あなたは太陽
作詞・作曲：mekakushe、編曲：半田翼
CDオリジナル曲。
収録作品
- GAME VERSION
  - アイドルマスター ミリオンライブ！ シアターデイズ - 歌：馬場このみ・七尾百合子・周防桃子

収録CD
- アイドルマスター ミリオンライブ! Brand New Song 第6巻 オリジナルCD付き特別版 特典CD
  - わたしは花、あなたは太陽 - 歌：馬場このみ・七尾百合子・周防桃子

## アニメ関連楽曲
Rat A Tat!!!
作詞：モモキエイジ、作曲：BNSI（佐藤貴文）、編曲：半田翼
アニメ『アイドルマスター ミリオンライブ!』オープニングテーマ。
収録作品
- GAME VERSION
  - アイドルマスター ミリオンライブ！ シアターデイズ - 歌：MILLIONSTARS※ユニットに選択したキャラクターのみ歌唱。

収録CD
- THE IDOLM@STER MILLION ANIMATION THE@TER 『Rat A Tat!!!』
  - Rat A Tat!!! - 歌：MILLIONSTARS

セブンカウント
作詞：松井洋平、作曲・編曲：佐高陵平(Hifumi,inc)
アニメ『アイドルマスター ミリオンライブ!』プロローグイメージソング。
収録CD
- THE IDOLM@STER MILLION ANIMATION THE@TER 『Rat A Tat!!!』
  - セブンカウント - 歌：MILLIONSTARS

Star Impression
作詞：松井洋平、作曲・編曲：佐高陵平(Hifumi,inc)
アニメ『アイドルマスター ミリオンライブ!』第6話挿入歌。
収録作品
- GAME VERSION
  - アイドルマスター ミリオンライブ！ シアターデイズ - 歌：MILLIONSTARS Team1st

収録CD
- THE IDOLM@STER MILLION ANIMATION THE@TER MILLIONSTARS Team1st『Star Impression』
  - Star Impression - 歌：MILLIONSTARS Team1st

海風とカスタネット
作詞：真崎エリカ、作曲・編曲：EFFY
アニメ『アイドルマスター ミリオンライブ!』第7話挿入歌。
収録作品
- GAME VERSION
  - アイドルマスター ミリオンライブ！ シアターデイズ - 歌：MILLIONSTARS Team2nd

収録CD
- THE IDOLM@STER MILLION ANIMATION THE@TER MILLIONSTARS Team2nd『海風とカスタネット』
  - 海風とカスタネット - 歌：MILLIONSTARS Team2nd

オレンジノキオク
作詞・作曲：山田智和、編曲：住谷翔平
アニメ『アイドルマスター ミリオンライブ!』第12話挿入歌。
収録作品
- GAME VERSION
  - アイドルマスター ミリオンライブ！ シアターデイズ - 歌：MILLIONSTARS Team3rd

収録CD
- THE IDOLM@STER MILLION ANIMATION THE@TER MILLIONSTARS Team3rd『オレンジノキオク』
  - オレンジノキオク - 歌：MILLIONSTARS Team3rd

catch my feeling
作詞・作曲・編曲：KOH
アニメ『アイドルマスター ミリオンライブ!』第8話挿入歌。
収録作品
- GAME VERSION
  - アイドルマスター ミリオンライブ！ シアターデイズ - 歌：MILLIONSTARS Team4th

収録CD
- THE IDOLM@STER MILLION ANIMATION THE@TER MILLIONSTARS Team4th『catch my feeling』
  - catch my feeling - 歌：MILLIONSTARS Team4th

バトンタッチ
作詞：宮崎まゆ、作曲・編曲：櫻澤ヒカル (Hifumi,inc.)
アニメ『アイドルマスター ミリオンライブ!』第12話挿入歌。
収録作品
- GAME VERSION
  - アイドルマスター ミリオンライブ！ シアターデイズ - 歌：MILLIONSTARS Team5th

収録CD
- THE IDOLM@STER MILLION ANIMATION THE@TER MILLIONSTARS Team5th『バトンタッチ』
  - バトンタッチ - 歌：MILLIONSTARS Team5th

Unknown Boxの開き方
作詞：Cocoro.(Dream Monster)、作曲：本田正樹(Dream Monster)、編曲：椿山日南子(Dream Monster)
アニメ『アイドルマスター ミリオンライブ!』第9話挿入歌。
収録作品
- GAME VERSION
  - アイドルマスター ミリオンライブ！ シアターデイズ - 歌：MILLIONSTARS Team6th

収録CD
- THE IDOLM@STER MILLION ANIMATION THE@TER MILLIONSTARS Team6th『Unknown Boxの開き方』
  - Unknown Boxの開き方 - 歌：MILLIONSTARS Team6th

トワラー
作詞：きみコ、作曲・編曲：佐々木淳
アニメ『アイドルマスター ミリオンライブ!』第11話挿入歌。
収録作品
- GAME VERSION
  - アイドルマスター ミリオンライブ！ シアターデイズ - 歌：MILLIONSTARS Team7th

収録CD
- THE IDOLM@STER MILLION ANIMATION THE@TER MILLIONSTARS Team7th『トワラー』
  - トワラー - 歌：MILLIONSTARS Team7th

REFRAIN REL@TION
作詞：松井洋平、作曲・編曲：高田暁
アニメ『アイドルマスター ミリオンライブ!』第12話挿入歌。
収録作品
- GAME VERSION
  - アイドルマスター ミリオンライブ！ シアターデイズ - 歌：MILLIONSTARS Team8th

収録CD
- THE IDOLM@STER MILLION ANIMATION THE@TER MILLIONSTARS Team8th『REFRAIN REL@TION』
  - REFRAIN REL@TION - 歌：MILLIONSTARS Team8th

- THE IDOLM@STER MILLION ANIMATION THE@TER START THE DREAM
  - REFRAIN REL@TION - 歌：MILLIONSTARS

G線上のアリア
作詞：真崎エリカ、作曲：ヨハン・セバスチャン・バッハ、編曲：トリ音（バンダイナムコスタジオ）、歌：如月千早・最上静香・北沢志保・箱崎星梨花
アニメ『アイドルマスター ミリオンライブ!』第10話挿入歌。同名のクラシック楽曲に独自の歌詞を付けた物。
収録CD
- THE IDOLM@STER MILLION ANIMATION THE@TER START THE DREAM
  - G線上のアリア - 歌：如月千早・最上静香・北沢志保・箱崎星梨花

Gift Sign
作詞：真崎エリカ、作曲・編曲：原田篤
アニメ『アイドルマスター ミリオンライブ!』第10話挿入歌。
収録CD
- THE IDOLM@STER MILLION ANIMATION THE@TER START THE DREAM
  - Gift Sign - 歌：最上静香

## ゲーム関連楽曲

### 『シアターデイズ』収録曲
Brand New Theater!
作詞：モモキエイジ、作曲：BNSI（佐藤貴文）、編曲：EFFY
『シアターデイズ』テーマソング。
収録作品
- GAME VERSION
  - アイドルマスター ミリオンライブ！ シアターデイズ - 歌：765 MILLION ALLSTARS※ユニットに選択したキャラクターのみ歌唱。
  - アイドルマスター ポップリンクス - 最初から使用可能
  - アイドルマスター スターリットシーズン - 最初から使用可能 - 歌：765PRO ALLSTARS・安部菜々・神崎蘭子・城ヶ崎美嘉・双葉杏・諸星きらり・春日未来・最上静香・伊吹翼・白石紬・桜守歌織・田中琴葉

- Brand New Year Ver.
  - アイドルマスター ミリオンライブ！ シアターデイズ - 歌：765 MILLION ALLSTARS※ユニットに選択したキャラクターのみ歌唱。

収録CD
- FULL ver.
  - THE IDOLM@STER MILLION THE@TER GENERATION 01 Brand New Theater!
    - Brand New Theater! - 歌：765 MILLION ALLSTARS

  - THE IDOLM@STER MILLION THE@TER GENERATION 02 フェアリースターズ
    - Brand New Theater! - 歌：フェアリースターズ

  - THE IDOLM@STER MILLION THE@TER GENERATION 03 エンジェルスターズ
    - Brand New Theater! - 歌：エンジェルスターズ

  - THE IDOLM@STER MILLION THE@TER GENERATION 04 プリンセススターズ
    - Brand New Theater! - 歌：プリンセススターズ

  - THE IDOLM@STER MILLION LIVE! M@STER SPARKLE 08
    - Brand New Theater! - 歌：765 MILLION ALLSTARS

  - THE IDOLM@STER LIVE THE@TER SOLO COLLECTION 06 Angel Stars
    - Brand New Theater! - 歌：望月杏奈

  - THE IDOLM@STER MILLION THE@TER GENERATION 18 765PRO ALLSTARS
    - Brand New Theater! - 歌：765PRO ALLSTARS

  - THE IDOLM@STER STARLIT SEASON 02
    - Brand New Theater! - 歌：765PRO ALLSTARS・安部菜々・神崎蘭子・城ヶ崎美嘉・双葉杏・諸星きらり・春日未来・最上静香・伊吹翼・白石紬・桜守歌織・田中琴葉

  - THE IDOLM@STER LIVE THE@TER SOLO COLLECTION 07 Princess Stars
    - Brand New Theater! - 歌：矢吹可奈

- Brand New Year Ver.
  - THE IDOLM@STER MILLION THE@TER VARIETY 02
    - Brand New Theater! ～Brand New Year Ver.～ - 歌：765 MILLION ALLSTARS

瑠璃色金魚と花菖蒲
作詞：中村彼方、作曲・編曲：ラムシーニ
『シアターデイズ』キャラクターソング。白石紬のソロ曲。
収録作品
- GAME VERSION
  - アイドルマスター ミリオンライブ！ シアターデイズ - 条件を満たすと選曲可能 - 歌：白石紬

収録CD
- THE IDOLM@STER MILLION LIVE! M@STER SPARKLE 01
  - 瑠璃色金魚と花菖蒲 - 歌：白石紬

- THE IDOLM@STER MILLION LIVE! THEATER DAYS Brand New Song 1巻 特別版オリジナルCD
  - 瑠璃色金魚と花菖蒲 -Live Sound Mix- - 歌：白石紬

ハミングバード
作詞・作曲：藤本記子、編曲：福富雅之
『シアターデイズ』キャラクターソング。桜守歌織のソロ曲。
収録作品
- GAME VERSION
  - アイドルマスター ミリオンライブ！ シアターデイズ - 条件を満たすと選曲可能 - 歌：桜守歌織

収録CD
- THE IDOLM@STER MILLION LIVE! M@STER SPARKLE 02
  - ハミングバード - 歌：桜守歌織

FairyTaleじゃいられない
作詞：結城アイラ、作曲・編曲：堀江晶太
収録作品
- GAME VERSION
  - アイドルマスター ミリオンライブ！ シアターデイズ - 歌：フェアリースターズ

収録CD
- THE IDOLM@STER MILLION THE@TER GENERATION 02 フェアリースターズ
  - FairyTaleじゃいられない - 歌：フェアリースターズ

- THE IDOLM@STER LIVE THE@TER SOLO COLLECTION 06 Fairy Stars
  - FairyTaleじゃいられない - 歌：白石紬

- THE IDOLM@STER LIVE THE@TER SOLO COLLECTION 08 Fairy Stars
  - FairyTaleじゃいられない - 歌：所恵美

- THE IDOLM@STER LIVE THE@TER SOLO COLLECTION 09 Fairy Stars
  - FairyTaleじゃいられない - 歌：北沢志保

- THE IDOLM@STER LIVE THE@TER SOLO COLLECTION 12 Fairy Stars
  - FairyTaleじゃいられない - 歌：ジュリア

Angelic Parade♪
作詞：こだまさおり、作曲・編曲：rionos
収録作品
- GAME VERSION
  - アイドルマスター ミリオンライブ！ シアターデイズ - 歌：エンジェルスターズ

収録CD
- THE IDOLM@STER MILLION THE@TER GENERATION 03 エンジェルスターズ
  - Angelic Parade♪ - 歌：エンジェルスターズ

- THE IDOLM@STER LIVE THE@TER SOLO COLLECTION 06 Angel Stars
  - Angelic Parade♪ - 歌：桜守歌織

Princess Be Ambitious!!
作詞：藤本記子（Nostargic Orchestra）、作曲：新田目翔、編曲：福富雅之（Nostargic Orchestra）
収録作品
- GAME VERSION
  - アイドルマスター ミリオンライブ！ シアターデイズ - 歌：プリンセススターズ
  - アイドルマスター ポップリンクス - アップデートで追加

収録CD
- THE IDOLM@STER MILLION THE@TER GENERATION 04 プリンセススターズ
  - Princess Be Ambitious!! - 歌：プリンセススターズ

- THE IDOLM@STER LIVE THE@TER SOLO COLLECTION 06 Princess Stars
  - Princess Be Ambitious!! - 歌：春日未来

- THE IDOLM@STER LIVE THE@TER SOLO COLLECTION 11 Princess Stars
  - Princess Be Ambitious!! - 歌：徳川まつり

昏き星、遠い月
作詞：BNSI（青木朋子）・松井洋平、作曲・編曲：伊藤賢
『シアターデイズ』のイベント配信楽曲。
収録作品
- GAME VERSION
  - アイドルマスター ミリオンライブ！ シアターデイズ - 歌：夜想令嬢 -GRAC&E NOCTURNE-
  - アイドルマスター ポップリンクス - アップデートで追加

収録CD
- THE IDOLM@STER MILLION THE@TER GENERATION 05 夜想令嬢 -GRAC&E NOCTURNE-
  - 昏き星、遠い月 - 歌：夜想令嬢 -GRAC&E NOCTURNE-

虹色letters
作詞：KOH、作曲・編曲：高田暁
『シアターデイズ』のイベント配信楽曲。
収録作品
- GAME VERSION
  - アイドルマスター ミリオンライブ！ シアターデイズ - 歌：Cleasky／一ノ瀬志希・宮本フレデリカ
  - アイドルマスター ポップリンクス - アップデートで追加

収録CD
- THE IDOLM@STER MILLION THE@TER GENERATION 06 Cleasky
  - 虹色letters - 歌：Cleasky

- THE IDOLM@STER LIVE THE@TER SOLO COLLECTION 06 Angel Stars
  - 虹色letters - 歌：宮尾美也

- THE IDOLM@STER LIVE THE@TER SOLO COLLECTION 07 Angel Stars
  - 虹色letters - 歌：島原エレナ

- THE IDOLM@STER CINDERELLA GIRLS STARLIGHT MASTER COLLABORATION! ハーモニクス
  - 虹色letters 一ノ瀬志希ソロ・リミックス - 歌：一ノ瀬志希
  - 虹色letters 宮本フレデリカソロ・リミックス - 歌：宮本フレデリカ

- THE IDOLM@STER MILLION LIVE! STAR EQUINOX
  - 虹色letters レイジー・レイジー バージョン - 歌：一ノ瀬志希・宮本フレデリカ
  - 虹色letters レイジー・レイジー×Cleasky バージョン - 歌：一ノ瀬志希・宮本フレデリカ・島原エレナ・宮尾美也

ZETTAI × BREAK!! トゥインクルリズム
作詞：松井洋平、作曲・編曲：KOHTA YAMAMOTO
『シアターデイズ』のイベント配信楽曲。
収録作品
- GAME VERSION
  - アイドルマスター ミリオンライブ！ シアターデイズ - 歌：トゥインクルリズム
  - アイドルマスター ポップリンクス - 最初から使用可能

収録CD
- THE IDOLM@STER MILLION THE@TER GENERATION 07 トゥインクルリズム
  - ZETTAI × BREAK!! トゥインクルリズム - 歌：トゥインクルリズム

- THE IDOLM@STER LIVE THE@TER SOLO COLLECTION 06 Princess Stars
  - ZETTAI × BREAK!! トゥインクルリズム - 歌：七尾百合子

- THE IDOLM@STER LIVE THE@TER SOLO COLLECTION 08 Princess Stars
  - ZETTAI × BREAK!! トゥインクルリズム - 歌：松田亜利沙

- THE IDOLM@STER LIVE THE@TER SOLO COLLECTION 09 Princess Stars
  - ZETTAI × BREAK!! トゥインクルリズム - 歌：中谷育

Melty Fantasia
作詞：モリタコータ、作曲・編曲：小高光太郎
『シアターデイズ』のイベント配信楽曲。
収録作品
- GAME VERSION
  - アイドルマスター ミリオンライブ！ シアターデイズ - 歌：EScape
  - アイドルマスター ポップリンクス - 最初から使用可能

収録CD
- THE IDOLM@STER MILLION THE@TER GENERATION 08 EScape
  - Melty Fantasia - 歌：EScape

- THE IDOLM@STER LIVE THE@TER SOLO COLLECTION 07 Fairy Stars
  - Melty Fantasia - 歌：北沢志保

- THE IDOLM@STER LIVE THE@TER SOLO COLLECTION 08 Fairy Stars
  - Melty Fantasia - 歌：真壁瑞希

花ざかりWeekend✿
作詞：唐沢美帆、作曲・編曲：新田目翔
『シアターデイズ』のイベント配信楽曲。
収録作品
- GAME VERSION
  - アイドルマスター ミリオンライブ！ シアターデイズ - 歌：4 Luxury
  - アイドルマスター ポップリンクス - アップデートで追加

- 2 Luxury ver.
  - アイドルマスター ミリオンライブ！ シアターデイズ - 歌：四条貴音・三浦あずさ

収録CD
- THE IDOLM@STER MILLION THE@TER GENERATION 09 4 Luxury
  - 花ざかりWeekend✿ - 歌：4 Luxury

- THE IDOLM@STER LIVE THE@TER SOLO COLLECTION 06 Angel Stars
  - 花ざかりWeekend✿ - 歌：馬場このみ

- THE IDOLM@STER LIVE THE@TER SOLO COLLECTION 07 Angel Stars
  - 花ざかりWeekend✿ - 歌：豊川風花

- THE IDOLM@STER LIVE THE@TER SOLO COLLECTION 08 Angel Stars
  - 花ざかりWeekend✿ - 歌：北上麗花

- THE IDOLM@STER MILLION LIVE! 蝶々むすび
  - 花ざかりWeekend✿(2 Luxury ver.) - 歌：四条貴音・三浦あずさ

咲くは浮世の君花火
作詞：真崎エリカ、作曲：山本陽介、編曲：EFFY
『シアターデイズ』のイベント配信楽曲。
収録作品
- GAME VERSION
  - アイドルマスター ミリオンライブ！ シアターデイズ - 歌：閃光☆HANABI団

収録CD
- THE IDOLM@STER MILLION THE@TER GENERATION 10 閃光☆HANABI団
  - 咲くは浮世の君花火 - 歌：閃光☆HANABI団

- THE IDOLM@STER LIVE THE@TER SOLO COLLECTION 07 Princess Stars
  - 咲くは浮世の君花火 - 歌：高山紗代子

- THE IDOLM@STER LIVE THE@TER SOLO COLLECTION 08 Princess Stars
  - 咲くは浮世の君花火 - 歌：福田のり子

- THE IDOLM@STER LIVE THE@TER SOLO COLLECTION 11 Princess Stars
  - 咲くは浮世の君花火 - 歌：横山奈緒

- THE IDOLM@STER LIVE THE@TER SOLO COLLECTION 12 Princess Stars
  - 咲くは浮世の君花火 - 歌：高坂海美

UNION!!
作詞：藤本記子、作曲・編曲：堀江晶太
『シアターデイズ』1周年記念楽曲。
収録作品
- GAME VERSION
  - アイドルマスター ミリオンライブ！ シアターデイズ - 歌：765 MILLION ALLSTARS※ユニットに選択したキャラクターのみ歌唱。
  - アイドルマスター ポップリンクス - アップデートで追加
  - アイドルマスター スターリットシーズン - 最初から使用可能 - 歌：765PRO ALLSTARS・春日未来・最上静香・伊吹翼・白石紬・桜守歌織・田中琴葉

収録CD
- THE IDOLM@STER MILLION THE@TER GENERATION 11 UNION!!
  - UNION!! - 歌：765 MILLION ALLSTARS

- THE IDOLM@STER STARLIT SEASON 03
  - UNION!! - 歌：765PRO ALLSTARS・春日未来・最上静香・伊吹翼・白石紬・桜守歌織・田中琴葉

- THE IDOLM@STER LIVE THE@TER SOLO COLLECTION 07 Princess Stars
  - UNION!! - 歌：松田亜利沙

ビッグバンズバリボー!!!!!
作詞・作曲・編曲：ZAQ
『シアターデイズ』のイベント配信楽曲。
収録作品
- GAME VERSION
  - アイドルマスター ミリオンライブ！ シアターデイズ - 歌：高坂海美・所恵美・高山紗代子・豊川風花・横山奈緒

収録CD
- THE IDOLM@STER THE@TER BOOST 01
  - ビッグバンズバリボー!!!!! - 歌：高坂海美・所恵美・高山紗代子・豊川風花・横山奈緒

- THE IDOLM@STER LIVE THE@TER SOLO COLLECTION 07 Fairy Stars
  - ビッグバンズバリボー!!!!! - 歌：所恵美

- THE IDOLM@STER LIVE THE@TER SOLO COLLECTION 08 Princess Stars
  - ビッグバンズバリボー!!!!! - 歌：高坂海美

- THE IDOLM@STER LIVE THE@TER SOLO COLLECTION 09 Princess Stars
  - ビッグバンズバリボー!!!!! - 歌：高山紗代子

- THE IDOLM@STER LIVE THE@TER SOLO COLLECTION 11 Angel Stars
  - ビッグバンズバリボー!!!!! - 歌：豊川風花

オーディナリィ・クローバー
作詞：松井洋平、作曲・編曲：菊池達也
『シアターデイズ』のイベント配信楽曲。
収録作品
- GAME VERSION
  - アイドルマスター ミリオンライブ！ シアターデイズ - 歌：桜守歌織・最上静香・望月杏奈・百瀬莉緒・宮尾美也

収録CD
- THE IDOLM@STER THE@TER BOOST 02
  - オーディナリィ・クローバー - 歌：桜守歌織・最上静香・望月杏奈・百瀬莉緒・宮尾美也

- THE IDOLM@STER LIVE THE@TER SOLO COLLECTION 07 Fairy Stars
  - オーディナリィ・クローバー - 歌：百瀬莉緒

- THE IDOLM@STER LIVE THE@TER SOLO COLLECTION 08 Angel Stars
  - オーディナリィ・クローバー - 歌：望月杏奈

- THE IDOLM@STER LIVE THE@TER SOLO COLLECTION 09 Angel Stars
  - オーディナリィ・クローバー - 歌：桜守歌織

- THE IDOLM@STER LIVE THE@TER SOLO COLLECTION 12 Angel Stars
  - オーディナリィ・クローバー - 歌：宮尾美也

ラスト・アクトレス
作詞：中村彼方、作曲：R・O・N、編曲：睦月周平
『シアターデイズ』のイベント配信楽曲。
収録作品
- GAME VERSION
  - アイドルマスター ミリオンライブ！ シアターデイズ - 歌：田中琴葉・周防桃子・馬場このみ・真壁瑞希・白石紬

収録CD
- THE IDOLM@STER THE@TER BOOST 03
  - ラスト・アクトレス - 歌：田中琴葉・周防桃子・馬場このみ・真壁瑞希・白石紬

- THE IDOLM@STER LIVE THE@TER SOLO COLLECTION 07 Princess Stars
  - ラスト・アクトレス - 歌：田中琴葉

- THE IDOLM@STER LIVE THE@TER SOLO COLLECTION 08 Fairy Stars
  - ラスト・アクトレス - 歌：周防桃子

- THE IDOLM@STER LIVE THE@TER SOLO COLLECTION 09 Angel Stars
  - ラスト・アクトレス - 歌：馬場このみ

- THE IDOLM@STER LIVE THE@TER SOLO COLLECTION 11 Fairy Stars
  - ラスト・アクトレス - 歌：真壁瑞希

ハーモニクス
作詞：坂井季乃、作曲・編曲：高橋諒（Void_Chords）
『シアターデイズ』のイベント配信楽曲。
収録作品
- GAME VERSION
  - アイドルマスター ミリオンライブ！ シアターデイズ - 歌：D/Zeal
  - アイドルマスター ポップリンクス - アップデートで追加
  - アイドルマスター シンデレラガールズ スターライトステージ - 歌：ジュリア・最上静香・木村夏樹・多田李衣菜

収録CD
- THE IDOLM@STER MILLION THE@TER GENERATION 12 D/Zeal
  - ハーモニクス - 歌：D/Zeal

- THE IDOLM@STER CINDERELLA GIRLS STARLIGHT MASTER COLLABORATION! ハーモニクス
  - ハーモニクス - 歌：ジュリア・最上静香・木村夏樹・多田李衣菜
  - ハーモニクス - 歌：木村夏樹・多田李衣菜

- THE IDOLM@STER LIVE THE@TER SOLO COLLECTION 07 Fairy Stars
  - ハーモニクス - 歌：最上静香

- THE IDOLM@STER LIVE THE@TER SOLO COLLECTION 08 Fairy Stars
  - ハーモニクス - 歌：ジュリア

ハルマチ女子
作詞・作曲・編曲：HoneyWorks
『シアターデイズ』のイベント配信楽曲。
収録作品
- GAME VERSION
  - アイドルマスター ミリオンライブ！ シアターデイズ - 歌：りるきゃん 〜3 little candy〜

収録CD
- THE IDOLM@STER MILLION THE@TER GENERATION 13 りるきゃん 〜3 little candy〜
  - ハルマチ女子 - 歌：りるきゃん 〜3 little candy〜

- THE IDOLM@STER LIVE THE@TER SOLO COLLECTION 07 Angel Stars
  - ハルマチ女子 - 歌：伊吹翼

- THE IDOLM@STER LIVE THE@TER SOLO COLLECTION 08 Angel Stars
  - ハルマチ女子 - 歌：篠宮可憐

- THE IDOLM@STER LIVE THE@TER SOLO COLLECTION 12 Angel Stars
  - ハルマチ女子 - 歌：野々原茜

だってあなたはプリンセス
作詞・作曲：新田目駿、編曲：KOH
『シアターデイズ』のイベント配信楽曲。
収録作品
- GAME VERSION
  - アイドルマスター ミリオンライブ！ シアターデイズ - 歌：Charlotte・Charlotte
  - アイドルマスター ポップリンクス - アップデートで追加

収録CD
- THE IDOLM@STER MILLION THE@TER GENERATION 14 Charlotte・Charlotte
  - だってあなたはプリンセス - 歌：Charlotte・Charlotte

- THE IDOLM@STER LIVE THE@TER SOLO COLLECTION 09 Princess Stars
  - だってあなたはプリンセス - 歌：徳川まつり

- THE IDOLM@STER LIVE THE@TER SOLO COLLECTION 12 Princess Stars
  - だってあなたはプリンセス - 歌：エミリー＝スチュアート

月曜日のクリームソーダ
作詞：安藤紗々、作曲：原知也、編曲：ラムシーニ
『シアターデイズ』のイベント配信楽曲。
収録作品
- GAME VERSION
  - アイドルマスター ミリオンライブ！ シアターデイズ - 歌：Jelly PoP Beans
  - アイドルマスター ポップリンクス - アップデートで追加

収録CD
- THE IDOLM@STER MILLION THE@TER GENERATION 15 Jelly PoP Beans
  - 月曜日のクリームソーダ - 歌：Jelly PoP Beans

- THE IDOLM@STER LIVE THE@TER SOLO COLLECTION 07 Fairy Stars
  - 月曜日のクリームソーダ - 歌：ロコ

- THE IDOLM@STER LIVE THE@TER SOLO COLLECTION 09 Fairy Stars
  - 月曜日のクリームソーダ - 歌：永吉昴

- THE IDOLM@STER LIVE THE@TER SOLO COLLECTION 12 Fairy Stars
  - 月曜日のクリームソーダ - 歌：周防桃子

ピコピコIIKO! インベーダー
作詞：松井洋平、作曲・編曲：AstroNoteS
『シアターデイズ』のイベント配信楽曲。
収録作品
- GAME VERSION
  - アイドルマスター ミリオンライブ！ シアターデイズ - 歌：ピコピコプラネッツ
  - アイドルマスター ポップリンクス - アップデートで追加

- MOTTO! 幼年期-mix
  - アイドルマスター ミリオンライブ！ シアターデイズ - 歌：ピコピコプラネッツ

収録CD
- THE IDOLM@STER MILLION THE@TER GENERATION 16 ピコピコプラネッツ
  - ピコピコIIKO! インベーダー - 歌：ピコピコプラネッツ

- THE IDOLM@STER LIVE THE@TER SOLO COLLECTION 07 Angel Stars
  - ピコピコIIKO! インベーダー - 歌：望月杏奈

- THE IDOLM@STER LIVE THE@TER SOLO COLLECTION 08 Angel Stars
  - ピコピコIIKO! インベーダー - 歌：大神環

- THE IDOLM@STER LIVE THE@TER SOLO COLLECTION 09 Angel Stars
  - ピコピコIIKO! インベーダー - 歌：箱崎星梨花

- THE IDOLM@STER LIVE THE@TER SOLO COLLECTION 11 Angel Stars
  - ピコピコIIKO! インベーダー - 歌：木下ひなた

- THE IDOLM@STER MILLION THE@TER VARIETY 06
  - ピコピコIIKO! インベーダー （MOTTO! 幼年期-mix） - 歌：ピコピコプラネッツ

Episode. Tiara
作詞：真崎エリカ、作曲・編曲：EFFY
『シアターデイズ』のイベント配信楽曲。
収録作品
- GAME VERSION
  - アイドルマスター ミリオンライブ！ シアターデイズ - 歌：STAR ELEMENTS
  - アイドルマスター ポップリンクス - アップデートで追加

収録CD
- THE IDOLM@STER MILLION THE@TER GENERATION 17 STAR ELEMENTS
  - Episode. Tiara - 歌：STAR ELEMENTS

- THE IDOLM@STER LIVE THE@TER SOLO COLLECTION 07 Princess Stars
  - Episode. Tiara - 歌：春日未来

- THE IDOLM@STER LIVE THE@TER SOLO COLLECTION 08 Princess Stars
  - Episode. Tiara - 歌：田中琴葉

- THE IDOLM@STER LIVE THE@TER SOLO COLLECTION 09 Princess Stars
  - Episode. Tiara - 歌：矢吹可奈

LEADER!!
作詞・作曲・編曲：星銀乃丈
『シアターデイズ』のイベント配信楽曲。
収録作品
- GAME VERSION
  - アイドルマスター ミリオンライブ！ シアターデイズ - 歌：765PRO ALLSTARS

収録CD
- THE IDOLM@STER MILLION THE@TER GENERATION 18 765PRO ALLSTARS
  - LEADER!! - 歌：765PRO ALLSTARS

Flyers!!!
作詞：唐沢美帆、作曲・編曲：新田目翔
『シアターデイズ』2周年記念楽曲。
収録作品
- GAME VERSION
  - アイドルマスター ミリオンライブ！ シアターデイズ - 歌：765 MILLION ALLSTARS※ユニットに選択したキャラクターのみ歌唱。

収録CD
- THE IDOLM@STER MILLION THE@TER WAVE 01 Flyers!!!
  - Flyers!!! - 歌：765 MILLION ALLSTARS

Justice OR Voice
作詞：真崎エリカ、作曲・編曲：矢鴇つかさ（Arte Refact）
『シアターデイズ』のイベント配信楽曲。
収録作品
- GAME VERSION
  - アイドルマスター ミリオンライブ！ シアターデイズ - 歌：ジェネシス×ネメシス

収録CD
- THE IDOLM@STER MILLION THE@TER WAVE 01 Flyers!!!
  - Justice OR Voice - 歌：ジェネシス×ネメシス

- THE IDOLM@STER LIVE THE@TER SOLO COLLECTION 08 Angel Stars
  - Justice OR Voice - 歌：桜守歌織

- THE IDOLM@STER LIVE THE@TER SOLO COLLECTION 10 765PRO ALLSTARS
  - Justice OR Voice - 歌：菊地真

White Vows
作詞：結城アイラ、作曲・編曲：遠藤直弥
『シアターデイズ』のイベント配信楽曲。
収録作品
- GAME VERSION
  - アイドルマスター ミリオンライブ！ シアターデイズ - 歌：豊川風花・百瀬莉緒・桜守歌織・二階堂千鶴・馬場このみ

収録CD
- THE IDOLM@STER MILLION THE@TER WAVE 01 Flyers!!!
  - White Vows - 歌：豊川風花・百瀬莉緒・桜守歌織・二階堂千鶴・馬場このみ

- THE IDOLM@STER LIVE THE@TER SOLO COLLECTION 08 Angel Stars
  - White Vows - 歌：豊川風花

- THE IDOLM@STER LIVE THE@TER SOLO COLLECTION 09 Fairy Stars
  - White Vows - 歌：二階堂千鶴

- THE IDOLM@STER LIVE THE@TER SOLO COLLECTION 11 Angel Stars
  - White Vows - 歌：馬場このみ

MUSIC JOURNEY
作詞：藤本記子(Nostalgic Orchestra)、作曲・編曲：福富雅之(Nostalgic Orchestra)
『シアターデイズ』キャラクターソング。桜守歌織のソロ曲。
収録作品
- GAME VERSION
  - アイドルマスター ミリオンライブ！ シアターデイズ - 条件を満たすと選曲可能 - 歌：桜守歌織

収録CD
- THE IDOLM@STER MILLION THE@TER WAVE 10 Glow Map
  - MUSIC JOURNEY - 歌：桜守歌織

さかしまの言葉
作詞：中村彼方、作曲・編曲：高橋諒
『シアターデイズ』キャラクターソング。白石紬のソロ曲。
収録作品
- GAME VERSION
  - アイドルマスター ミリオンライブ！ シアターデイズ - 条件を満たすと選曲可能 - 歌：白石紬

収録CD
- THE IDOLM@STER MILLION THE@TER WAVE 10 Glow Map
  - さかしまの言葉 - 歌：白石紬

dans l‘obscurité
作詞：中村彼方、作曲・編曲：大和
『シアターデイズ』のイベント配信楽曲。
収録作品
- GAME VERSION
  - アイドルマスター ミリオンライブ！ シアターデイズ - 歌：Chrono-Lexica

収録CD
- THE IDOLM@STER MILLION THE@TER WAVE 02 Chrono-Lexica
  - dans l‘obscurité - 歌：Chrono-Lexica

- THE IDOLM@STER LIVE THE@TER SOLO COLLECTION 08 Princess Stars
  - dans l‘obscurité - 歌：七尾百合子

- THE IDOLM@STER LIVE THE@TER SOLO COLLECTION 09 Fairy Stars
  - dans l‘obscurité - 歌：ロコ

ラビットファー
作詞・作曲・編曲：OSTER project
『シアターデイズ』のイベント配信楽曲。
収録作品
- GAME VERSION
  - アイドルマスター ミリオンライブ！ シアターデイズ - 歌：Xs
  - アイドルマスター ポップリンクス - アップデートで追加

収録CD
- THE IDOLM@STER MILLION THE@TER WAVE 03 Xs
  - ラビットファー - 歌：Xs

- THE IDOLM@STER LIVE THE@TER SOLO COLLECTION 10 765PRO ALLSTARS
  - ラビットファー - 歌：水瀬伊織

Girl meets Wonder
作詞・作曲：藤本記子、編曲：福富雅之
『シアターデイズ』のイベント配信楽曲。
収録作品
- GAME VERSION
  - アイドルマスター ミリオンライブ！ シアターデイズ - 歌：箱崎星梨花・周防桃子・徳川まつり・我那覇響・永吉昴

収録CD
- THE IDOLM@STER THE@TER CHALLENGE 01
  - Girl meets Wonder - 歌：箱崎星梨花・周防桃子・徳川まつり・我那覇響・永吉昴

- THE IDOLM@STER LIVE THE@TER SOLO COLLECTION 08 Angel Stars
  - Girl meets Wonder - 歌：箱崎星梨花

- THE IDOLM@STER LIVE THE@TER SOLO COLLECTION 12 Fairy Stars
  - Girl meets Wonder - 歌：永吉昴

World Changer
作詞：半田翼・新田目翔、作曲・編曲：半田翼
『シアターデイズ』のイベント配信楽曲。
収録作品
- GAME VERSION
  - アイドルマスター ミリオンライブ！ シアターデイズ - 歌：如月千早・星井美希・菊地真・エミリー＝スチュアート・天海春香
  - アイドルマスター ポップリンクス - アップデートで追加

収録CD
- THE IDOLM@STER THE@TER CHALLENGE 02
  - World Changer - 歌：如月千早・星井美希・菊地真・エミリー＝スチュアート・天海春香

- THE IDOLM@STER LIVE THE@TER SOLO COLLECTION 08 Princess Stars
  - World Changer - 歌：エミリー＝スチュアート

- THE IDOLM@STER LIVE THE@TER SOLO COLLECTION 10 765PRO ALLSTARS
  - World Changer - 歌：如月千早

Cherry Colored Love
作詞・作曲・編曲：櫻澤ヒカル
『シアターデイズ』のイベント配信楽曲。
収録作品
- GAME VERSION
  - アイドルマスター ミリオンライブ！ シアターデイズ - 歌：Sherry 'n Cherry

収録CD
- THE IDOLM@STER MILLION THE@TER WAVE 04 Sherry 'n Cherry
  - Cherry Colored Love - 歌：Sherry 'n Cherry

- THE IDOLM@STER LIVE THE@TER SOLO COLLECTION 08 Angel Stars
  - Cherry Colored Love - 歌：馬場このみ

- THE IDOLM@STER LIVE THE@TER SOLO COLLECTION 09 Fairy Stars
  - Cherry Colored Love - 歌：百瀬莉緒

Fermata in Rapsodia
作詞：モリタコータ、作曲・編曲：小高光太郎
『シアターデイズ』のイベント配信楽曲。
収録作品
- GAME VERSION
  - アイドルマスター ミリオンライブ！ シアターデイズ - 歌：ARCANA

収録CD
- THE IDOLM@STER MILLION THE@TER WAVE 05 ARCANA
  - Fermata in Rapsodia - 歌：ARCANA

- THE IDOLM@STER LIVE THE@TER SOLO COLLECTION 10 765PRO ALLSTARS
  - Fermata in Rapsodia - 歌：四条貴音

百花は月下に散りぬるを
作詞・作曲：藤本記子、編曲：福富雅之
『シアターデイズ』のイベント配信楽曲。
収録作品
- GAME VERSION
  - アイドルマスター ミリオンライブ！ シアターデイズ - 歌：花咲夜

- SHINOBI Night ver.
  - アイドルマスター ミリオンライブ！ シアターデイズ - 歌：最上静香・望月杏奈

収録CD
- THE IDOLM@STER MILLION THE@TER WAVE 06 花咲夜
  - 百花は月下に散りぬるを - 歌：花咲夜

- THE IDOLM@STER LIVE THE@TER SOLO COLLECTION 08 Fairy Stars
  - 百花は月下に散りぬるを - 歌：天空橋朋花

- THE IDOLM@STER LIVE THE@TER SOLO COLLECTION 09 Fairy Stars
  - 百花は月下に散りぬるを - 歌：白石紬

- THE IDOLM@STER MILLION LIVE! 蝶々むすび
  - 百花は月下に散りぬるを(SHINOBI Night ver.) - 歌：最上静香・望月杏奈

Super Duper
作詞：MEG.ME、作曲：GRP・NIYA、編曲：GRP
『シアターデイズ』のイベント配信楽曲。
収録作品
- GAME VERSION
  - アイドルマスター ミリオンライブ！ シアターデイズ - 歌：Jus-2-Mint

収録CD
- THE IDOLM@STER MILLION THE@TER WAVE 07 Jus-2-Mint
  - Super Duper - 歌：Jus-2-Mint

- THE IDOLM@STER LIVE THE@TER SOLO COLLECTION 08 Princess Stars
  - Super Duper - 歌：佐竹美奈子

- THE IDOLM@STER LIVE THE@TER SOLO COLLECTION 09 Princess Stars
  - Super Duper - 歌：横山奈緒

アライアンス・スターダスト
作詞：Selena Higa・alico、作曲：BNSI (Toaki Usami)、編曲：Ryosuke Kawasaki
『シアターデイズ』のイベント配信楽曲。
収録作品
- GAME VERSION
  - アイドルマスター ミリオンライブ！ シアターデイズ - 歌：ZWEIGLANZ

収録CD
- ZWEIGLANZ アライアンス・スターダスト
  - アライアンス・スターダスト - 歌：ZWEIGLANZ

クルリウタ
作詞：藤本記子、作曲：daph、編曲：福富雅之
『シアターデイズ』のイベント配信楽曲。
収録作品
- GAME VERSION
  - アイドルマスター ミリオンライブ！ シアターデイズ - 歌：野々原茜・島原エレナ・桜守歌織・二階堂千鶴・北沢志保

収録CD
- THE IDOLM@STER THE@TER CHALLENGE 03
  - クルリウタ - 歌：野々原茜・島原エレナ・桜守歌織・二階堂千鶴・北沢志保

- THE IDOLM@STER LIVE THE@TER SOLO COLLECTION 12 Fairy Stars
  - クルリウタ - 歌：二階堂千鶴

絶対的Performer
作詞：遠野四季、作曲・編曲：ラムシーニ
『シアターデイズ』のイベント配信楽曲。
収録作品
- GAME VERSION
  - アイドルマスター ミリオンライブ！ シアターデイズ - 歌：miraclesonic☆expassion
  - アイドルマスター ポップリンクス - アップデートで追加

収録CD
- THE IDOLM@STER MILLION THE@TER WAVE 08 miraclesonic☆expassion
  - 絶対的Performer - 歌：miraclesonic☆expassion

- THE IDOLM@STER LIVE THE@TER SOLO COLLECTION 09 Fairy Stars
  - 絶対的Performer - 歌：舞浜歩

- THE IDOLM@STER LIVE THE@TER SOLO COLLECTION 12 Angel Stars
  - 絶対的Performer - 歌：島原エレナ

Do the IDOL!! ～断崖絶壁チュパカブラ～
作詞：藤本記子、作曲：BNSI(佐藤貴文)、編曲：KOH
『シアターデイズ』のイベント配信楽曲。
収録作品
- GAME VERSION
  - アイドルマスター ミリオンライブ！ シアターデイズ - 歌：天空橋朋花・永吉昴・七尾百合子・エミリー=スチュアート・伊吹翼

- 謹賀新年リミックス
  - アイドルマスター ミリオンライブ！ シアターデイズ - 歌：天空橋朋花・永吉昴・七尾百合子・エミリー=スチュアート・伊吹翼

収録CD
- THE IDOLM@STER MILLION THE@TER WAVE 10 Glow Map
  - Do the IDOL!! ～断崖絶壁チュパカブラ～ - 歌：天空橋朋花・永吉昴・七尾百合子・エミリー=スチュアート・伊吹翼

- THE IDOLM@STER LIVE THE@TER SOLO COLLECTION 09 Princess Stars
  - Do the IDOL!! ～断崖絶壁チュパカブラ～ - 歌：エミリー＝スチュアート

Special Wonderful Smile
作詞：早川博隆・中原徹也、作曲：早川博隆・関根佑樹、編曲：関根佑樹
『シアターデイズ』のイベント配信楽曲。
収録作品
- GAME VERSION
  - アイドルマスター ミリオンライブ！ シアターデイズ - 歌：Fleuranges

収録CD
- THE IDOLM@STER MILLION THE@TER WAVE 09 Fleuranges
  - Special Wonderful Smile - 歌：Fleuranges

- THE IDOLM@STER LIVE THE@TER SOLO COLLECTION 09 Angel Stars
  - Special Wonderful Smile - 歌：宮尾美也

Glow Map
作詞：原田篤（Arte Refact）、作曲・編曲：半田翼
『シアターデイズ』3周年記念楽曲。
収録作品
- GAME VERSION
  - アイドルマスター ミリオンライブ！ シアターデイズ - 歌：765 MILLION ALLSTARS※ユニットに選択したキャラクターのみ歌唱。

収録CD
- THE IDOLM@STER MILLION THE@TER WAVE 10 Glow Map
  - Glow Map - 歌：765 MILLION ALLSTARS

Parade d'amour
作詞・作曲：佐藤厚仁（Dream Monster）、編曲：椿山日南子（Dream Monster）
『シアターデイズ』のイベント配信楽曲。
収録作品
- GAME VERSION
  - アイドルマスター ミリオンライブ！ シアターデイズ - 歌：オペラセリア・煌輝座

収録CD
- THE IDOLM@STER MILLION THE@TER WAVE 11 オペラセリア・煌輝座
  - Parade d'amour - 歌：オペラセリア・煌輝座

- THE IDOLM@STER LIVE THE@TER SOLO COLLECTION 11 Fairy Stars
  - Parade d'amour - 歌：北沢志保

- THE IDOLM@STER LIVE THE@TER SOLO COLLECTION 12 Princess Stars
  - Parade d'amour - 歌：徳川まつり

Deep, Deep Blue
作詞・作曲：宮崎まゆ、編曲：賀佐泰洋
『シアターデイズ』のイベント配信楽曲。
収録作品
- GAME VERSION
  - アイドルマスター ミリオンライブ！ シアターデイズ - 歌：ダイヤモンドダイバー◇

収録CD
- THE IDOLM@STER MILLION THE@TER WAVE 12 ダイヤモンドダイバー◇
  - Deep, Deep Blue - 歌：ダイヤモンドダイバー◇

- THE IDOLM@STER LIVE THE@TER SOLO COLLECTION 10 765PRO ALLSTARS
  - Deep, Deep Blue - 歌：我那覇響

Arrive You ～それが運命でも～
作詞・作曲・編曲：三好啓太
『シアターデイズ』のイベント配信楽曲。
収録作品
- GAME VERSION
  - アイドルマスター ミリオンライブ！ シアターデイズ - 歌：TIntMe!

収録CD
- THE IDOLM@STER MILLION THE@TER WAVE 13 TIntMe!
  - Arrive You ～それが運命でも～ - 歌：TIntMe!

- THE IDOLM@STER LIVE THE@TER SOLO COLLECTION 09 Fairy Stars
  - Arrive You～それが運命でも～ - 歌：周防桃子

Black★Party
作詞・作曲・編曲：NA.ZU.NA
『シアターデイズ』のイベント配信楽曲。
収録作品
- GAME VERSION
  - アイドルマスター ミリオンライブ！ シアターデイズ - 歌：TRICK&TREAT

収録CD
- THE IDOLM@STER MILLION THE@TER WAVE 14 TRICK&TREAT
  - Black★Party - 歌：TRICK&TREAT

- THE IDOLM@STER LIVE THE@TER SOLO COLLECTION 09 Angel Stars
  - Black★Party - 歌：北上麗花

カーテシーフラワー
作詞：真崎エリカ、作曲・編曲：原田篤(Arte Refact)
『シアターデイズ』のイベント配信楽曲。
収録作品
- GAME VERSION
  - アイドルマスター ミリオンライブ！ シアターデイズ - 歌：高坂海美・三浦あずさ・中谷育

収録CD
- THE IDOLM@STER MILLION LIVE! 聖ミリオン女学園
  - カーテシーフラワー - 歌：高坂海美・三浦あずさ・中谷育

- THE IDOLM@STER LIVE THE@TER SOLO COLLECTION 11 Princess Stars
  - カーテシーフラワー - 歌：高坂海美

- THE IDOLM@STER LIVE THE@TER SOLO COLLECTION 12 Princess Stars
  - カーテシーフラワー - 歌：中谷育

ReTale
作詞・作曲・編曲：佐高陵平(Hifumi,inc.)
『シアターデイズ』のイベント配信楽曲。
収録作品
- GAME VERSION
  - アイドルマスター ミリオンライブ！ シアターデイズ - 歌：≡君彩≡

収録CD
- THE IDOLM@STER MILLION THE@TER WAVE 16 ≡君彩≡
  - ReTale - 歌：≡君彩≡

- THE IDOLM@STER LIVE THE@TER SOLO COLLECTION 09 Princess Stars
  - ReTale - 歌：松田亜利沙

- THE IDOLM@STER LIVE THE@TER SOLO COLLECTION 11 Fairy Stars
  - ReTale - 歌：所恵美

フリースタイル・トップアイドル！
作詞：松井洋平、作曲・編曲：本田正樹(Dream Monster)
『シアターデイズ』のイベント配信楽曲。
収録作品
- GAME VERSION
  - アイドルマスター ミリオンライブ！ シアターデイズ - 歌：ARMooo

収録CD
- THE IDOLM@STER MILLION THE@TER WAVE 17 ARMooo
  - フリースタイル・トップアイドル！ - 歌：ARMooo

ABSOLUTE RUN!!!
作詞：唐沢美帆、作曲・編曲：高田暁
『シアターデイズ』のイベント配信楽曲。
収録作品
- GAME VERSION
  - アイドルマスター ミリオンライブ！ シアターデイズ - 歌：ストロベリーポップムーン

収録CD
- THE IDOLM@STER MILLION THE@TER WAVE 18 ストロベリーポップムーン
  - ABSOLUTE RUN!!! - 歌：ストロベリーポップムーン

- THE IDOLM@STER LIVE THE@TER SOLO COLLECTION 09 Princess Stars
  - ABSOLUTE RUN!!! - 歌：春日未来

- THE IDOLM@STER LIVE THE@TER SOLO COLLECTION 12 Fairy Stars
  - ABSOLUTE RUN!!! - 歌：最上静香

EVERYDAY STARS!!
作詞：BNSI (東義人)、作曲：宮崎まゆ、編曲：賀佐泰洋
『シアターデイズ』のイベント配信楽曲。
収録作品
- GAME VERSION
  - アイドルマスター ミリオンライブ！ シアターデイズ - 歌：四条貴音・真壁瑞希・木下ひなた・矢吹可奈・横山奈緒

収録CD
- THE IDOLM@STER MILLION THE@TER SEASON Harmony 4 You
  - EVERYDAY STARS!!(765PRO ALLSTARS ver.) - 歌：765PRO ALLSTARS
  - EVERYDAY STARS!!(プリンセススターズ ver.) - 歌：プリンセススターズ
  - EVERYDAY STARS!!(フェアリースターズ ver.) - 歌：フェアリースターズ
  - EVERYDAY STARS!!(エンジェルスターズ ver.) - 歌：エンジェルスターズ

花びらメモリーズ
作詞：真崎エリカ、作曲：本多友紀(Arte Refact)、編曲：脇眞富(Arte Refact)
『シアターデイズ』のイベント配信楽曲。
収録作品
- GAME VERSION
  - アイドルマスター ミリオンライブ！ シアターデイズ - 歌：白石紬・佐竹美奈子・所恵美・周防桃子
  - アイドルマスター ポップリンクス - アップデートで追加

収録CD
- THE IDOLM@STER MILLION LIVE! 聖ミリオン女学園
  - 花びらメモリーズ - 歌：白石紬・佐竹美奈子・所恵美・周防桃子

- THE IDOLM@STER LIVE THE@TER SOLO COLLECTION 12 Fairy Stars
  - 花びらメモリーズ - 歌：所恵美

Harmony 4 You
作詞：宮崎まゆ、作曲・編曲：KOH
『シアターデイズ』4周年記念楽曲。
収録作品
- GAME VERSION
  - アイドルマスター ミリオンライブ！ シアターデイズ - 歌：765 MILLION ALLSTARS※ユニットに選択したキャラクターのみ歌唱。

収録CD
- THE IDOLM@STER MILLION THE@TER SEASON Harmony 4 You
  - Harmony 4 You - 歌：765 MILLION ALLSTARS

- THE IDOLM@STER MILLION THE@TER SEASON BRIGHT DIAMOND
  - Harmony 4 You - 歌：BRIGHT DIAMOND

- THE IDOLM@STER MILLION THE@TER SEASON CLEVER CLOVER
  - Harmony 4 You - 歌：CLEVER CLOVER

- THE IDOLM@STER MILLION THE@TER SEASON LOVERS HEART
  - Harmony 4 You - 歌：LOVERS HEART

- THE IDOLM@STER MILLION THE@TER SEASON SHADE OF SPADE
  - Harmony 4 You - 歌：SHADE OF SPADE

DIAMOND JOKER
作詞：早川博隆、作曲・編曲：早川博隆・Tsubasa
『シアターデイズ』のイベント配信楽曲。
収録作品
- GAME VERSION
  - アイドルマスター ミリオンライブ！ シアターデイズ - 歌：伊吹翼・徳川まつり・四条貴音・所恵美

収録CD
- THE IDOLM@STER MILLION THE@TER SEASON BRIGHT DIAMOND
  - DIAMOND JOKER - 歌：伊吹翼・徳川まつり・四条貴音・所恵美

- THE IDOLM@STER LIVE THE@TER SOLO COLLECTION 11 Angel Stars
  - DIAMOND JOKER - 歌：伊吹翼

真夏のダイヤ☆
作詞・作曲・編曲：三浦誠司
『シアターデイズ』のイベント配信楽曲。
収録作品
- GAME VERSION
  - アイドルマスター ミリオンライブ！ シアターデイズ - 歌：百瀬莉緒・萩原雪歩・田中琴葉・双海真美

収録CD
- THE IDOLM@STER MILLION THE@TER SEASON BRIGHT DIAMOND
  - 真夏のダイヤ☆ - 歌：百瀬莉緒・萩原雪歩・田中琴葉・双海真美

- THE IDOLM@STER LIVE THE@TER SOLO COLLECTION 10 765PRO ALLSTARS
  - 真夏のダイヤ☆ - 歌：双海真美

- THE IDOLM@STER LIVE THE@TER SOLO COLLECTION 11 Princess Stars
  - 真夏のダイヤ☆ - 歌：田中琴葉

シークレットジュエル〜魅惑の金剛石〜
作詞：MEG.ME、作曲・編曲：宮野弦士
『シアターデイズ』のイベント配信楽曲。
収録作品
- GAME VERSION
  - アイドルマスター ミリオンライブ！ シアターデイズ - 歌：水瀬伊織・宮尾美也・桜守歌織・春日未来・周防桃子

- Rabbit Girls ver.
  - アイドルマスター ミリオンライブ！ シアターデイズ - 歌：高坂海美・所恵美

収録CD
- THE IDOLM@STER MILLION THE@TER SEASON BRIGHT DIAMOND
  - シークレットジュエル〜魅惑の金剛石〜 - 歌：水瀬伊織・宮尾美也・桜守歌織・春日未来・周防桃子

- THE IDOLM@STER MILLION LIVE! 蝶々むすび
  - シークレットジュエル〜魅惑の金剛石〜(Rabbit Girls ver.) - 歌：高坂海美・所恵美

ダイヤモンド・クラリティ
作詞：辻純更、作曲・編曲：青木康平
『シアターデイズ』のイベント配信楽曲。
収録作品
- GAME VERSION
  - アイドルマスター ミリオンライブ！ シアターデイズ - 歌：BRIGHT DIAMOND

収録CD
- THE IDOLM@STER MILLION THE@TER SEASON BRIGHT DIAMOND
  - ダイヤモンド・クラリティ - 歌：BRIGHT DIAMOND

- THE IDOLM@STER LIVE THE@TER SOLO COLLECTION 11 Fairy Stars
  - ダイヤモンド・クラリティ - 歌：百瀬莉緒

- THE IDOLM@STER LIVE THE@TER SOLO COLLECTION 12 Princess Stars
  - ダイヤモンド・クラリティ - 歌：田中琴葉

深紅のパシオン
作詞：leonn、作曲：日比野裕史、編曲：渡辺徹×日比野裕史
『シアターデイズ』のイベント配信楽曲。
収録作品
- GAME VERSION
  - アイドルマスター ミリオンライブ！ シアターデイズ - 歌：chicAAmor

収録CD
- THE IDOLM@STER MILLION THE@TER WAVE 15 chicAAmor
  - 深紅のパシオン - 歌：chicAAmor

- THE IDOLM@STER LIVE THE@TER SOLO COLLECTION 09 Angel Stars
  - 深紅のパシオン - 歌：豊川風花

ワールド・アスレチック・COOK-KING～勝者必食！？スポ食の秋～
作詞：真崎エリカ、作曲・編曲：矢鴇つかさ(Arte Refact)
『シアターデイズ』のイベント配信楽曲。
収録作品
- GAME VERSION
  - アイドルマスター ミリオンライブ！ シアターデイズ - 歌：中谷育・佐竹美奈子・篠宮可憐・我那覇響・舞浜歩

収録CD
- THE IDOLM@STER MILLION THE@TER VARIETY 01
  - ワールド・アスレチック・COOK-KING～勝者必食！？スポ食の秋～ - 歌：中谷育・佐竹美奈子・篠宮可憐・我那覇響・舞浜歩
  - ワールド・アスレチック・COOK-KING～勝者必食！？スポ食の秋～ シャッフルバージョン - 歌：中谷育・佐竹美奈子・篠宮可憐・我那覇響・舞浜歩

産声とクラブ
作詞・作曲・編曲：佐高陵平(Hifumi,inc.)
『シアターデイズ』のイベント配信楽曲。
収録作品
- GAME VERSION
  - アイドルマスター ミリオンライブ！ シアターデイズ - 歌：箱崎星梨花・三浦あずさ・ロコ・高坂海美

収録CD
- THE IDOLM@STER MILLION THE@TER SEASON CLEVER CLOVER
  - 産声とクラブ - 歌：箱崎星梨花・三浦あずさ・ロコ・高坂海美

トレフル・ド・ノエル
作詞・作曲：本田正樹（Dream Monster）、編曲：椿山日南子（Dream Monster）
『シアターデイズ』のイベント配信楽曲。
収録作品
- GAME VERSION
  - アイドルマスター ミリオンライブ！ シアターデイズ - 歌：菊地真・二階堂千鶴・島原エレナ・真壁瑞希

収録CD
- THE IDOLM@STER MILLION THE@TER SEASON CLEVER CLOVER
  - トレフル・ド・ノエル - 歌：菊地真・二階堂千鶴・島原エレナ・真壁瑞希

- THE IDOLM@STER LIVE THE@TER SOLO COLLECTION 11 Angel Stars
  - トレフル・ド・ノエル - 歌：島原エレナ

Clover's Cry〜神と神降ろしの少女〜
作詞・作曲：藤本記子、作曲・編曲：福富雅之
『シアターデイズ』のイベント配信楽曲。
収録作品
- GAME VERSION
  - アイドルマスター ミリオンライブ！ シアターデイズ - 歌：横山奈緒・馬場このみ・秋月律子・木下ひなた・大神環

収録CD
- THE IDOLM@STER MILLION THE@TER SEASON CLEVER CLOVER
  - Clover's Cry〜神と神降ろしの少女〜 - 歌：横山奈緒・馬場このみ・秋月律子・木下ひなた・大神環

- THE IDOLM@STER LIVE THE@TER SOLO COLLECTION 11 Angel Stars
  - Clover's Cry～神と神降ろしの少女～ - 歌：大神環

Shamrock Vivace
作詞：平朋崇、作曲・編曲：EFFY
『シアターデイズ』のイベント配信楽曲。
収録作品
- GAME VERSION
  - アイドルマスター ミリオンライブ！ シアターデイズ - 歌：CLEVER CLOVER

収録CD
- THE IDOLM@STER MILLION THE@TER SEASON CLEVER CLOVER
  - Shamrock Vivace - 歌：CLEVER CLOVER

- THE IDOLM@STER LIVE THE@TER SOLO COLLECTION 11 Fairy Stars
  - Shamrock Vivace - 歌：二階堂千鶴

- THE IDOLM@STER LIVE THE@TER SOLO COLLECTION 12 Fairy Stars
  - Shamrock Vivace - 歌：ロコ

ショコラブル＊イブ
作詞：辻純更、作曲・編曲：藤原彩豊
『シアターデイズ』のイベント配信楽曲。
収録作品
- GAME VERSION
  - アイドルマスター ミリオンライブ！ シアターデイズ - 歌：所恵美・春日未来・高山紗代子・野々原茜・望月杏奈

収録CD
- THE IDOLM@STER MILLION THE@TER VARIETY 01
  - ショコラブル＊イブ - 歌：所恵美・春日未来・高山紗代子・野々原茜・望月杏奈

IGNITE
作詞：Eir・小川智之、作曲：小川智之、オリジナルアーティスト：藍井エイル
藍井エイルのシングル曲のカバー。
収録作品
- アイドルマスター ミリオンライブ！ シアターデイズ - 条件を満たすと使用可能 - 歌：真壁瑞希・伊吹翼・箱崎星梨花・ジュリア・田中琴葉

LOVE is GAME
作詞・作曲・編曲：ヒゲドライバー
『シアターデイズ』のイベント配信楽曲。
収録作品
- GAME VERSION
  - アイドルマスター ミリオンライブ！ シアターデイズ - 歌：天空橋朋花・高槻やよい・佐竹美奈子・七尾百合子

収録CD
- THE IDOLM@STER MILLION THE@TER SEASON LOVERS HEART
  - LOVE is GAME - 歌：天空橋朋花・高槻やよい・佐竹美奈子・七尾百合子

- THE IDOLM@STER LIVE THE@TER SOLO COLLECTION 11 Princess Stars
  - LOVE is GAME - 歌：七尾百合子

- THE IDOLM@STER LIVE THE@TER SOLO COLLECTION 12 Princess Stars
  - LOVE is GAME - 歌：佐竹美奈子

紙・心・ペン・心 -SHISHINPENSHIN-
作詞・作曲・編曲：佐高陵平(Hifumi,inc.)
『シアターデイズ』のイベント配信楽曲。
収録作品
- GAME VERSION
  - アイドルマスター ミリオンライブ！ シアターデイズ - 歌：福田のり子・松田亜利沙・如月千早・北上麗花・高山紗代子

収録CD
- THE IDOLM@STER MILLION THE@TER SEASON LOVERS HEART
  - 紙・心・ペン・心 -SHISHINPENSHIN- - 歌：福田のり子・松田亜利沙・如月千早・北上麗花・高山紗代子

- THE IDOLM@STER LIVE THE@TER SOLO COLLECTION 11 Princess Stars
  - 紙・心・ペン・心 -SHISHINPENSHIN- - 歌：福田のり子

CHEER UP! HEARTS UP!
作詞：nobara kaede、作曲・編曲：渡辺泰司
『シアターデイズ』のイベント配信楽曲。
収録作品
- GAME VERSION
  - アイドルマスター ミリオンライブ！ シアターデイズ - 歌：望月杏奈・矢吹可奈・天海春香・ジュリア

収録CD
- THE IDOLM@STER MILLION THE@TER SEASON LOVERS HEART
  - CHEER UP! HEARTS UP! - 歌：望月杏奈・矢吹可奈・天海春香・ジュリア

- THE IDOLM@STER LIVE THE@TER SOLO COLLECTION 11 Angel Stars
  - CHEER UP! HEARTS UP! - 歌：望月杏奈

空色♡ Birthday Card
作詞：辻純更、作曲・編曲：藤原彩豊
『シアターデイズ』のイベント配信楽曲。
収録作品
- GAME VERSION
  - アイドルマスター ミリオンライブ！ シアターデイズ - 歌：LOVERS HEART

収録CD
- THE IDOLM@STER MILLION THE@TER SEASON LOVERS HEART
  - 空色♡ Birthday Card - 歌：LOVERS HEART

- THE IDOLM@STER LIVE THE@TER SOLO COLLECTION 11 Princess Stars
  - 空色♡ Birthday Card - 歌：高山紗代子

- THE IDOLM@STER LIVE THE@TER SOLO COLLECTION 12 Princess Stars
  - 空色♡ Birthday Card - 歌：福田のり子

Vacation VS Summer ～ナツとヤスミのアンビバレント！～
作詞：松井洋平、作曲・編曲：REDALiCE
『シアターデイズ』のイベント配信楽曲。
収録作品
- GAME VERSION
  - アイドルマスター ミリオンライブ！ シアターデイズ - 歌：徳川まつり・大神環・白石紬・福田のり子・三浦あずさ

収録CD
- THE IDOLM@STER MILLION THE@TER VARIETY 02
  - Vacation VS Summer ～ナツとヤスミのアンビバレント！～ - 歌：徳川まつり・大神環・白石紬・福田のり子・三浦あずさ

夢にかけるRainbow
作詞：MEG.ME、作曲・編曲：矢鴇つかさ(Arte Refact)
『シアターデイズ』5周年記念楽曲。
収録作品
- GAME VERSION
  - アイドルマスター ミリオンライブ！ シアターデイズ - 歌：765 MILLION ALLSTARS※ユニットに選択したキャラクターのみ歌唱。

収録CD
- THE IDOLM@STER MILLION THE@TER SEASON 夢にかけるRainbow
  - 夢にかけるRainbow - 歌：765 MILLION ALLSTARS
  - 夢にかけるRainbow(プリンセススターズ ver.) - 歌：プリンセススターズ
  - 夢にかけるRainbow(フェアリースターズ ver.) - 歌：フェアリースターズ
  - 夢にかけるRainbow(エンジェルスターズ ver.) - 歌：エンジェルスターズ

- THE IDOLM@STER 765 MILLION ALLSTARS BEST
  - 夢にかけるRainbow (Brand New Ver.) - 歌：765 MILLION ALLSTARS

Criminally Dinner ～正餐とイーヴルナイフ～
作詞：真崎エリカ、作曲：GRP・NIYA、編曲：GRP
『シアターデイズ』のイベント配信楽曲。
収録作品
- GAME VERSION
  - アイドルマスター ミリオンライブ！ シアターデイズ - 歌：星井美希・舞浜歩・篠宮可憐・中谷育・最上静香

収録CD
- THE IDOLM@STER MILLION THE@TER SEASON SHADE OF SPADE
  - Criminally Dinner ～正餐とイーヴルナイフ～ - 歌：星井美希・舞浜歩・篠宮可憐・中谷育・最上静香

- THE IDOLM@STER LIVE THE@TER SOLO COLLECTION 11 Fairy Stars
  - Criminally Dinner ～正餐とイーヴルナイフ～ - 歌：舞浜歩

- THE IDOLM@STER LIVE THE@TER SOLO COLLECTION 12 Angel Stars
  - Criminally Dinner ～正餐とイーヴルナイフ～ - 歌：篠宮可憐

スペードのQ
作詞：児玉雨子、作曲・編曲：グシミヤギヒデユキ(Hifumi,inc.)
『シアターデイズ』のイベント配信楽曲。
収録作品
- GAME VERSION
  - アイドルマスター ミリオンライブ！ シアターデイズ - 歌：永吉昴・双海亜美・エミリー＝スチュアート・北沢志保

- ぴえぴえver.
  - アイドルマスター ミリオンライブ！ シアターデイズ - 歌：箱崎星梨花・田中琴葉

収録CD
- THE IDOLM@STER MILLION THE@TER SEASON SHADE OF SPADE
  - スペードのQ - 歌：永吉昴・双海亜美・エミリー＝スチュアート・北沢志保

- THE IDOLM@STER LIVE THE@TER SOLO COLLECTION 11 Princess Stars
  - スペードのQ - 歌：エミリー＝スチュアート

- THE IDOLM@STER LIVE THE@TER SOLO COLLECTION 12 Fairy Stars
  - スペードのQ - 歌：北沢志保

- THE IDOLM@STER MILLION LIVE! 蝶々むすび
  - スペードのQ(ぴえぴえver.) - 歌：箱崎星梨花・田中琴葉

KING of SPADE
作詞・作曲：宮崎まゆ、編曲：賀佐泰洋
『シアターデイズ』のイベント配信楽曲。
収録作品
- GAME VERSION
  - アイドルマスター ミリオンライブ！ シアターデイズ - 歌：白石紬・我那覇響・豊川風花・野々原茜

収録CD
- THE IDOLM@STER MILLION THE@TER SEASON SHADE OF SPADE
  - KING of SPADE - 歌：白石紬・我那覇響・豊川風花・野々原茜

- THE IDOLM@STER LIVE THE@TER SOLO COLLECTION 11 Fairy Stars
  - KING of SPADE - 歌：白石紬

ESPADA
作詞：松井洋平、作曲・編曲：堀江晶太
『シアターデイズ』のイベント配信楽曲。
収録作品
- GAME VERSION
  - アイドルマスター ミリオンライブ！ シアターデイズ - 歌：SHADE OF SPADE

収録CD
- THE IDOLM@STER MILLION THE@TER SEASON SHADE OF SPADE
  - ESPADA - 歌：SHADE OF SPADE

- THE IDOLM@STER LIVE THE@TER SOLO COLLECTION 11 Princess Stars
  - ESPADA - 歌：中谷育

ミスティック・セレモニーへの招待状
作詞：安藤紗々、作曲・編曲：椿山日南子（Dream Monster）
『シアターデイズ』のイベント配信楽曲。
収録作品
- GAME VERSION
  - アイドルマスター ミリオンライブ！ シアターデイズ - 歌：矢吹可奈・伊吹翼・北上麗花・天空橋朋花・双海真美

収録CD
- THE IDOLM@STER MILLION THE@TER VARIETY 02
  - ミスティック・セレモニーへの招待状 - 歌：矢吹可奈・伊吹翼・北上麗花・天空橋朋花・双海真美

- THE IDOLM@STER LIVE THE@TER SOLO COLLECTION 12 Fairy Stars
  - ミスティック・セレモニーへの招待状 - 歌：天空橋朋花

サウンド・オブ・ビギニング
作詞：真崎エリカ、作曲：本多友紀（Arte Refact）、編曲：脇眞富（Arte Refact）
『シアターデイズ』のイベント配信楽曲。
収録作品
- GAME VERSION
  - アイドルマスター ミリオンライブ！ シアターデイズ - 歌：田中琴葉・宮尾美也・周防桃子・二階堂千鶴・ロコ

収録CD
- THE IDOLM@STER MILLION THE@TER SEASON FINAL
  - サウンド・オブ・ビギニング - 歌：田中琴葉・宮尾美也・周防桃子・二階堂千鶴・ロコ

Supersonic Booster!
作詞：真崎エリカ、作曲・編曲：矢鴇つかさ(Arte Refact)
『シアターデイズ』のイベント配信楽曲。
収録作品
- GAME VERSION
  - アイドルマスター ミリオンライブ！ シアターデイズ - 歌：秋月律子・七尾百合子・北上麗花・馬場このみ・島原エレナ

収録CD
- THE IDOLM@STER MILLION THE@TER SEASON FINAL
  - Supersonic Booster! - 歌：秋月律子・七尾百合子・北上麗花・馬場このみ・島原エレナ

オレンジ・エピソード
作詞：真崎エリカ、作曲：酒井拓也・山本恭平(Arte Refact)、編曲：酒井拓也(Arte Refact)
『シアターデイズ』のイベント配信楽曲。
収録作品
- GAME VERSION
  - アイドルマスター ミリオンライブ！ シアターデイズ - 歌：佐竹美奈子・北沢志保・天海春香・舞浜歩・松田亜利沙

収録CD
- THE IDOLM@STER MILLION THE@TER SEASON FINAL
  - オレンジ・エピソード - 歌：佐竹美奈子・北沢志保・天海春香・舞浜歩・松田亜利沙

Like twinkling STARS
作詞：真崎エリカ、作曲・編曲：原田篤(Arte Refact)
『シアターデイズ』のイベント配信楽曲。
収録作品
- GAME VERSION
  - アイドルマスター ミリオンライブ！ シアターデイズ - 歌：篠宮可憐・双海真美・四条貴音・エミリー=スチュアート・豊川風花

収録CD
- THE IDOLM@STER MILLION THE@TER SEASON FINAL
  - Like twinkling STARS - 歌：篠宮可憐・双海真美・四条貴音・エミリー=スチュアート・豊川風花

春風満帆スターティング
作詞・作曲・編曲：青柳諒
『シアターデイズ』のイベント配信楽曲。
収録作品
- GAME VERSION
  - アイドルマスター ミリオンライブ！ シアターデイズ - 歌：萩原雪歩・福田のり子・菊地真・永吉昴・最上静香

収録CD
- THE IDOLM@STER MILLION THE@TER VARIETY 03
  - 春風満帆スターティング - 歌：萩原雪歩・福田のり子・菊地真・永吉昴・最上静香

リベレイシング／アロン -LiberaSing Along-
作詞：松井洋平、作曲・編曲：高瀬一矢
『シアターデイズ』のイベント配信楽曲。
収録作品
- GAME VERSION
  - アイドルマスター ミリオンライブ！ シアターデイズ - 歌：如月千早・木下ひなた・天空橋朋花・徳川まつり・馬場このみ

収録CD
- THE IDOLM@STER MILLION THE@TER VARIETY 03
  - リベレイシング／アロン -LiberaSing Along- - 歌：如月千早・木下ひなた・天空橋朋花・徳川まつり・馬場このみ

電波感傷
作詞：大山恭子、作曲・編曲：早川博隆
『シアターデイズ』のイベント配信楽曲。
収録作品
- GAME VERSION
  - アイドルマスター ミリオンライブ！ シアターデイズ - 歌：オフィウクス

収録CD
- THE IDOLM@STER MILLION LIVE!「グッドサイン」
  - 電波感傷 - 歌：オフィウクス

夢みがちBride
作詞：結城アイラ、作曲：結城アイラ・PandaBoY、編曲：PandaBoY
『シアターデイズ』のイベント配信楽曲。
収録作品
- GAME VERSION
  - アイドルマスター ミリオンライブ！ シアターデイズ - 歌：我那覇響・横山奈緒・高坂海美・真壁瑞希・宮尾美也

収録CD
- THE IDOLM@STER MILLION THE@TER VARIETY 04
  - 夢みがちBride - 歌：我那覇響・横山奈緒・高坂海美・真壁瑞希・宮尾美也

- THE IDOLM@STER MILLION THE@TER VARIETY 05
  - 夢みがちBride（我那覇響ver.） - 歌：我那覇響
  - 夢みがちBride（横山奈緒ver.） - 歌：横山奈緒

グッドサイン
作詞：mekakushe、作曲：松坂康司、編曲：佐高陵平(Hifumi,inc.)
『シアターデイズ』6周年記念楽曲。
収録作品
- GAME VERSION
  - アイドルマスター ミリオンライブ！ シアターデイズ - 歌：765 MILLION ALLSTARS※ユニットに選択したキャラクターのみ歌唱。

収録CD
- THE IDOLM@STER MILLION LIVE!「グッドサイン」
  - グッドサイン - 歌：765 MILLION ALLSTARS
  - グッドサイン (765PRO ALLSTARS ver.) - 歌：765PRO ALLSTARS
  - グッドサイン (プリンセススターズ ver.) - 歌：プリンセススターズ
  - グッドサイン (フェアリースターズ ver.) - 歌：フェアリースターズ
  - グッドサイン (エンジェルスターズ ver.) - 歌：エンジェルスターズ

カンパリーナ♡
作詞・作曲：大橋莉子、編曲：平田祥一郎
『シアターデイズ』のイベント配信楽曲。
収録作品
- GAME VERSION
  - アイドルマスター ミリオンライブ！ シアターデイズ - 歌：三浦あずさ・二階堂千鶴・北上麗花・四条貴音・豊川風花

収録CD
- THE IDOLM@STER MILLION THE@TER VARIETY 04
  - カンパリーナ♡ - 歌：三浦あずさ・二階堂千鶴・北上麗花・四条貴音・豊川風花

Dance in the Light
作詞・作曲・編曲：南悠翔
『シアターデイズ』のイベント配信楽曲。
収録作品
- GAME VERSION
  - アイドルマスター ミリオンライブ！ シアターデイズ - 歌：舞浜歩・水瀬伊織・高山紗代子・永吉昴・百瀬莉緒

収録CD
- THE IDOLM@STER MILLION THE@TER VARIETY 04
  - Dance in the Light - 歌：舞浜歩・水瀬伊織・高山紗代子・永吉昴・百瀬莉緒

解夏傀儡
作詞・作曲・編曲：グシミヤギヒデユキ(Hifumi,inc)
『シアターデイズ』のイベント配信楽曲。
タイトルの読みは「げげかいらい」。
収録作品
- GAME VERSION
  - アイドルマスター ミリオンライブ！ シアターデイズ - 歌：真壁瑞希・周防桃子・馬場このみ・四条貴音・中谷育

収録CD
- THE IDOLM@STER MILLION C@STING 01 解夏傀儡
  - 解夏傀儡 - 歌：真壁瑞希・周防桃子・馬場このみ・四条貴音・中谷育

エンダーエンダー
作詞・作曲・編曲：重永亮介
『シアターデイズ』のイベント配信楽曲。
収録作品
- GAME VERSION
  - アイドルマスター ミリオンライブ！ シアターデイズ - 歌：北上麗花・舞浜歩・ロコ・伊吹翼・箱崎星梨花

収録CD
- THE IDOLM@STER MILLION C@STING 02 エンダーエンダー
  - エンダーエンダー - 歌：北上麗花・舞浜歩・ロコ・伊吹翼・箱崎星梨花

はぴ！やば！まいまいんど！
作詞：松井洋平、作曲・編曲：高橋諒
『シアターデイズ』のイベント配信楽曲。
収録作品
- GAME VERSION
  - アイドルマスター ミリオンライブ！ シアターデイズ - 歌：望月杏奈・高槻やよい・木下ひなた・ジュリア・星井美希

収録CD
- THE IDOLM@STER MILLION THE@TER VARIETY 05
  - はぴ！やば！まいまいんど！ - 歌：望月杏奈・高槻やよい・木下ひなた・ジュリア・星井美希

ミステイク・マーダー!
作詞・作曲・編曲：三好啓太
『シアターデイズ』のイベント配信楽曲。
収録作品
- GAME VERSION
  - アイドルマスター ミリオンライブ！ シアターデイズ - 歌：田中琴葉・春日未来・豊川風花・北沢志保・七尾百合子

収録CD
- THE IDOLM@STER MILLION C@STING 03 ミステイク・マーダー!
  - ミステイク・マーダー! - 歌：田中琴葉・春日未来・豊川風花・北沢志保・七尾百合子

銀のテーブル木苺ジャム
作詞：辻純更、作曲・編曲：半田翼
『シアターデイズ』のイベント配信楽曲。
タイトルの読みは「ぎんのテーブルラズベリージャム」。
収録作品
- GAME VERSION
  - アイドルマスター ミリオンライブ！ シアターデイズ - 歌：水瀬伊織・最上静香・松田亜利沙・矢吹可奈・菊地真

収録CD
- THE IDOLM@STER MILLION C@STING 04 銀のテーブル木苺ジャム
  - 銀のテーブル木苺ジャム - 歌：水瀬伊織・最上静香・松田亜利沙・矢吹可奈・菊地真

SunRiser
作詞・作曲・編曲：オオヤギヒロオ
『シアターデイズ』のイベント配信楽曲。
収録作品
- GAME VERSION
  - アイドルマスター ミリオンライブ！ シアターデイズ - 歌：双海亜美・秋月律子・双海真美・高槻やよい・星井美希

収録CD
- THE IDOLM@STER MILLION MOVEMENT OF ASTROLOGIA 01 SunRiser
  - SunRiser - 歌：双海亜美・秋月律子・双海真美・高槻やよい・星井美希

アイドルステアウェイ
作詞：RUCCA、作曲・編曲：EFFY
『シアターデイズ』のイベント配信楽曲。
収録作品
- GAME VERSION
  - アイドルマスター ミリオンライブ！ シアターデイズ - 歌：周防桃子・高坂海美・徳川まつり・豊川風花

収録CD
- THE IDOLM@STER MILLION MOVEMENT OF STARDOM ROAD 01 アイドルステアウェイ
  - アイドルステアウェイ - 歌：周防桃子・高坂海美・徳川まつり・豊川風花

Upper Dog
作詞・作曲：鈴木裕明、編曲：KOH
『シアターデイズ』のイベント配信楽曲。
収録作品
- GAME VERSION
  - アイドルマスター ミリオンライブ！ シアターデイズ - 歌：箱崎星梨花・天空橋朋花・野々原茜・馬場このみ

収録CD
- THE IDOLM@STER MILLION MOVEMENT OF STARDOM ROAD 02 Upper Dog
  - Upper Dog - 歌：箱崎星梨花・天空橋朋花・野々原茜・馬場このみ

ilLUmiNAte!
作詞：Kristi、作曲・編曲：井口イチロウ
『シアターデイズ』のイベント配信楽曲。
収録作品
- GAME VERSION
  - アイドルマスター ミリオンライブ！ シアターデイズ - 歌：菊地真・如月千早・我那覇響・三浦あずさ

収録CD
- THE IDOLM@STER MILLION MOVEMENT OF ASTROLOGIA 02 ilLUmiNAte!
  - ilLUmiNAte! - 歌：菊地真・如月千早・我那覇響・三浦あずさ

7Days A Week!!
作詞：辻純更、作曲・編曲：塩原大貴
『シアターデイズ』7周年記念楽曲。
収録作品
- GAME VERSION
  - アイドルマスター ミリオンライブ！ シアターデイズ - 歌：765 MILLION ALLSTARS※ユニットに選択したキャラクターのみ歌唱。

収録CD
- THE IDOLM@STER MILLION LIVE! 7Days A Week!!
  - 7Days A Week!! - 歌：765 MILLION ALLSTARS

Hypernova
作詞・作曲・編曲：5u5h1
『シアターデイズ』のイベント配信楽曲。
収録作品
- GAME VERSION
  - アイドルマスター ミリオンライブ！ シアターデイズ - 歌：永吉昴・高山紗代子・篠宮可憐・二階堂千鶴・松田亜利沙

収録CD
- THE IDOLM@STER MILLION MOVEMENT OF STARDOM ROAD 03 Hypernova
  - Hypernova - 歌：永吉昴・高山紗代子・篠宮可憐・二階堂千鶴・松田亜利沙

推しってほんと
作詞：ヤマモトショウ、作曲・編曲：金崎真士
『シアターデイズ』のイベント配信楽曲。
収録作品
- GAME VERSION
  - アイドルマスター ミリオンライブ！ シアターデイズ - 歌：所恵美・島原エレナ・佐竹美奈子・田中琴葉・矢吹可奈

収録CD
- THE IDOLM@STER MILLION MOVEMENT OF STARDOM ROAD 04 推しってほんと
  - 推しってほんと - 歌：所恵美・島原エレナ・佐竹美奈子・田中琴葉・矢吹可奈

未完成のポラリス
作詞・作曲・編曲：グシミヤギヒデユキ(Hifumi,inc)
『シアターデイズ』のイベント配信楽曲。
収録作品
- GAME VERSION
  - アイドルマスター ミリオンライブ！ シアターデイズ - 歌：宮尾美也・望月杏奈・横山奈緒・舞浜歩

収録CD
- THE IDOLM@STER MILLION MOVEMENT OF STARDOM ROAD 05 未完成のポラリス
  - 未完成のポラリス - 歌：宮尾美也・望月杏奈・横山奈緒・舞浜歩

Sky Survive
作詞：Cocoro.(Dream Monster)、作曲・編曲：白戸佑輔(Dream Monster)
『シアターデイズ』のイベント配信楽曲。
収録作品
- GAME VERSION
  - アイドルマスター ミリオンライブ！ シアターデイズ - 歌：白石紬・福田のり子・伊吹翼・木下ひなた

収録CD
- THE IDOLM@STER MILLION MOVEMENT OF STARDOM ROAD 06 Sky Survive
  - Sky Survive - 歌：白石紬・福田のり子・伊吹翼・木下ひなた

Pomegranate
作詞：安藤紗々、作曲・編曲：大和
『シアターデイズ』のイベント配信楽曲。
収録作品
- GAME VERSION
  - アイドルマスター ミリオンライブ！ シアターデイズ - 歌：Pomegranate

収録CD
- THE IDOLM@STER MILLION THE@TER VARIETY 06
  - Pomegranate - 歌：二階堂千鶴・桜守歌織・島原エレナ・箱崎星梨花・ロコ
  - Pomegranate（豊川風花・七尾百合子 Ver.） - 歌：豊川風花・七尾百合子

Stellar Light
作詞・作曲・編曲：中土智博
『シアターデイズ』のイベント配信楽曲。
収録作品
- GAME VERSION
  - アイドルマスター ミリオンライブ！ シアターデイズ - 歌：四条貴音・萩原雪歩・天海春香・水瀬伊織

All Alone
作詞・作曲・編曲：遠藤直弥
『シアターデイズ』のイベント配信楽曲。
収録作品
- GAME VERSION
  - アイドルマスター ミリオンライブ！ シアターデイズ - 歌：エミリー＝スチュアート・北上麗花・春日未来・北沢志保

収録CD
- THE IDOLM@STER MILLION MOVEMENT OF STARDOM ROAD 07 All Alone
  - All Alone - 歌：エミリー＝スチュアート・北上麗花・春日未来・北沢志保

唸れ！ミリオンアーマー！
作詞・作曲・編曲：園田健太郎
『シアターデイズ』のイベント配信楽曲。
収録作品
- GAME VERSION
  - アイドルマスター ミリオンライブ！ シアターデイズ - 歌：桜守歌織・篠宮可憐

収録CD
- THE IDOLM@STER MILLION ARMOR ACE＆BEYOND
  - 唸れ！ミリオンアーマー！ - 歌：桜守歌織・篠宮可憐

Lullaby for Armors
作詞・作曲・編曲：園田健太郎
『シアターデイズ』のイベント配信楽曲。
収録作品
- GAME VERSION
  - アイドルマスター ミリオンライブ！ シアターデイズ - 歌：星井美希・北沢志保・エミリー＝スチュアート・高山紗代子・中谷育

収録CD
- THE IDOLM@STER MILLION ARMOR ACE＆BEYOND
  - Lullaby for Armors - 歌：星井美希・北沢志保・エミリー＝スチュアート・高山紗代子・中谷育

涙を知ること
作詞：岩城由美、作曲・編曲：半田翼
『シアターデイズ』のイベント配信楽曲。
収録作品
- GAME VERSION
  - アイドルマスター ミリオンライブ！ シアターデイズ - 歌：桜守歌織・大神環・中谷育・ジュリア

収録CD
- THE IDOLM@STER MILLION MOVEMENT OF STARDOM ROAD 08 涙を知ること
  - 涙を知ること - 歌：桜守歌織・大神環・中谷育・ジュリア

I.V.
作詞・作曲・編曲：清田直人
『シアターデイズ』のイベント配信楽曲。
タイトルの読みは「イヴ」。
収録作品
- GAME VERSION
  - アイドルマスター ミリオンライブ！ シアターデイズ - 歌：真壁瑞希・七尾百合子・最上静香・百瀬莉緒・ロコ

収録CD
- THE IDOLM@STER MILLION MOVEMENT OF STARDOM ROAD 09 I.V.
  - I.V. - 歌：真壁瑞希・七尾百合子・最上静香・百瀬莉緒・ロコ

Bestest!!
作詞：RUCCA、作曲・編曲：EFFY
『シアターデイズ』のイベント配信楽曲。
収録作品
- GAME VERSION
  - アイドルマスター ミリオンライブ！ シアターデイズ - 歌：馬場このみ・天海春香・田中琴葉・中谷育・松田亜利沙

収録CD
- THE IDOLM@STER MILLION MOVEMENT OF “STARS” Bestest!!
  - Bestest!! - 歌：馬場このみ・天海春香・田中琴葉・中谷育・松田亜利沙

頂上決戦ヴィクトリー!!!!!!
作詞・作曲：ZAQ、編曲：篠崎あやと
『シアターデイズ』のイベント配信楽曲。
収録作品
- GAME VERSION
  - アイドルマスター ミリオンライブ！ シアターデイズ - 歌：最上静香・菊地真・エミリー＝スチュアート・大神環・北上麗花・天空橋朋花

収録CD
- THE IDOLM@STER MILLION BATTLE OF THE＠TER OP 頂上決戦ヴィクトリー!!!!!!
  - 頂上決戦ヴィクトリー!!!!!! - 歌：最上静香・菊地真・エミリー＝スチュアート・大神環・北上麗花・天空橋朋花

Clash of Colors
作詞：Cocoro.(Dream Monster)、作曲・編曲：アッシュ井上(Dream Monster)
『シアターデイズ』のイベント配信楽曲。
収録作品
- GAME VERSION
  - アイドルマスター ミリオンライブ！ シアターデイズ - 歌：横山奈緒・真壁瑞希・永吉昴・萩原雪歩

収録CD
- THE IDOLM@STER MILLION BATTLE OF THE＠TER 01 Clash of Colors
  - Clash of Colors - 歌：横山奈緒・真壁瑞希・永吉昴・萩原雪歩

Luvliminal image
作詞：辻純更、作曲・編曲：平田祥一郎
『シアターデイズ』のイベント配信楽曲。
収録作品
- GAME VERSION
  - アイドルマスター ミリオンライブ！ シアターデイズ - 歌：百瀬莉緒・宮尾美也・星井美希・ジュリア

蝶々むすび
作詞・作曲・編曲：ナカシマ
『シアターデイズ』8周年記念楽曲。
収録作品
- GAME VERSION
  - アイドルマスター ミリオンライブ！ シアターデイズ - 歌：765 MILLION ALLSTARS※ユニットに選択したキャラクターのみ歌唱。

収録CD
- THE IDOLM@STER MILLION LIVE! 蝶々むすび
  - 蝶々むすび - 歌：765 MILLION ALLSTARS

Hug a nice day!
作詞・作曲・編曲：やしきん
『シアターデイズ』のイベント配信楽曲。
収録作品
- GAME VERSION
  - アイドルマスター ミリオンライブ！ シアターデイズ - 歌：高坂海美・白石紬・豊川風花・永吉昴・野々原茜・矢吹可奈

SHIMMER
作詞・作曲・編曲：R・O・N
『シアターデイズ』のイベント配信楽曲。
収録作品
- GAME VERSION
  - アイドルマスター ミリオンライブ！ シアターデイズ - 歌：望月杏奈・七尾百合子・春日未来・双海亜美

## ラジオ関連楽曲

### 『THE IDOLM@STER MillionRADIO』関連楽曲
U・N・M・E・I ライブ
作詞：伊福部崇、作曲：増谷賢、編曲：長田直之、MR remix編曲：大久保薫
『THE IDOLM@STER MillionRADIO』テーマソング。
収録作品
- アイドルマスター ミリオンライブ！ シアターデイズ - 歌：春日未来・最上静香・箱崎星梨花

収録CD
- U・N・M・E・I ライブ
  - U・N・M・E・I ライブ - 歌：春日未来・最上静香・箱崎星梨花

- THE IDOLM@STER LIVE THE@TER SOLO COLLECTION VOL.2
  - U・N・M・E・I ライブ - 歌：箱崎星梨花

- THE IDOLM@STER LIVE THE@TER SOLO COLLECTION 04 Starlight Theater
  - U・N・M・E・I ライブ - 歌：春日未来

- SECOND LIVINGROOM
  - U・N・M・E・I ライブ（MR remix） - 歌：春日未来・最上静香・箱崎星梨花

ターンオンタイム！
作詞：伊福部崇、作曲・編曲：三好啓太
『THE IDOLM@STER MillionRADIO』テーマソング。
収録CD
- ターンオンタイム！
  - ターンオンタイム！ - 歌：春日未来・最上静香・箱崎星梨花

- THE IDOLM@STER LIVE THE@TER SOLO COLLECTION 06 Fairy Stars
  - ターンオンタイム！ - 歌：最上静香

- さんぶんのいち
  - ターンオンタイム！（MR remix） - 歌：春日未来・最上静香・箱崎星梨花

ENDLESS TOUR
作詞：伊福部崇、作曲：田中俊亮、編曲：酒井拓也
『THE IDOLM@STER MillionRADIO』テーマソング。
収録CD
- ENDLESS TOUR
  - ENDLESS TOUR - 歌：春日未来・最上静香・箱崎星梨花

- Reward Sweets
  - ENDLESS TOUR（MR remix） - 歌：春日未来・最上静香・箱崎星梨花

SECOND LIVINGROOM
作詞：伊福部崇、作曲・編曲：遠藤信吾
『THE IDOLM@STER MillionRADIO』テーマソング。
収録CD
- SECOND LIVINGROOM
  - SECOND LIVINGROOM - 歌：春日未来・最上静香・箱崎星梨花

さんぶんのいち
作詞：伊福部崇、作曲・編曲：シバタトモキ
『THE IDOLM@STER MillionRADIO』エンディングテーマ。
収録CD
- さんぶんのいち
  - さんぶんのいち - 歌：春日未来・最上静香・箱崎星梨花

Reward Sweets
作詞：伊福部崇、作曲・編曲：金山秀士(Dream Monster)・イトイ(Dream Monster)
『THE IDOLM@STER MillionRADIO』テーマソング。
収録CD
- Reward Sweets
  - Reward Sweets - 歌：春日未来・最上静香・箱崎星梨花

## その他の楽曲
COLORS ON CANVAS!
作詞：松井洋平、作曲・編曲：AstroNoteS、歌：ロコ
2024年11月に行われるはずだったライブイベント「THE IDOLM@STER MILLION LIVE! 11thLIVE DAY1 Atelier ROCOMOTION!!」のために書き下ろされた楽曲。
君と同じ物語
作詞：こだまさおり、作曲・編曲：若林充、歌：七尾百合子
2024年11月に行われるはずだったライブイベント「THE IDOLM@STER MILLION LIVE! 11thLIVE DAY2 百合咲き誇るレムリア」のために書き下ろされた楽曲。

### ユニットメンバー
1. 1 2 3 4 5 6 7 8 9 10 11 12 13 14 15 16 17 18 19 20 21 22 23 24 25 26 27 28 29  天海春香（中村繪里子）、如月千早（今井麻美）、星井美希（長谷川明子）、萩原雪歩（浅倉杏美）、高槻やよい（仁後真耶子）、菊地真（平田宏美）、水瀬伊織（釘宮理恵）、四条貴音（原由実）、秋月律子（若林直美）、三浦あずさ（たかはし智秋）、双海亜美 / 真美（下田麻美）、我那覇響（沼倉愛美）、春日未来（山崎はるか）、最上静香（田所あずさ）、伊吹翼（Machico）、田中琴葉（種田梨沙）、島原エレナ（角元明日香）、佐竹美奈子（大関英里）、所恵美（藤井ゆきよ）、徳川まつり（諏訪彩花）、箱崎星梨花（麻倉もも）、野々原茜（小笠原早紀）、望月杏奈（夏川椎菜）、ロコ（中村温姫）、七尾百合子（伊藤美来）、高山紗代子（駒形友梨）、松田亜利沙（村川梨衣）、高坂海美（上田麗奈）、中谷育（原嶋あかり）、天空橋朋花（小岩井ことり）、エミリー スチュアート（郁原ゆう）、北沢志保（雨宮天）、舞浜歩（戸田めぐみ）、木下ひなた（田村奈央）、矢吹可奈（木戸衣吹）、横山奈緒（渡部優衣）、二階堂千鶴（野村香菜子）、馬場このみ（髙橋ミナミ）、大神環（稲川英里）、豊川風花（末柄里恵）、宮尾美也（桐谷蝶々）、福田のり子（浜崎奈々）、真壁瑞希（阿部里果）、篠宮可憐（近藤唯）、百瀬莉緒（山口立花子）、永吉昴（斉藤佑圭）、北上麗花（平山笑美）、周防桃子（渡部恵子）、ジュリア（愛美）、白石紬（南早紀）、桜守歌織（香里有佐）
2. 1 2  天海春香（中村繪里子）、春日未来（山崎はるか）、如月千早（今井麻美）、木下ひなた（田村奈央）、四条貴音（原由実）、ジュリア（愛美）、高山紗代子（駒形友梨）、田中琴葉（種田梨沙）、天空橋朋花（小岩井ことり）、箱崎星梨花（麻倉もも）、松田亜利沙（村川梨衣）、三浦あずさ（たかはし智秋）、水瀬伊織（釘宮理恵）、最上静香（田所あずさ）、望月杏奈（夏川椎菜）、矢吹可奈（木戸衣吹）、エミリー スチュアート（郁原ゆう）、大神環（稲川英里）、我那覇響（沼倉愛美）、菊地真（平田宏美）、北上麗花（平山笑美）、高坂海美（上田麗奈）、佐竹美奈子（大関英里）、島原エレナ（角元明日香）、高槻やよい（仁後真耶子）、永吉昴（斉藤佑圭）、野々原茜（小笠原早紀）、馬場このみ（髙橋ミナミ）、福田のり子（浜崎奈々）、舞浜歩（戸田めぐみ）、真壁瑞希（阿部里果）、百瀬莉緒（山口立花子）、横山奈緒（渡部優衣）、秋月律子（若林直美）、伊吹翼（Machico）、北沢志保（雨宮天）、篠宮可憐（近藤唯）、周防桃子（渡部恵子）、徳川まつり（諏訪彩花）、所恵美（藤井ゆきよ）、豊川風花（末柄里恵）、中谷育（原嶋あかり）、七尾百合子（伊藤美来）、二階堂千鶴（野村香菜子）、萩原雪歩（浅倉杏美）、ロコ（中村温姫）、双海亜美 / 真美（下田麻美）、星井美希（長谷川明子）、宮尾美也（桐谷蝶々）
3. 1 2 3 4 5 6 7 8 9 10 11 12 13  天海春香（中村繪里子）、星井美希（長谷川明子）、如月千早（今井麻美）、高槻やよい（仁後真耶子）、萩原雪歩（浅倉杏美）、菊地真（平田宏美）、双海亜美 / 真美（下田麻美）、水瀬伊織（釘宮理恵）、三浦あずさ（たかはし智秋）、四条貴音（原由実）、我那覇響（沼倉愛美）、秋月律子（若林直美）
4. ↑  春日未来（山崎はるか）、木下ひなた（田村奈央）、ジュリア（愛美）、高山紗代子（駒形友梨）、田中琴葉（種田梨沙）、天空橋朋花（小岩井ことり）、箱崎星梨花（麻倉もも）、松田亜利沙（村川梨衣）、最上静香（田所あずさ）、望月杏奈（夏川椎菜）、矢吹可奈（木戸衣吹）、エミリー スチュアート（郁原ゆう）、大神環（稲川英里）、北上麗花（平山笑美）、高坂海美（上田麗奈）、佐竹美奈子（大関英里）、島原エレナ（角元明日香）、永吉昴（斉藤佑圭）、野々原茜（小笠原早紀）、馬場このみ（髙橋ミナミ）、福田のり子（浜崎奈々）、舞浜歩（戸田めぐみ）、真壁瑞希（阿部里果）、百瀬莉緒（山口立花子）、横山奈緒（渡部優衣）、伊吹翼（Machico）、北沢志保（雨宮天）、篠宮可憐（近藤唯）、周防桃子（渡部恵子）、徳川まつり（諏訪彩花）、所恵美（藤井ゆきよ）、豊川風花（末柄里恵）、中谷育（原嶋あかり）、七尾百合子（伊藤美来）、二階堂千鶴（野村香菜子）、ロコ（中村温姫）、宮尾美也（桐谷蝶々）
5. 1 2 3 4 5  春日未来（山崎はるか）、最上静香（田所あずさ）、伊吹翼（Machico）、田中琴葉（種田梨沙）、島原エレナ（角元明日香）、佐竹美奈子（大関英里）、所恵美（藤井ゆきよ）、徳川まつり（諏訪彩花）、箱崎星梨花（麻倉もも）、野々原茜（小笠原早紀）、望月杏奈（夏川椎菜）、ロコ（中村温姫）、七尾百合子（伊藤美来）、高山紗代子（駒形友梨）、松田亜利沙（村川梨衣）、高坂海美（上田麗奈）、中谷育（原嶋あかり）、天空橋朋花（小岩井ことり）、エミリー スチュアート（郁原ゆう）、北沢志保（雨宮天）、舞浜歩（戸田めぐみ）、木下ひなた（田村奈央）、矢吹可奈（木戸衣吹）、横山奈緒（渡部優衣）、二階堂千鶴（野村香菜子）、馬場このみ（髙橋ミナミ）、大神環（稲川英里）、豊川風花（末柄里恵）、宮尾美也（桐谷蝶々）、福田のり子（浜崎奈々）、真壁瑞希（阿部里果）、篠宮可憐（近藤唯）、百瀬莉緒（山口立花子）、永吉昴（斉藤佑圭）、北上麗花（平山笑美）、周防桃子（渡部恵子）、ジュリア（愛美）、白石紬（南早紀）、桜守歌織（香里有佐）
6. 1 2  我那覇響（沼倉愛美）、秋月律子（若林直美）、高槻やよい（仁後真耶子）、双海亜美（下田麻美）、水瀬伊織（釘宮理恵）
7. 1 2  春日未来（山崎はるか）、伊吹翼（Machico）、七尾百合子（伊藤美来）、真壁瑞希（阿部里果）、望月杏奈（夏川椎菜）
8. 1 2  最上静香（田所あずさ）、北上麗花（平山笑美）、北沢志保（雨宮天）、野々原茜（小笠原早紀）、箱崎星梨花（麻倉もも）
9. 1 2  如月千早（今井麻美）、エミリー スチュアート（郁原ゆう）、ジュリア（愛美）、徳川まつり（諏訪彩花）、豊川風花（末柄里恵）
10. 1 2  天海春香（中村繪里子）、周防桃子（渡部恵子）、福田のり子（浜崎奈々）、松田亜利沙（村川梨衣）、横山奈緒（渡部優衣）
11. 1 2  田中琴葉（種田梨沙）、大神環（稲川英里）、高坂海美（上田麗奈）、所恵美（藤井ゆきよ）、宮尾美也（桐谷蝶々）
12. 1 2  菊地真（平田宏美）、萩原雪歩（浅倉杏美）、舞浜歩（戸田めぐみ）、三浦あずさ（たかはし智秋）、矢吹可奈（木戸衣吹）
13. 1 2  馬場このみ（高橋未奈美）、木下ひなた（田村奈央）、佐竹美奈子（大関英里）、中谷育（原嶋あかり）、双海真美（下田麻美）
14. 1 2  星井美希（長谷川明子）、高山紗代子（駒形友梨）、天空橋朋花（小岩井ことり）、永吉昴（斉藤佑圭）、二階堂千鶴（野村香菜子）
15. 1 2  篠宮可憐（近藤唯）、四条貴音（原由実）、島原エレナ（角元明日香）、百瀬莉緒（山口立花子）、ロコ（中村温姫）
16. 1 2 3  徳川まつり（諏訪彩花）、エミリー スチュアート（郁原ゆう）、木下ひなた（田村奈央）、島原エレナ（角元明日香）、永吉昴（斉藤佑圭）
17. ↑  エミリー スチュアート（郁原ゆう）、木下ひなた（田村奈央）、横山奈緒（渡部優衣）
18. ↑  島原エレナ（角元明日香）、中谷育（原嶋あかり）、ロコ（中村温姫）
19. ↑  伊吹翼（Machico）、佐竹美奈子（大関英里）、福田のり子（浜崎奈々）
20. ↑  望月杏奈（夏川椎菜）、百瀬莉緒（山口立花子）、矢吹可奈（木戸衣吹）
21. ↑  伊吹翼（Machico）、エミリー スチュアート（郁原ゆう）、木下ひなた（田村奈央）、佐竹美奈子（大関英里）、島原エレナ（角元明日香）、中谷育（原嶋あかり）、福田のり子（浜崎奈々）、望月杏奈（夏川椎菜）、百瀬莉緒（山口立花子）、矢吹可奈（木戸衣吹）、横山奈緒（渡部優衣）、ロコ（中村温姫）
22. ↑  伊吹翼（Machico）、エミリー スチュアート（郁原ゆう）、木下ひなた（田村奈央）、佐竹美奈子（大関英里）、島原エレナ（角元明日香）、中谷育（原嶋あかり）、福田のり子（浜崎奈々）、望月杏奈（夏川椎菜）、百瀬莉緒（山口立花子）、矢吹可奈（木戸衣吹）、横山奈緒（渡部優衣）、ロコ（中村温姫）、桜守歌織（香里有佐）
23. ↑  所恵美（藤井ゆきよ）、舞浜歩（戸田めぐみ）、真壁瑞希（阿部里果）
24. ↑  篠宮可憐（近藤唯）、天空橋朋花（小岩井ことり）、二階堂千鶴（野村香菜子）
25. ↑  永吉昴（斉藤佑圭）、七尾百合子（伊藤美来）、最上静香（田所あずさ）
26. ↑  北上麗花（平山笑美）、ジュリア（愛美）、高山紗代子（駒形友梨）
27. ↑  北上麗花（平山笑美）、篠宮可憐（近藤唯）、ジュリア（愛美）、高山紗代子（駒形友梨）、天空橋朋花（小岩井ことり）、所恵美（藤井ゆきよ）、永吉昴（斉藤佑圭）、七尾百合子（伊藤美来）、二階堂千鶴（野村香菜子）、舞浜歩（戸田めぐみ）、真壁瑞希（阿部里果）、最上静香（田所あずさ）
28. ↑  北上麗花（平山笑美）、篠宮可憐（近藤唯）、ジュリア（愛美）、高山紗代子（駒形友梨）、天空橋朋花（小岩井ことり）、所恵美（藤井ゆきよ）、永吉昴（斉藤佑圭）、七尾百合子（伊藤美来）、二階堂千鶴（野村香菜子）、舞浜歩（戸田めぐみ）、真壁瑞希（阿部里果）、最上静香（田所あずさ）、白石紬（南早紀）
29. 1 2  北沢志保（雨宮天）、高坂海美（上田麗奈）、田中琴葉（種田梨沙）、松田亜利沙（村川梨衣）
30. ↑  北沢志保（雨宮天）、高坂海美（上田麗奈）、松田亜利沙（村川梨衣）
31. ↑  大神環（稲川英里）、野々原茜（小笠原早紀）、箱崎星梨花（麻倉もも）
32. ↑  春日未来（山崎はるか）、徳川まつり（諏訪彩花）、宮尾美也（桐谷蝶々）
33. ↑  周防桃子（渡部恵子）、豊川風花（末柄里恵）、馬場このみ（高橋未奈美）
34. ↑  大神環（稲川英里）、春日未来（山崎はるか）、北沢志保（雨宮天）、高坂海美（上田麗奈）、周防桃子（渡部恵子）、徳川まつり（諏訪彩花）、豊川風花（末柄里恵）、野々原茜（小笠原早紀）、箱崎星梨花（麻倉もも）、馬場このみ（高橋未奈美）、松田亜利沙（村川梨衣）、宮尾美也（桐谷蝶々）
35. ↑  大神環（稲川英里）、春日未来（山崎はるか）、北沢志保（雨宮天）、高坂海美（上田麗奈）、周防桃子（渡部恵子）、徳川まつり（諏訪彩花）、豊川風花（末柄里恵）、野々原茜（小笠原早紀）、箱崎星梨花（麻倉もも）、馬場このみ（高橋未奈美）、松田亜利沙（村川梨衣）、宮尾美也（桐谷蝶々）、田中琴葉（種田梨沙）
36. 1 2 3  天空橋朋花（小岩井ことり）、所恵美（藤井ゆきよ）、二階堂千鶴（野村香菜子）、百瀬莉緒（山口立花子）
37. 1 2 3  島原エレナ（角元明日香）、宮尾美也（桐谷蝶々）
38. 1 2 3  中谷育（原嶋あかり）、七尾百合子（伊藤美来）、松田亜利沙（村川梨衣）
39. 1 2 3  真壁瑞希（阿部里果）、白石紬（南早紀）、北沢志保（雨宮天）
40. 1 2 3  桜守歌織（香里有佐）、豊川風花（末柄里恵）、北上麗花（平山笑美）、馬場このみ（高橋未奈美）
41. 1 2 3  高山紗代子（駒形友梨）、横山奈緒（渡部優衣）、高坂海美（上田麗奈）、佐竹美奈子（大関英里）、福田のり子（浜崎奈々）
42. 1 2 3  ジュリア（愛美）、最上静香（田所あずさ）
43. 1 2 3  篠宮可憐（近藤唯）、野々原茜（小笠原早紀）、伊吹翼（Machico）
44. 1 2 3  徳川まつり（諏訪彩花）、エミリー スチュアート（郁原ゆう）
45. 1 2 3  ロコ（中村温姫）、舞浜歩（戸田めぐみ）、永吉昴（斉藤佑圭）、周防桃子（渡部恵子）
46. 1 2 3 4 5  木下ひなた（田村奈央）、箱崎星梨花（麻倉もも）、大神環（稲川英里）、望月杏奈（夏川椎菜）
47. 1 2 3  春日未来（山崎はるか）、矢吹可奈（木戸衣吹）、田中琴葉（種田梨沙）
48. 1 2 3  七尾百合子（伊藤美来）、永吉昴（斉藤佑圭）、真壁瑞希（阿部里果）、望月杏奈（夏川椎菜）、ロコ（中村温姫）
49. 1 2 3  星井美希（長谷川明子）、萩原雪歩（浅倉杏美）、菊地真（平田宏美）、水瀬伊織（釘宮理恵）
50. 1 2 3  馬場このみ（高橋未奈美）、百瀬莉緒（山口立花子）
51. 1 2 3  三浦あずさ（たかはし智秋）、如月千早（今井麻美）、四条貴音（原由実）
52. 1 2 3  エミリー スチュアート（郁原ゆう）、白石紬（南早紀）、天空橋朋花（小岩井ことり）
53. 1 2 3  佐竹美奈子（大関英里）、横山奈緒（渡部優衣）
54. 1 2 3  舞浜歩（戸田めぐみ）、福田のり子（浜崎奈々）、島原エレナ（角元明日香）、高坂海美（上田麗奈）
55. 1 2 3  篠宮可憐（近藤唯）、箱崎星梨花（麻倉もも）、木下ひなた（田村奈央）、宮尾美也（桐谷蝶々）
56. 1 2 3  北沢志保（雨宮天）、桜守歌織（香里有佐）、田中琴葉（種田梨沙）、徳川まつり（諏訪彩花）
57. 1 2 3  高槻やよい（仁後真耶子）、天海春香（中村繪里子）、我那覇響（沼倉愛美）
58. 1 2 3  大神環（稲川英里）、中谷育（原嶋あかり）、周防桃子（渡部恵子）
59. 1 2 3  北上麗花（平山笑美）、野々原茜（小笠原早紀）
60. 1 2 3  高山紗代子（駒形友梨）、豊川風花（末柄里恵）、ジュリア（愛美）、二階堂千鶴（野村香菜子）
61. 1 2 3  所恵美（藤井ゆきよ）、矢吹可奈（木戸衣吹）、松田亜利沙（村川梨衣）
62. 1 2 3  双海真美（下田麻美）、秋月律子（若林直美）、双海亜美（下田麻美）
63. 1 2 3  春日未来（山崎はるか）、最上静香（田所あずさ）、伊吹翼（Machico）
64. 1 2 3  玲音（茅原実里）、詩花（高橋李依）
65. 1 2  佐竹美奈子（大関英里）、北沢志保（雨宮天）、天空橋朋花（小岩井ことり）、望月杏奈（夏川椎菜）
66. 1 2  高坂海美（上田麗奈）、篠宮可憐（近藤唯）、福田のり子（浜崎奈々）、真壁瑞希（阿部里果）、百瀬莉緒（山口立花子）
67. 1 2  田中琴葉（種田梨沙）、大神環（稲川英里）、所恵美（藤井ゆきよ）、豊川風花（末柄里恵）、七尾百合子（伊藤美来）
68. 1 2  馬場このみ（髙橋ミナミ）、周防桃子（渡部恵子）、二階堂千鶴（野村香菜子）、松田亜利沙（村川梨衣）、横山奈緒（渡部優衣）、ロコ（中村温姫）
69. 1 2  高山紗代子（駒形友梨）、中谷育（原嶋あかり）、野々原茜（小笠原早紀）、箱崎星梨花（麻倉もも）、宮尾美也（桐谷蝶々）
70. 1 2  ジュリア（愛美）、北上麗花（平山笑美）、舞浜歩（戸田めぐみ）、矢吹可奈（木戸衣吹）
71. 1 2  春日未来（山崎はるか）、最上静香（田所あずさ）、伊吹翼（Machico）、桜守歌織（香里有佐）、白石紬（南早紀）
72. ↑  天海春香（中村繪里子）、如月千早（今井麻美）、星井美希（長谷川明子）、萩原雪歩（浅倉杏美）、高槻やよい（仁後真耶子）、菊地真（平田宏美）、水瀬伊織（釘宮理恵）、四条貴音（原由実）、秋月律子（若林直美）、三浦あずさ（たかはし智秋）、双海亜美 / 真美（下田麻美）、我那覇響（沼倉愛美）、春日未来（山崎はるか）、最上静香（田所あずさ）、伊吹翼（Machico）、島原エレナ（角元明日香）、佐竹美奈子（大関英里）、所恵美（藤井ゆきよ）、徳川まつり（諏訪彩花）、箱崎星梨花（麻倉もも）、野々原茜（小笠原早紀）、望月杏奈（夏川椎菜）、ロコ（中村温姫）、七尾百合子（伊藤美来）、高山紗代子（駒形友梨）、松田亜利沙（村川梨衣）、高坂海美（上田麗奈）、中谷育（原嶋あかり）、天空橋朋花（小岩井ことり）、エミリー スチュアート（郁原ゆう）、北沢志保（雨宮天）、舞浜歩（戸田めぐみ）、木下ひなた（田村奈央）、矢吹可奈（木戸衣吹）、横山奈緒（渡部優衣）、二階堂千鶴（野村香菜子）、馬場このみ（髙橋ミナミ）、大神環（稲川英里）、豊川風花（末柄里恵）、宮尾美也（桐谷蝶々）、福田のり子（浜崎奈々）、真壁瑞希（阿部里果）、篠宮可憐（近藤唯）、百瀬莉緒（山口立花子）、永吉昴（斉藤佑圭）、北上麗花（平山笑美）、周防桃子（渡部恵子）、ジュリア（愛美）、白石紬（南早紀）、桜守歌織（香里有佐）
73. 1 2  如月千早（今井麻美）、秋月律子（若林直美）、四条貴音（原由実）、水瀬伊織（釘宮理恵）、最上静香（田所あずさ）、北沢志保（雨宮天）、ジュリア（愛美）、白石紬（南早紀）、周防桃子（渡部恵子）、天空橋朋花（小岩井ことり）、所恵美（藤井ゆきよ）、永吉昴（斉藤佑圭）、二階堂千鶴（野村香菜子）、舞浜歩（戸田めぐみ）、真壁瑞希（阿部里果）、百瀬莉緒（山口立花子）、ロコ（中村温姫）
74. ↑  星井美希（長谷川明子）、高槻やよい（仁後真耶子）、双海亜美 / 真美（下田麻美）、三浦あずさ（たかはし智秋）、伊吹翼（Machico）、大神環（稲川英里）、北上麗花（平山笑美）、木下ひなた（田村奈央）、桜守歌織（香里有佐）、篠宮可憐（近藤唯）、島原エレナ（角元明日香）、豊川風花（末柄里恵）、野々原茜（小笠原早紀）、箱崎星梨花（麻倉もも）、馬場このみ（髙橋ミナミ）、宮尾美也（桐谷蝶々）、望月杏奈（夏川椎菜）
75. ↑  天海春香（中村繪里子）、我那覇響（沼倉愛美）、菊地真（平田宏美）、萩原雪歩（浅倉杏美）、春日未来（山崎はるか）、エミリー スチュアート（郁原ゆう）、高坂海美（上田麗奈）、佐竹美奈子（大関英里）、高山紗代子（駒形友梨）、徳川まつり（諏訪彩花）、中谷育（原嶋あかり）、七尾百合子（伊藤美来）、福田のり子（浜崎奈々）、松田亜利沙（村川梨衣）、矢吹可奈（木戸衣吹）、横山奈緒（渡部優衣）
76. 1 2  最上静香（田所あずさ）、白石紬（南早紀）、所恵美（藤井ゆきよ）、ジュリア（愛美）、北沢志保（雨宮天）
77. 1 2  伊吹翼（Machico）、箱崎星梨花（麻倉もも）、桜守歌織（香里有佐）、北上麗花（平山笑美）、望月杏奈（夏川椎菜）
78. 1 2  春日未来（山崎はるか）、徳川まつり（諏訪彩花）、矢吹可奈（木戸衣吹）、七尾百合子（伊藤美来）、エミリー スチュアート（郁原ゆう）
79. 1 2  白石紬（南早紀）、桜守歌織（香里有佐）、ジュリア（愛美）、菊地真（平田宏美）、野々原茜（小笠原早紀）
80. 1 2  春日未来（山崎はるか）、エミリー スチュアート（郁原ゆう）、高坂海美（上田麗奈）、田中琴葉（種田梨沙）、佐竹美奈子（大関英里）、高山紗代子（駒形友梨）、徳川まつり（諏訪彩花）、中谷育（原嶋あかり）、七尾百合子（伊藤美来）、福田のり子（浜崎奈々）、松田亜利沙（村川梨衣）、矢吹可奈（木戸衣吹）、横山奈緒（渡部優衣）
81. 1 2  最上静香（田所あずさ）、北沢志保（雨宮天）、ジュリア（愛美）、白石紬（南早紀）、周防桃子（渡部恵子）、天空橋朋花（小岩井ことり）、所恵美（藤井ゆきよ）、永吉昴（斉藤佑圭）、二階堂千鶴（野村香菜子）、舞浜歩（戸田めぐみ）、真壁瑞希（阿部里果）、百瀬莉緒（山口立花子）、ロコ（中村温姫）
82. 1 2  伊吹翼（Machico）、大神環（稲川英里）、北上麗花（平山笑美）、木下ひなた（田村奈央）、桜守歌織（香里有佐）、篠宮可憐（近藤唯）、島原エレナ（角元明日香）、豊川風花（末柄里恵）、野々原茜（小笠原早紀）、箱崎星梨花（麻倉もも）、馬場このみ（髙橋ミナミ）、宮尾美也（桐谷蝶々）、望月杏奈（夏川椎菜）
83. 1 2 3  桜守歌織（香里有佐）、四条貴音（原由実）、伊吹翼（Machico）、春日未来（山崎はるか）、周防桃子（渡部恵子）、田中琴葉（種田梨沙）、徳川まつり（諏訪彩花）、所恵美（藤井ゆきよ）、萩原雪歩（浅倉杏美）、双海真美（下田麻美）、水瀬伊織（釘宮理恵）、宮尾美也（桐谷蝶々）、百瀬莉緒（山口立花子）
84. 1 2 3  箱崎星梨花（麻倉もも）、三浦あずさ（たかはし智秋）、高坂海美（上田麗奈）、ロコ（中村温姫）、菊地 真（平田宏美）、二階堂千鶴（野村香菜子）、島原エレナ（角元明日香）、真壁瑞希（阿部里果）、横山奈緒（渡部優衣）、馬場このみ（髙橋ミナミ）、秋月律子（若林直美）、大神 環（稲川英里）、木下ひなた（田村奈央）
85. 1 2 3  天空橋朋花（小岩井ことり）、高槻やよい（仁後真耶子）、佐竹美奈子（大関英里）、七尾百合子（伊藤美来）、福田のり子（浜崎奈々）、松田亜利沙（村川梨衣）、如月千早（今井麻美）、北上麗花（平山笑美）、高山紗代子（駒形友梨）、望月杏奈（夏川椎菜）、矢吹可奈（木戸衣吹）、天海春香（中村繪里子）、ジュリア（愛美）
86. 1 2 3  星井美希（長谷川明子）、舞浜歩（戸田めぐみ）、最上静香（田所あずさ）、篠宮可憐（近藤唯）、中谷育（原嶋あかり）、永吉昴（斉藤佑圭）、双海亜美（下田麻美）、エミリー スチュアート（郁原ゆう）、北沢志保（雨宮天）、白石紬（南早紀）、我那覇響（沼倉愛美）、豊川風花（末柄里恵）、野々原茜（小笠原早紀）
87. ↑  天海春香（中村繪里子）、如月千早（今井麻美）、星井美希（長谷川明子）、萩原雪歩（浅倉杏美）、高槻やよい（仁後真耶子）、菊地真（平田宏美）、水瀬伊織（釘宮理恵）、四条貴音（原由実）、秋月律子（若林直美）、三浦あずさ（たかはし智秋）、双海亜美 / 真美（下田麻美）、我那覇響（沼倉愛美）、春日未来（山崎はるか）、最上静香（田所あずさ）、伊吹翼（Machico）、田中琴葉（種田梨沙）、島原エレナ（角元明日香）、佐竹美奈子（大関英里）、所恵美（藤井ゆきよ）、徳川まつり（諏訪彩花）、箱崎星梨花（麻倉もも）、野々原茜（小笠原早紀）、望月杏奈（夏川椎菜）、ロコ（中村温姫）、七尾百合子（伊藤美来）、高山紗代子（駒形友梨）、松田亜利沙（村川梨衣）、高坂海美（上田麗奈）、中谷育（原嶋あかり）、天空橋朋花（小岩井ことり）、エミリー スチュアート（郁原ゆう）、北沢志保（雨宮天）、舞浜歩（戸田めぐみ）、矢吹可奈（木戸衣吹）、横山奈緒（渡部優衣）、二階堂千鶴（野村香菜子）、馬場このみ（髙橋ミナミ）、大神環（稲川英里）、豊川風花（末柄里恵）、宮尾美也（桐谷蝶々）、福田のり子（浜崎奈々）、真壁瑞希（阿部里果）、篠宮可憐（近藤唯）、百瀬莉緒（山口立花子）、永吉昴（斉藤佑圭）、北上麗花（平山笑美）、周防桃子（渡部恵子）、ジュリア（愛美）、白石紬（南早紀）、桜守歌織（香里有佐）
88. ↑  天海春香（中村繪里子）、我那覇響（沼倉愛美）、菊地真（平田宏美）、萩原雪歩（浅倉杏美）、春日未来（山崎はるか）、エミリー スチュアート（郁原ゆう）、高坂海美（上田麗奈）、田中琴葉（種田梨沙）、佐竹美奈子（大関英里）、高山紗代子（駒形友梨）、徳川まつり（諏訪彩花）、中谷育（原嶋あかり）、七尾百合子（伊藤美来）、福田のり子（浜崎奈々）、松田亜利沙（村川梨衣）、矢吹可奈（木戸衣吹）、横山奈緒（渡部優衣）
89. ↑  星井美希（長谷川明子）、高槻やよい（仁後真耶子）、双海亜美 / 真美（下田麻美）、三浦あずさ（たかはし智秋）、伊吹翼（Machico）、大神環（稲川英里）、北上麗花（平山笑美）、桜守歌織（香里有佐）、篠宮可憐（近藤唯）、島原エレナ（角元明日香）、豊川風花（末柄里恵）、野々原茜（小笠原早紀）、箱崎星梨花（麻倉もも）、馬場このみ（髙橋ミナミ）、宮尾美也（桐谷蝶々）、望月杏奈（夏川椎菜）
90. 1 2  桜守歌織（香里有佐）、白石紬（南早紀）